# 忠臣蔵

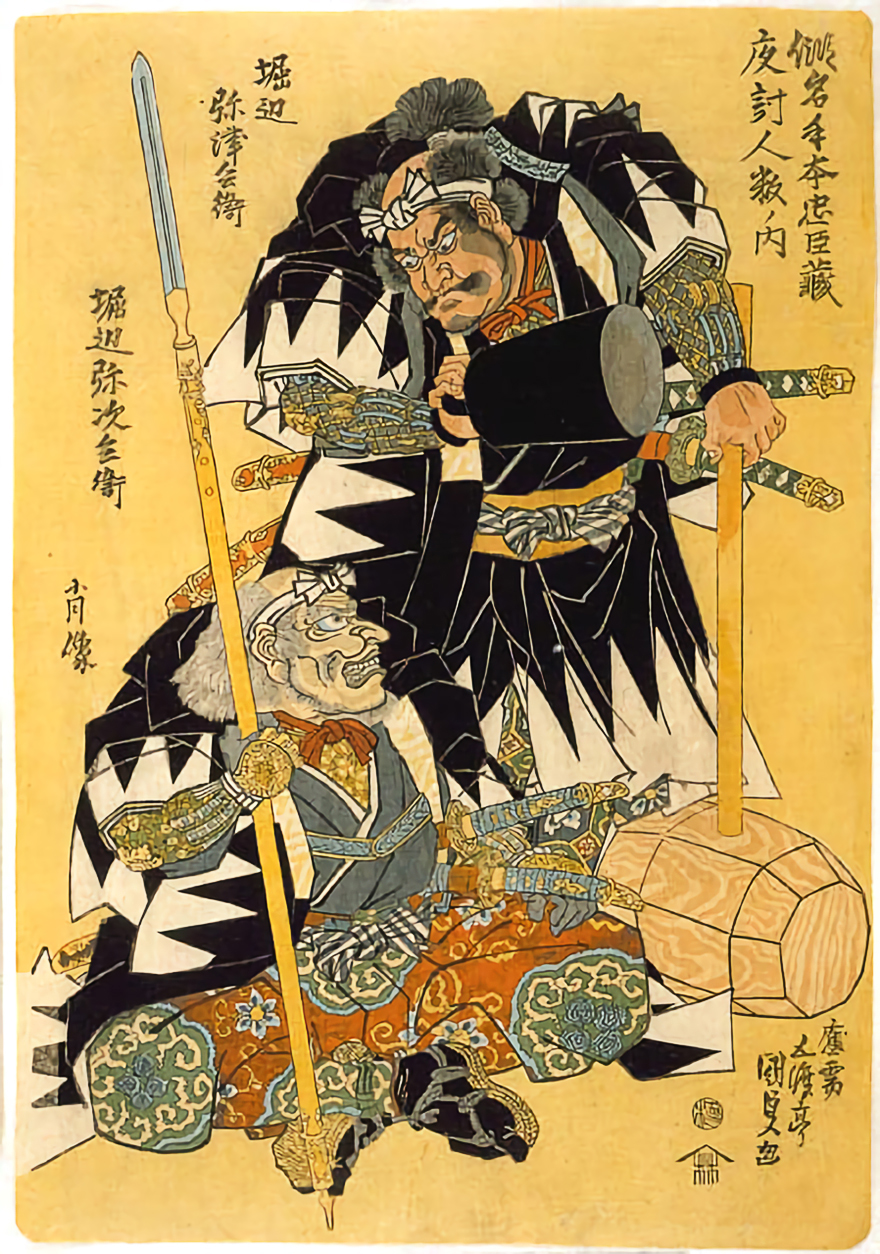
「仮名手本忠臣蔵　夜討人数ノ内　堀辺弥津兵衛　堀辺弥次兵衛肖像」　歌川国貞画。

忠臣蔵（ちゅうしんぐら）は、 人形浄瑠璃（文楽）および歌舞伎の演目のひとつで、1748年に大阪で初演された『仮名手本忠臣蔵』の通称。また歌舞伎や演劇・映画の分野で、江戸時代元禄期に起きた赤穂事件をもとにした創作作品。
脚色された創作であるため、史実としての赤穂事件とは異なる部分もある（赤穂事件参照）。

## 解説
江戸時代中期の元禄14年3月14日（1701年4月21日）、江戸城殿中松之大廊下で赤穂藩藩主・浅野長矩（内匠頭）が高家肝煎・吉良義央（上野介）に刃傷に及んだことに端を発する。この一件で加害者とされた浅野は即日切腹となり、被害者とされた吉良はお咎めなしとなった。その結果を不服とする赤穂藩国家老・大石良雄（内蔵助）をはじめとする赤穂浪士（赤穂藩の旧藩士）47名、いわゆる「赤穂四十七士」（あこうしじゅうしちし）は、紆余曲折のすえ元禄15年12月14日（1703年1月30日）未明に本所・吉良邸への討ち入りに及び武林隆重が吉良を討ち取り、間光興が首をはねた。そしてその後の泉岳寺への引き上げ、浪士たちの切腹、遺族の処罰（連座）までの一連の事件を総称して、今日の史家は「赤穂事件」と呼んでいる。

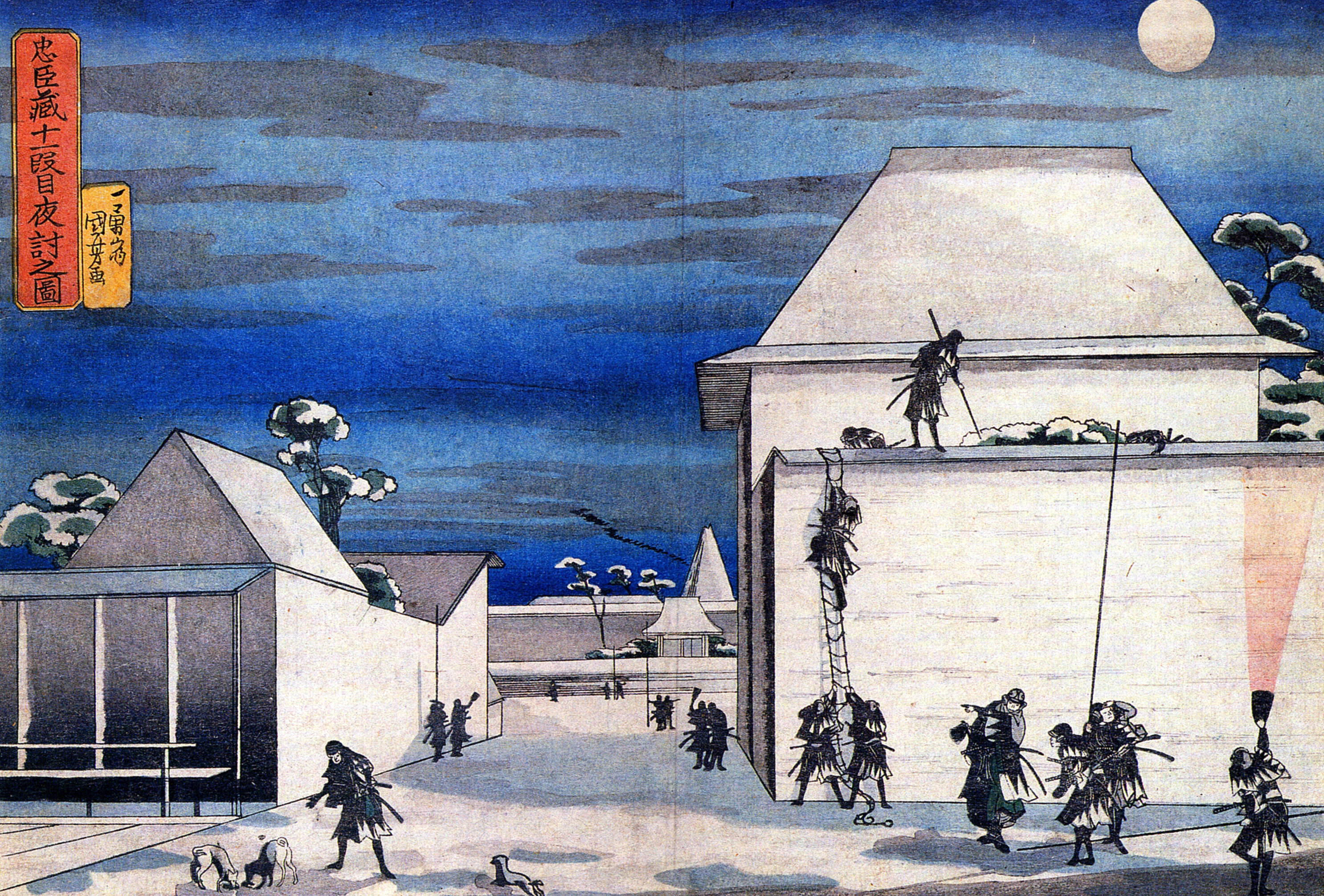
「忠臣蔵十一段目夜討之図」　歌川国芳画。

この赤穂事件がはじめて舞台に取り上げられたのは、討ち入り決行の翌年である元禄16年の正月、江戸山村座の『傾城阿佐間曽我』（けいせいあさまそが）の五番目（大詰）である。曾我兄弟の仇討ちという建前で赤穂浪士の討入りの趣向を見せた。討入りから4年後の宝永3年（1706年）には、この事件を題材に南北朝時代に変えた近松門左衛門作の人形浄瑠璃『碁盤太平記』が竹本座で上演されている。大星（大石）の妻や母親が大星の無能振りを嘆いて自害する、力弥（主税）が加古川本蔵（多胡真蔭）を斬殺する、酸いも甘いも弁えた荒法師・吉田兼好が高師直（吉良）に協力するなど史実とは異なる脚色も多い。
宝永7年（1710年）、大坂の篠塚座での『鬼鹿毛無佐志鎧』（おにかげ むさしあぶみ）は、冒頭で驕れる小栗（浅野）と荒ぶる大岸（大石）を「君子にあらず」と諷刺する『中庸』「第十章」からの引用で始まり、後世の義挙とする忠臣蔵、なかんずく大石を賞揚した内容にはなっていない。しかし、幕府は「前々も令せられしごとく、当世異事ある時、謡曲芝居小歌につくり、はた梓にのぼせ売りひさぐ事、弥々停禁すべし。戯場にても近き異事を擬する事なすべからず（大成令）」と禁令を出し、この事件を扱うものは現れてきていない。

## 「忠臣蔵」の誕生
延享4年（1747年）には初世沢村宗十郎が京都中村粂太郎座の『大矢数四十七本』で大岸宮内を演じた。そしてその集大成が寛延元年（1748年）8月に上演された二代目竹田出雲・三好松洛・並木千柳合作の人形浄瑠璃『仮名手本忠臣蔵』である。初演のときには「古今の大入り」、すなわち類を見ないといわれるほどの大入りとなり、同じ年に歌舞伎の演目としても取り入れられている。
『仮名手本忠臣蔵』はのちに独参湯（薬の名前）とも呼ばれ、客が不入りの時でもこれを出せば当たるといわれるほどであった。さらに歌舞伎、浄瑠璃、講談で数多くの作品がつくられ、「忠臣蔵物」と呼ばれるジャンルを形成する。そのような作品のひとつに『仮名手本忠臣蔵』と怪談を組み合わせた鶴屋南北作『東海道四谷怪談』がある。
江戸時代、江戸幕府から同時代に起こった武家社会の事件を文芸や戯曲で取り上げることは禁じられていたので、赤穂事件についても幕府を憚って舞台を室町時代とし、登場人物を他の歴史上の人物に仮託していた。近松の作品では『太平記』の時代を舞台とし、登場人物の名として浅野内匠頭を塩冶判官（塩冶高貞）、吉良上野介を高師直に擬し、高師直が塩冶高貞の妻に横恋慕したことを発端としており、『仮名手本忠臣蔵』でもこれに倣っている。しかし事件を表現していることがわかるように、塩冶の「塩」は赤穂の特産品である「赤穂塩」、高師直の「高」は吉良上野介の役職「高家」とかけられている。太平記に登場しない人物の名も変えられた（大石内蔵助→大星由良助など）。
「忠臣蔵」という題名の由来は、蔵一杯の忠臣という意味や、大石内蔵助の「蔵」にかけているなどとされるが、定かではない。本作以降、赤穂事件を扱った創作物は忠臣蔵ものと呼ばれることになる。
明治以降、江戸幕府が滅亡しその憚りがなくなったので、登場人物の名を実名で上演することができるようになった。明治41年から福本日南が忠臣蔵の真相と銘打って、義士録をもとに浪士側に立った『元禄快挙録』を新聞連載して話題となり、近代日本の忠臣蔵観を主導した。「忠臣蔵」は人気が高く、昭和9年（1934年）には資料調査をした新歌舞伎『元禄忠臣蔵』（真山青果作）が上演されている。講談、浪曲でも忠臣蔵は人気があり、「赤穂義士伝」と呼ばれ、事件の史実を扱った「本伝」、個々の赤穂四十七士を描いた「義士銘々伝」、周辺のエピソードを扱った「外伝」からなる。
第二次世界大戦後の連合国占領下では、厳しい言論・思想統制が行われた。連合国軍最高司令官総司令部は日本国内での報復運動の高まりを恐れ、「忠臣蔵」を題材とした作品は封建制の道徳観が民主化の妨げになるとし（仇討ちという復讐の物語なので）、当事件を題材とした作品の公演、出版などを一時期禁止したが、昭和22年（1947年）にはその禁も解かれ、歌舞伎の『仮名手本忠臣蔵』が東京劇場で上演されている。

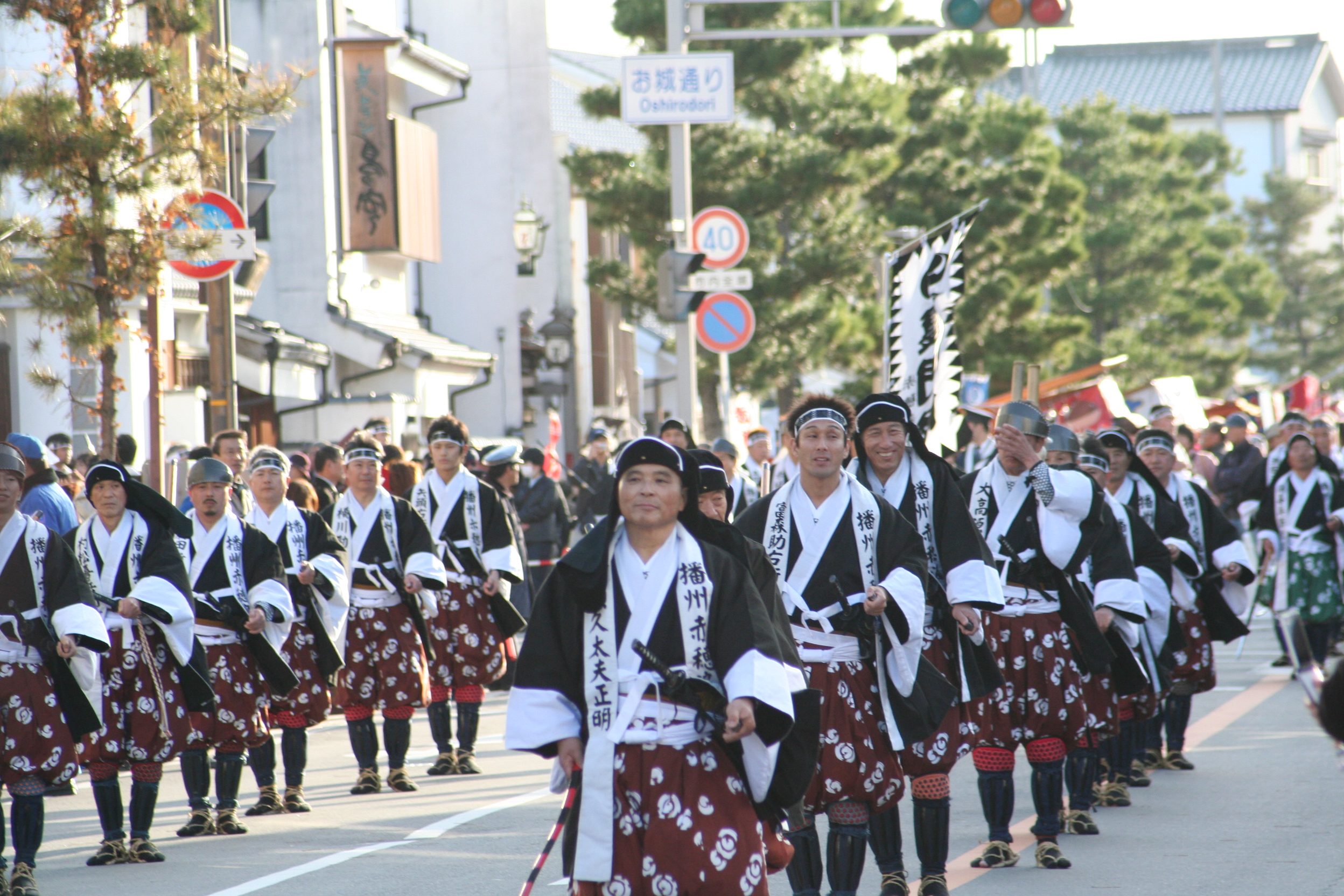
赤穂義士祭の義士行列

本所の吉良邸襲撃の日は旧暦12月14日（正確には翌日未明）であったが、現在に至るも新暦12月14日が近づくと忠臣蔵のテレビドラマや映画が放映されるなど、その人気は衰えを見せない。多くの映画製作、テレビドラマ化、舞台上演がほぼ毎年行われている。現在では、多くの資料研究の進展を反映させた書籍の出版や実名での作品化がなされるようになり、価値観の多様化と研究考証から、討ち入りに参加しなかったあるいは出来なかった赤穂藩士、討ち入り後に残された義士の遺族や子孫、敵役とされる吉良側、当時の江戸幕府の事情など、様々な視点に立って作品化がなされている。

## 「忠臣蔵」の評価
江戸時代から現代まで、「忠臣蔵」を描いた物語がありとあらゆるメディアで幾度となく作られてきた。
- 文学者のドナルド・キーンは忠臣蔵が元禄時代の人々の関心を集めた理由として当時の世相を指摘している。平和な時代が百年近く続いた元禄の世において「武士道は過去のものであり、二度と戻らぬフィクションだと信じられていた。ところがその過去の夢がまったく突然に戻ってきた。それは赤穂四十七士の復讐」であったのである[5]。
- 現代の「忠臣蔵」論の多彩な展開のいわば原点となっている[6]映画評論家の佐藤忠男の意見によれば、吉良邸討ち入りは「忠義」を名目にしているものの、本質的には武士の意地を示す行動であり、民衆もその意地に感動したのだという[7]。また、忠臣蔵映画が大量に作られた理由として、忠臣蔵映画がいわば俳優の顔見せ的な役割を担っていたことが指摘されている[7]。
- 歴史学者の山本博文は「忠臣蔵」に人気がある理由として、仇討ち物語であることや幕府への抵抗としての側面があることにふれた上で、「（忠臣蔵に）私達が感動しているのは、（中略）何か目標の為に、命を捨てて行動する「自己犠牲の精神」があるという単純な理由からなのではなかろうか」と指摘している[8]。
- 歴史学者の尾藤正英は、忠臣蔵に人気がある理由として「組織の名誉を守るためには、自己の命を捨てても悔いない心、すなわち士的な利害の関心を超えた、公共精神とでもいうべきものが、忠義として表彰されていた」ことがあると指摘している[9]。
- 演芸作家で講談や浪曲の著書がある稲田和浩によれば、人々が忠臣蔵を好む理由として以下の５つがあるという：判官贔屓[10]、団体戦[10]、散りゆく者の美学[10]、献身[10]、勧善懲悪[10]。
- 映画評論家の谷川建司は、忠臣蔵が愛されてきた理由としてカタルシスを挙げている。たとえば浅野内匠頭の切腹の際、無言であることを条件に切腹への立ちあいを許された片岡源五右衛門のエピソードのように、「口には出さなくとも分かってほしい」という強い願望と、「口には出さずともおまえの気持はよく分かっている」というエピソードを追体験することで、強いカタルシスを感じられるようにデザインされていることが忠臣蔵の魅力なのだとしている[11]。谷川はまた、高度経済成長期に忠臣蔵が人気があった理由として、四十七士の達成感をスクリーンを通じて共有することで、第二次大戦の敗戦でズタズタになった日本人のプライドの「再生」を確認することがあったのではないかと述べている[12]。

## 脚色や創作による伝承
赤穂事件には「忠臣蔵」への演劇化による脚色も手伝って逸話や伝承の類が多く残っている。以下、有名な逸話ではあるが、伝承の域を出ていないものを挙げる。

### 山鹿送り

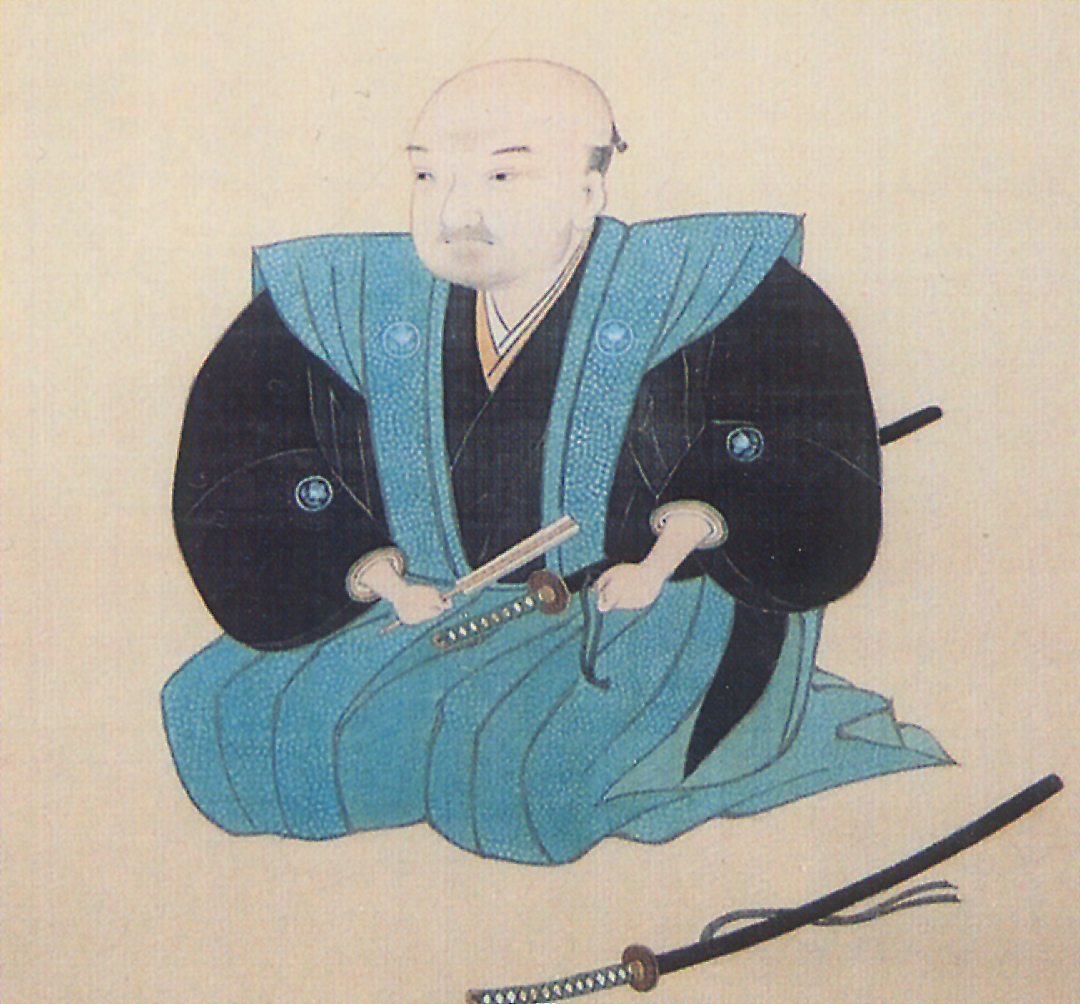
山鹿素行

山鹿素行は独自の軍学山鹿流を興し、様々な大名に兵学を教えていたが、著書の一つ「聖教要録」が幕府の忌諱に触れ、播州赤穂にお預かりになった。
22歳の内蔵助は山鹿素行を赤穂まで護送する任務にあたったが、山鹿素行の門下の者がこれに反発して襲撃してくる。
しかし内蔵助は門下の者たちに、「ここで素行を奪い返すは幕府に弓を引くも同然」と道理を説いて説得し、無事山鹿素行を赤穂まで連れてくる。
講談ではこの後、内蔵助は山鹿素行から軍学を学ぶことになるとしている。

#### 史実
万治3年（1660年）に大石は1歳、寛文5年(1665年)でも、わずか6歳である。山鹿素行は大石良雄についてまったく記していない。
さらに、山鹿流には「仇討ちは、天下の大道にて目のある場（衆人環視）で討ち果たすが手柄と云うべし。敵が家中に居るを、人知れず踏み込むは悪しき下策なり。是れ夜盗と大差なし」とある。
また、山鹿流を藩学とする津軽氏と松浦氏は、『山鹿語類』に「中道にして廃す、道のとぐべき処なし。故に勤行を以て士の勇とする也」とあるを以って、勅使饗応を私恨により中途放棄した浅野長矩と、それに続く元禄赤穂事件を批判している（両家は近現代には天皇家の姻戚となる）。

### 吉良への賄賂
あん巻きは江戸時代の元禄の頃に勅使饗応役を命じられ、指導役の吉良義央に辱めを受けていた津和野藩主亀井茲親を危機から救うために、家臣が吉良に献上した進物に由来するという創作もある。

#### 史実
あん巻きは元々三河名物。また、亀井茲親は吉良と昵懇で、亀井茲常の正室は吉良義央の子孫にあたる。

### 松之大廊下の刃傷に関する逸話

#### 浅野長矩の動機
1. 長矩夫人の阿久里に義央が横恋慕した[19]。
2. 義央が皇位継承問題に絡んだため、長矩が怒った[20]。義央の悪名を聞いた長矩が、天誅を下そうと思った[21]。
3. 長矩の美少年な児小姓を吉良が望んだが、長矩が断った（『誠忠武鑑』）
4. 浅野家秘蔵の茶器を吉良が望んだが、長矩が断った（『聴雨窓雑纂』）
5. ある茶会で披露された書画について吉良は「一休宗純の真筆」と鑑定したが、長矩が「贋作だ」と述べた（赤穂精義参考内侍所）

#### 柳沢吉保の関与

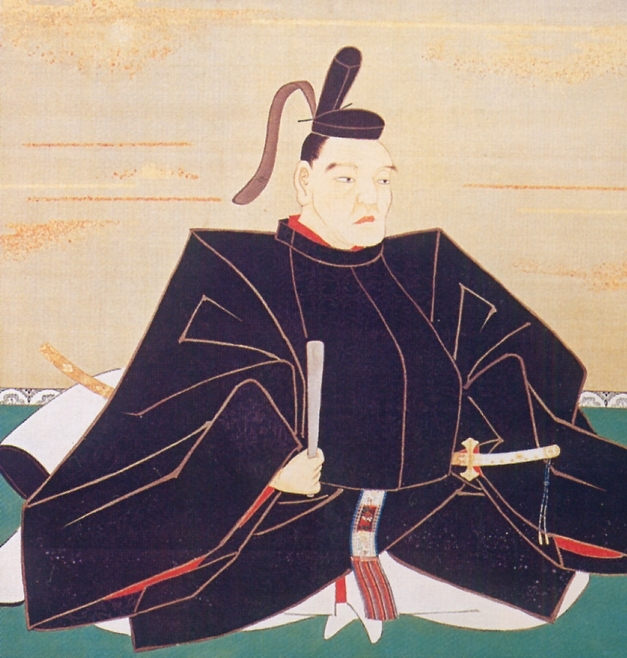
絹本著色柳沢吉保像（部分、一蓮寺蔵）

忠臣蔵のドラマでは、当時将軍の側用人として権勢をふるった柳沢吉保が、いわば事件の黒幕として振る舞っていたように描くものがあり、例えば大佛次郎の『赤穂浪士』では柳沢は吉良に「聞き分けのない浅野はいじめてしまえ」という趣旨のことを言う。
史実でも『多門伝八郎筆記』には柳沢の指示により浅野の即日切腹と吉良の無罪放免が決まった旨が書いてあり、事件への柳沢の関与をにおわせるが、後述するようにこの文献の記述には創作が多い。

#### 脇坂淡路守が吉良を殴打
殿中刃傷があった直後、播磨龍野藩主脇坂安照が隣藩の藩主である浅野長矩の無念を思いやって抱きかかえられて運ばれる吉良義央とわざとぶつかり、吉良の血で大紋の家紋を汚すと、それを理由にして「無礼者」と吉良を殴りつける。諸大夫の五位が四品の高家に暴行に及んだ咎で脇坂は老中に罰せられ、赤穂城は与えられる可能性のあった脇坂家でなく永井家のものとなる。
この話は1885年に書かれた再忠臣赤穂実録や1912年の浪曲の筆記本に見えるが、史実としての確認はできず、伝承・巷談の域を出ない。
史実において脇坂安照は、赤穂城受け取りの時の正使であった。

#### 切腹を迫られる吉良
柳沢吉保が吉良上野介に切腹を申しつけたという風聞が『浅吉一乱記』に記されている。
一方、初期の実録本『赤穂鍾秀記』には吉良上野介が妻の富子から切腹するように言われたとか、上杉家の家老からもし吉良が切腹すれば追い腹を斬ると言われたとあるし、『江赤見聞記』の七巻も上杉綱憲の近習から吉良が存命だと上杉家に災いがあるかもしれないから切腹するよう勧められたという風聞を記している。

### 浅野内匠頭の切腹に関する逸話

#### 『多門伝八郎筆記』における逸話
浅野内匠頭の切腹に立ち会った多門伝八郎は、その時のことを記した『多門伝八郎筆記』を残しており、そこに書かれた逸話が忠臣蔵のドラマなどで描かれることも多い。
以下、『多門伝八郎筆記』に記載された逸話を紹介するが、この筆記は他の資料との比較により、創作が多分に含まれていることが判明しているので、以下の逸話の信憑性は不明である。
- （多門が浅野を慰める）多門が浅野に殿中で刃傷におよんだ理由を聞いてみたところ、浅野は「私の遺恨」ゆえに刃傷におよんだものの、吉良に負わせた傷が浅手だったのが残念だと答えた[22]。そこで多門が武士の情けで「相手は高齢だから養生はおぼつかないだろう」と慰めたところ、浅野は喜んだ表情を見せた[22]。
- （多門が幕府の裁定に抗議）柳沢吉保の指示により浅野の即日切腹と吉良の無罪放免が決まった[22]。これに憤慨した多門が裁定は「片落ち」である旨を抗議したところ、多門は柳沢の怒りを買い、目付部屋に軟禁された[22]。
- （多門が庭先での切腹に抗議）浅野の切腹場所を庭先の白洲にて行うよう庄田下総守が指示したものの、これに不満を持った多門は「庭先での切腹など一城の主にはあるまじき事」だという趣旨の抗議をし、立腹した庄田と掴み合いになりかけた[22]。
- （多門が片岡源五右衛門の今生の別れを許可）浅野の切腹の直前、赤穂藩士の片岡源五右衛門が今生の別れをするために会いに来た。多門は「明日は退役と覚悟いたし」[22]て片岡を浅野に会わせた[22]。しかしこの逸話の信憑性は疑わしく、切腹を行った田村家の記録にはそのようなことは記載されていないうえ[22]、『杢助手控』にはその期間は誰も立ち入りさせないよう厳命があったと記載されている[22]。さらに赤穂側の資料にもこの件は記載されていない[22]。
  - 切腹の翌日にあたる3月15日に片岡源五右衛門が多門を訪ねて上記の件の礼を言い[22]、同年11月23日にも城内の「中の口」で多門に会って「もはや二君に交えず、この春から町人になる」という趣旨のことを言った[22]。しかし一介の浪人にすぎない片岡が中の口に入るつてはない[22]。
- （浅野内匠頭の辞世の句）浅野は切腹に際して辞世の句を詠み、その内容は「風さそふ花よりもなほ我はまた春の名残りをいかにとか（や）せん」というものであった[22]。この逸話も田村邸の記録や赤穂藩の記録になく[22]、信憑性は疑わしい[22]。
- （浅野本家の抗議）3月15日に広島藩浅野本家の松平安芸守は切腹の場所が不当であると松平陸奥守と田村右京大夫に厳重に抗議した[22]。この逸話は『冷光君御伝記』にすら記録がなく[22]、信憑性は疑わしい[22]。

ドラマなどでは、上述した片岡源五右衛門のエピソードに関して、浅野内匠頭と口をきかないことを条件として片岡を浅野に会わせるものも多い。

#### 母の葬式と出くわした萱野
講談に次のような話がある。
赤穂藩士の萱野三平は、同じく赤穂藩士である早水藤左衛門とともに、浅野内匠頭の刃傷の急報を告げるべく、早駕籠で赤穂城へと向かっていた。
しかしその途中萱野の実家の近くを通りかかったとき、葬式の列に出くわす。聞けば萱野の母が亡くなっていたのだ。
だが今はお家の一大事を赤穂へと伝えに行く途中。葬式への出席を断念し、赤穂へと急ぐ。
すでに『赤穂義士伝一夕話』にこの話が出ている。

### 赤穂開城の逸話

#### 藩札交換の逸話
伴蒿蹊の『閑田次筆』に次のような話がのっている。
赤穂の政治は次席家老の大野九郎兵衛が上席ですべて取り仕切っていたので、民は税の取り立てに耐えられなかった。
そのうち内匠頭の刃傷が起こり赤穂城が開城すると、民は大いに喜んで餅をついて賑わった。
そこへ大石が出てきて事を取り仕切り、赤穂藩が借りていた金銀を皆に返済したので、皆は大いに驚き、「この城中にこのような計らいをする人がいるのか」と顔を改めた。

#### 大石の忠僕

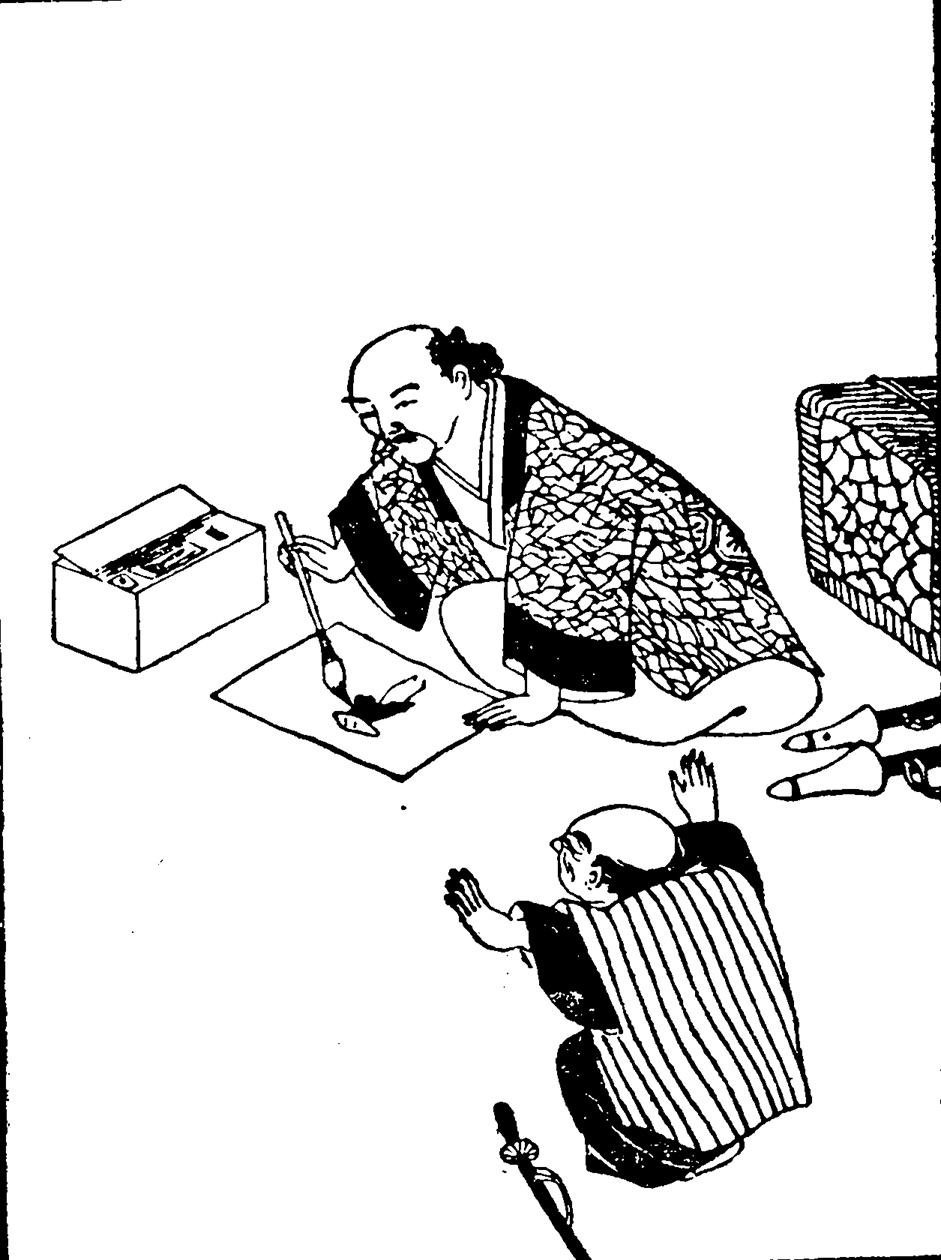
伴蒿蹊『近世畸人伝』「大石氏僕」の挿し絵

伴蒿蹊の『近世畸人伝』の巻之二に次のような話が載っている。
赤穂開城の後、大石が赤穂を離れ京に上ろうとするとき、老僕の八介が訪ねてきた。
八介は大石に付き従って京に行きたいが、この年ではそれもかなわない、何か形見の品がいただけないだろうか、と言った。
大石はあらかたの荷物を既に京に送っていたので形見にするものもなく、仕方なしに金子を八介に渡すことにした。
だが大石のこの行動に対し八介は、金子のどこが形見なんだと腹を立てる。
そこで大石は紙をひろげて墨で絵を描いて、これを形見とした。その絵は若き日の大石が八介と吉原に遊びに行ったときの二人の様子を描いたものだった。
「これに勝る形見はない」と八介は喜び、泣いて暇乞いをして去っていった。
『近世畸人伝』には「寺井玄渓」、「小野寺秀和妻」という話も載っており、前者は藩医の寺井玄渓が盟約に加わるのを大石に断られる話、後者は小野寺十内とその妻の心温まる書状の話でいずれも史実に基づく。

#### 赤穂藩の改易で領民が大喜びして餅をついた
文化3年（1806年）に刊行された伴蒿蹊の『閑田次筆』に、浅野が起こした事件によって赤穂藩が改易となり、それを聞いた領民が大喜びして餅をついたという話が載っている。『閑田次筆』に書かれている領民が喜んだという記述については以下の通りである。
- 「或人曰く、赤穂の政務、大野氏上席にして、よろづはからひしほどに、民その聚斂にたへず、しかる間、事おこりて城を除せらるるに及びしかば、民大いに喜び、餅などつきて賑はひし大石氏出て来て事をはかり、近時、不時に借りとられし金銀など、皆それぞれに返弁せられしかば、大いに驚きて、この城中にかやうのはからひする人もありしやと、面（おもて）をあらためしとかや云々…」
- 「ある人が言っています。赤穂の政治を大野九郎兵衛が上席で全てを仕切ったので、赤穂の庶民は税のとりたてに耐えなかったといいます。そうこうしている間に刃傷事件がおきて、城を没収されるにことになったので、赤穂の庶民は大いに喜んで餅などをついて大賑いをしました。そこへ大石内蔵助が出てきて政務を行うようになり、困った時に赤穂藩が借りていた金銀を皆に返済したので赤穂の人は、大変驚いて赤穂藩にこのような立派なことをする人もいたのか、と考えを改めたということです」

ただ、この『閑田次筆』は、浅野が殿中刃傷を起こした元禄14年（1701年)からおよそ100年後の文化3年（1806年）に刊行されたものである。
菅茶山は真筆が国の重要文化財に指定された『筆のすさび』において、「亡国幣政」で「浅野家が潰れて、土地の者は悪政がやんだと言って喜んだ」と書いている。
また、浅野が切腹した後の当時の赤穂城とその城下町の様子を伝えるものとしては、赤穂城の受け取りの正使を務めた脇坂安照の家臣で、赤穂城で受け取りと在番の実質的指揮をとった龍野藩家老の脇坂民部の日記『赤穂城在番日記』が現存している。
この『赤穂城在番日記』には、当時の赤穂城の受け取りから脇坂民部らの在番が終わるまでの仔細が書かれている。日記には城の受け取りが終わり、脇坂民部らが在番となってから、赤穂の子供が赤穂城の堀で釣りを行っていることなどは書かれているが、赤穂の領民が改易となって喜んでいる様子などは書かれておらず、そうした様子が当時の赤穂で見られなかったことがわかっている。

### 大石の遊興

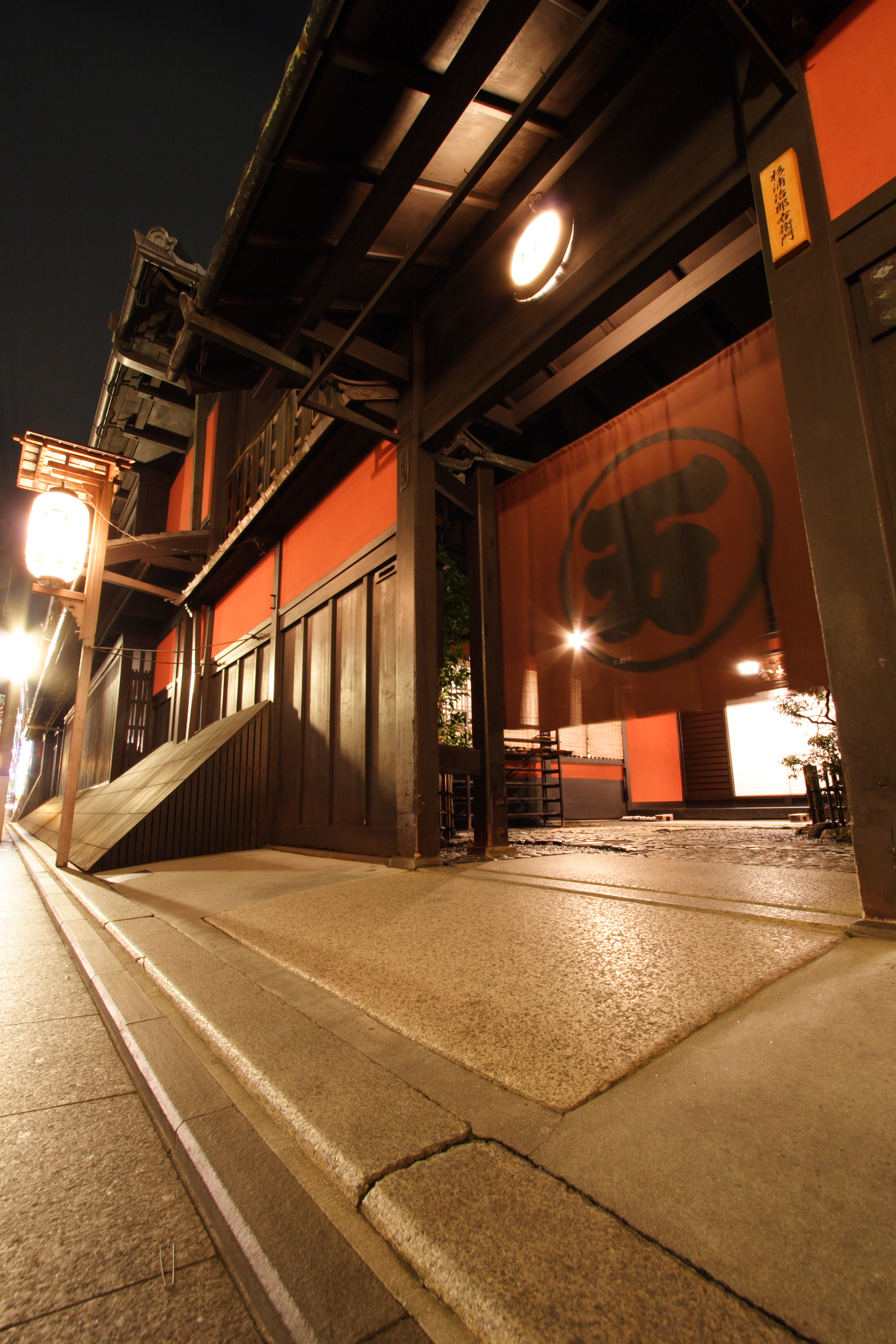
『仮名手本忠臣蔵』七段目で大星由良助（史実の大石内蔵助）が遊んでいる祇園の一力茶屋のモデルになったとされる万亭。「万」の字を上と下に分割して「一力」にしたという。現在では『仮名手本忠臣蔵』に合わせて「一力亭」という名前である。

人形浄瑠璃・歌舞伎の『仮名手本忠臣蔵』をはじめとして元禄赤穂事件を描いたドラマでは山科で暮らしていた頃の大石が花街で派手に遊ぶ様子が描かれることが多い。
この遊興により、大石に仇なすものはもちろん、大石が吉良を仇討ちすると信じていた者も愛想を尽かし始める。例えば講談では大石が吉良の仇討ちをしてくれるものとかたく信じる薩摩武士の宇都宮重兵衛が、大石のあまりの姿に呆れ果てている。
多くのドラマでは大石は敵の目を欺くためにあえて遊び呆けたのだとされ、たとえば『仮名手本忠臣蔵』でも、遊興により斧九太夫（史実の大野九郎兵衛）の目を欺いている。
一方、仇討ちの重圧から逃れるために遊んでいたとするドラマもあり、例えば芥川龍之介の『或日の大石内蔵助』では大石は単に仇討ちを忘れて楽しんでいただけでありながら、周囲がそれを誤解して敵を欺く計略なのだと賞賛する場面が描かれている。

#### 大石の妾
大石の遊興に絡んで、大石が妾を作るエピソードが入ることもある。
例えば『仮名手本忠臣蔵』では、大星（史実の大石）は一文字屋の「お軽」を身請けしようとする（ただしこれは、仇討ちに関する密書を盗み見たお軽を亡き者にするための口実）。
講談でも大石の遊興をおさめるために、小山源五左衛門と進藤源四郎が二文字屋次郎左衛門の娘「お軽」を妾として差し出す。
また大石は狐との間に子があり、討ち入り後の養育を荷田春満に託した。この狐の子を祀るのが東丸神社であるとなっている。
池宮彰一郎の『四十七人の刺客』および『最後の忠臣蔵』においては、大石は一文字屋の可留に手をつけ、可留との間に娘の可音をつくっている。

#### 母と妻子との別れ
大石は放蕩のすえ、遊女を妻にすると言い出し、本妻と離縁して実家に帰す。大石の子供と実母もこれに付き従った。
しかし討ち入り後、寺坂吉右衛門が現れて、妻子らに大石の真意を伝える（講談「忠臣二度目の清書」、「山科妻子の別れ」など）。
史実では大石の母はこの時すでに死亡しているし、妻との離縁状にもこのような経緯は載っていない。

#### 史実
大石の遊蕩は山科会議の頃か妻子を実家に帰した頃から始まったとされるが、それを直接証拠づける史料は何もない。
遊興に関する史料で最も信頼できるのは『江赤見聞記』だが、ここには「遊山見物等の事に付き（中略）金銀等もおしまず遣い捨て候」とあるのみで、この「遊山見物」が誇張されて派手な遊興というイメージができあがったのかもしれない。
また祇園や伏見に出かけたという記録もあるものの、息子の主税も一緒であった。
伝説によると大石は伏見の笹屋で夕霧と親しくなり、「浮さま」と呼ばれたとされ、その証拠として大石がつくったとされる「里げしき」という唄が残っているが、これは伝説的なものにすぎない。（なお、大石は「里げしき」の最後は「うきつとめ」で終わるが、内蔵助が「うきさま」と呼ばれたとされるのはこの「うきつとめ」からきたものであろう）。
遊興にふけった動機に関してドラマなどでは大石は敵の目を欺くためにあえて遊興にふけったとするものがあるが、『江赤見聞記』は大石の遊興に関してはっきりと「宜しからざる行跡」と書いており、敵の目を欺くために遊んだとする説には与していない。
『江赤見聞記』には、吉良側の間者が大石の姿を見てもはや仇討ちの「意趣」なしと判断して引き上げたという風説が書き記されているのみである。また大石の親類の小山と進藤がいくら諫めても聞かないので、不快に思い離反したとも記している。
しかし『赤穂鍾秀記』ではすでに大石の遊蕩が吉良方の警戒を解き、仇討ちを成功に導いたとあるし、初期の実録本である『浅吉一乱記』では千坂兵部の間者の目をごまかすために大石が替え玉に悪所通いさせた旨が記されているなど、大石の遊興を策謀とする説は早くからあった。人形浄瑠璃の『仮名手本忠臣蔵』でも大星（史実の大石）が敵をだますために、あえて遊興にふける。
なお『仮名手本忠臣蔵』における大星（史実の大石）遊興の場面は、同じく赤穂事件に題材を得た歌舞伎の『大矢数四十七本』における初代澤村宗十郎の演技を真似たものである。
以上のように大石の遊興に関しては伝説的な部分が多いが、史実でも大石は妻を実家に帰してから身の回りの世話を頼んだ京都の二条京極坊二文字屋の娘可留（）という妾に手を出し、孕ませている。可留は元禄15年当時は18歳だと伝えられるが、生まれてきた子供は性別すら分かっていない。大石は赤穂藩の藩医の寺井玄渓に可留の子供を養子に出すよう頼んでいる。
また大石は、赤穂時代にもやはり妾を孕ませていた。

### 村上喜剣

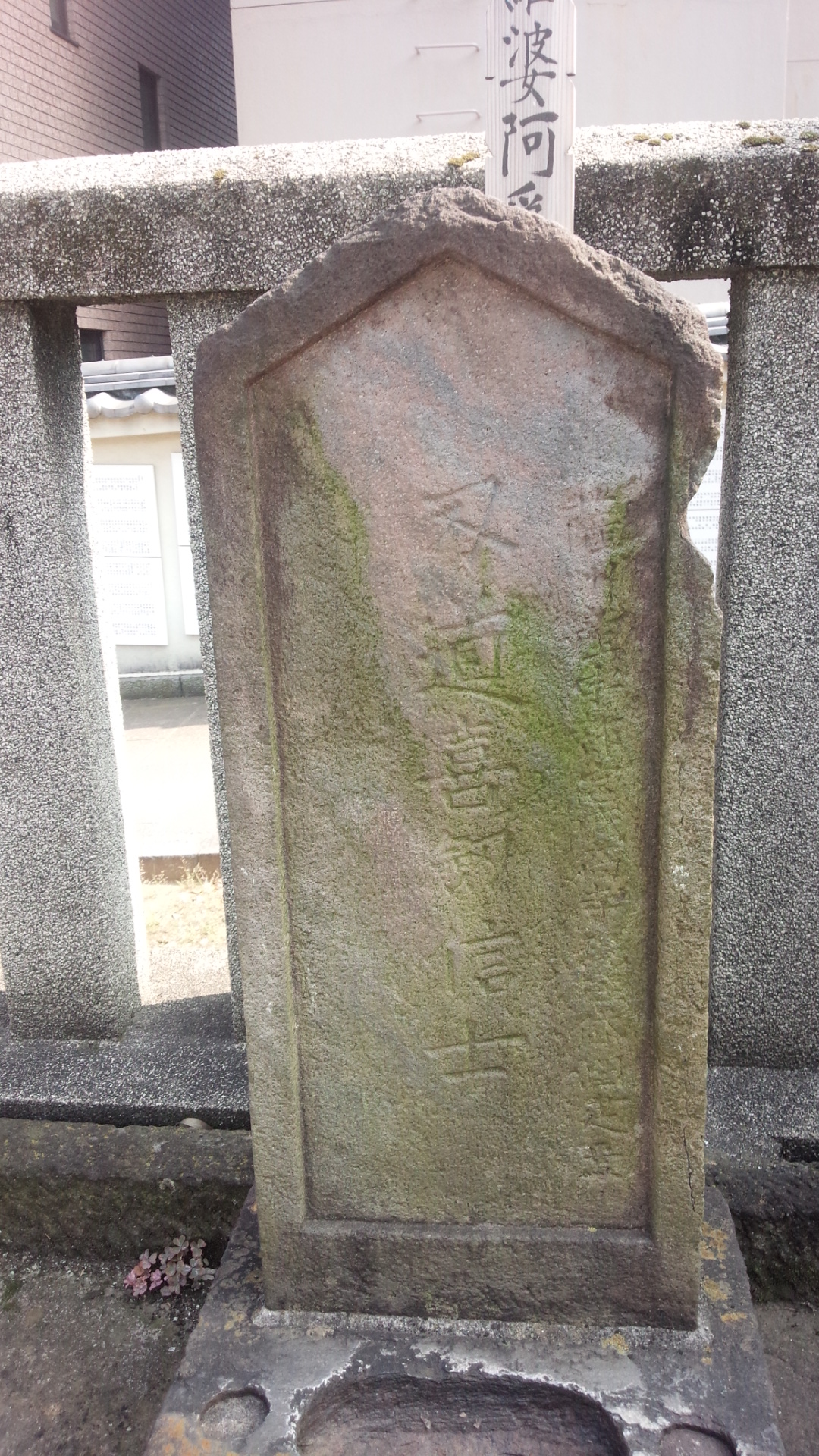
泉岳寺の「刃道喜剣信士」という戒名が彫られた供養塔。俗名が書いてないので誰のものか不明だが寺坂吉右衛門か萱野三平のものだといわれている

薩摩の剣客村上喜剣は、京都の一力茶屋で放蕩を尽くす大石良雄をみつけると、「亡君の恨みも晴らさず、この腰抜け、恥じ知らず、犬侍」と罵倒の限りを尽くし、最後に大石の顔につばを吐きかけて去っていった。しかしその後、大石が吉良義央を討ったことを知ると、村上は無礼な態度を取ったことを恥じて大石が眠る泉岳寺で切腹した。
泉岳寺には明和4年（1767年）に作られた「刃道喜剣信士」という戒名が彫られた墓（寺坂吉右衛門か萱野三平のものだといわれている）があり、村上喜剣はこの戒名などから作られた人物だと思われる。
村上喜剣の話は江戸後期の儒者林靏梁の『烈士喜剣伝』によって喧伝されたため、事実のごとく伝わった。これが原因で、前述の「刃道喜剣信士」という戒名が彫られた墓はこの村上喜剣のものであると広く信じられた。
1899年には幸田露伴が村上喜剣を主人公にした小説『奇男児』を書いている。
この小説では喜剣は文弱な方向に流れる元禄の世を憂い進んで浪人する。そして復讐もせずに腐れ死んでいる赤穂浪士に憤慨し、彼らに「神国の風俗、義に勇む人心」の回復を期待する。

### 垣見五郎兵衛
大石内蔵助は（第二次）東下りの際に「垣見五郎兵衛」（もしくは立花左近）という変名を名乗り、江戸へと向かっていた。しかしその途中で、本物の垣見五郎兵衛と鉢合わせする。
絶体絶命の窮地に陥った大石であったが、垣見五郎兵衛は目の前にいるのが吉良を討とうと人目を忍んでいる大石内蔵助であることを察し、大石に助力するため、垣見五郎兵衛としての通行手形を渡す。

#### 史実
大石内蔵助は江戸に入った際、実際に「垣見五郎兵衛」という変名を名乗っており、息子の主税には「垣見左内」という変名を名乗らせている。
しかし上述したエピソードは史実ではない。戦後の忠臣蔵映画を調査した谷川建司によると、この逸話はマキノ省三監督が1912年の映画『実物応用活動写真忠臣蔵』を撮るときに歌舞伎の勧進帳を基にして役者の嵐橘楽のために作り上げたものであり、この時は「立花左近」の名称であった。史実に合わせて「垣見五郎兵衛」の名前を用いたのは松竹の1932年版の『忠臣蔵』がはじめである。
一方宮澤誠一は大正13年発行の『講談落語今昔譚』（関根黙庵著、雄山閣）を引き、この話は講釈師の伊東燕尾（えんび）の「持ちネタ」で、のちに芝居にも脚色されたのだとしている。燕尾は明治33年（1900年）に亡くなっているので、燕尾の講釈の方がマキノ省三の映画よりも早いことになる。
燕尾の講釈では、近衛家雑掌・垣見左内の変名を名乗る内蔵助が川崎の宿で本物の垣見左内に出くわす。仕方なく内蔵助は本名を書いた詫書を左内に渡すが、そこに内蔵助の名を見た左内は事情を察し、詫書を内蔵助に返してこの件を不問に付す。

### 侮辱される浪士たち
忠臣蔵に関する逸話の中には、仇討ちの件を秘密にするため、赤穂浪士たちが周囲の侮辱にじっと耐え続けねばならなくなる話が数多い。そして討ち入り後には、侮辱した者たちは自身の行動を後悔する。
こうした逸話をいくつか紹介する。

#### 大高源吾の詫び証文
四十七士の一人大高源吾が江戸下向しようとしている道中、国蔵という、やくざ者の馬子がからんできた。
大高はここで騒ぎになるわけにはいかないと思って、じっと我慢する。
調子に乗った国蔵は「詫び証文を書け」と因縁をつけてきたので、大高はおとなしくその証文を書いた。
後日、赤穂浪士の討ち入りがあり、そのなかに大高がいたことを知った国蔵は己を恥じて出家のうえ、大高を弔ったという。
このエピソードは大高源吾ではなく神崎与五郎のものとして語られることもある。その場合因縁をつけてくるのは「丑五郎」という男である。
大高の詫び証文と称するものを明治35年1月沼津牛臥の旅館（明治まで三島の本陣をやっていた世古家）で大森金五郎が発見し、現在は箱根旧街道休憩所に展示されている。そこの説明によれば元々は三島宿で大高源吾に起こった出来事として伝わっていたものが時代を経ていつのまにか箱根山中の甘酒茶屋で神崎与五郎に起こった出来事に変わったという。

#### 大高源吾の義兄
大高源吾にはもう一つ似たような逸話がある。
大高源吾は四十七士の一人中村勘助とともに江戸に下向していた。
途中で源吾の義兄弟の水沼久太夫のもとに挨拶にいき、他家に仕官が決まった旨の嘘をつく。
これを聞いた水沼は大高たちにコノシロを馳走する。コノシロは「腹切り魚」とも呼ばれ、仕官の門出を祝うにはふさわしくない魚だ。
大高に仇討ちを期待する水沼は、仇討ちにふさわしい腹切り魚を出して、大高を試したのだ。
しかし例えば義兄弟と言えども仇討ちのことは言えず、大高がとぼけると、水沼は怒りだし、義兄弟の契りを解消すると言い出す。
後に水沼は討ち入りの件を知り、先の行動を後悔する。

#### 勝田新左衛門の逸話
四十七士の一人勝田新左衛門は、赤穂城が開城された後、八百屋に身をやつしていた。
その様子を見た新左衛門の舅は、武士が八百屋をするなどけしからんと、新左衛門の妻とともに嘆いた。
しかしその後、新左衛門が同志とともに討ち入りしたことを知り、新左衛門のことを見直す。
『正史実伝いろは文庫』の六十四回ではこれを若村寒助（史実の中村勘助）の話として伝える。

#### 武林唯七と大石内蔵助の吾妻下り
四十七士の一人である武林唯七が江戸へ下向する途中、金太という男に絡まれる。
腹が立った唯七が金太を蹴り倒すと、そのまま金太が動かなくなる。どうやら殺してしまったらしい。
そこへ駆けつけた役人は、唯七を騙して金を巻き上げようと企み、金太の妻と称する仲間の女をつれてきて、金太殺しの罪を許して欲しければこの女に百両払えという。
後からやってきた大石内蔵助は唯七から事情を聞き、役人に向かって「百両の金は払うから金太の死体を胴切りにしてもよいか。死んでいるのだから胴切りにしても問題ないだろう」といって刀を抜いた。
それを聞くと、死んでいたはずの金太が起きて急いで逃げる。実は金太も役人と共謀しており、死んだふりをしていたのだ。
こうして無事難を逃れた二人は江戸へと向かっていった。
以上の話は桃中軒雲右衛門の浪曲『雪の曙義士銘々伝』に「吾妻下り」の題で登場するものである。

### 親族の自害
四十七士の一人である間十次郎の妻は、討ち入り後、赤穂浪士たちの墓の前で十次郎の後を追って自害したという伝説がある。
しかし史実ではそもそも間十次郎に妻はいない。
為永春水の『正史実伝いろは文庫』には討ち入りの際、四十七士の一人である武林唯七の妻が吉良を討つため捨て身で吉良を押さえたとあるが、史実では唯七にも妻はいない。
四十七士の一人である原惣右衛門が同志に入る際、惣右衛門の心残りにならないよう母が自害する話が伝わっている。
同じような話が四十七士の近松勘六、杉野十平次、武林唯七、および間十次郎と新六の兄弟にもある。
史実では惣右衛門の母は討ち入り4か月前の8月に病死しているのに室鳩巣が『赤穂義人録』の中で誤伝したのがそもそもの始まりらしい。
間十次郎の母は史実では二十八年前に亡くなっている。

#### 鳩の平右衛門
『鳩の平右衛門』という歌舞伎の演目がある。四十七士の一人寺岡平右衛門（史実の寺坂吉右衛門）は、同志たちとともに江戸へ下るため実家を出る。しかし鳩の親子が仲睦まじくしているのを見て情にほだされ、実家に帰る。
だが寺岡の父はこれに激怒し、寺岡の未練を断ち切るために切腹する。
この話は河竹黙阿弥作の歌舞伎『稽古筆七いろは』に出てくるが、これは寛政3年に大阪角の芝居で上演された奈河七五三助作の『いろは仮名四十七訓』の八つ目「鳩の平右衛門」を粉本とする。黙阿弥はこの際切腹するのを老母から父に変更している。
『正史実伝いろは文庫』の第八十二回には類話が載っており、原郷右衛門（史実の原惣右衛門）がやはり鳩の親子を見て家に戻ると、母が郷右衛門を諫めるために自害する。

### 恋の絵図面取り

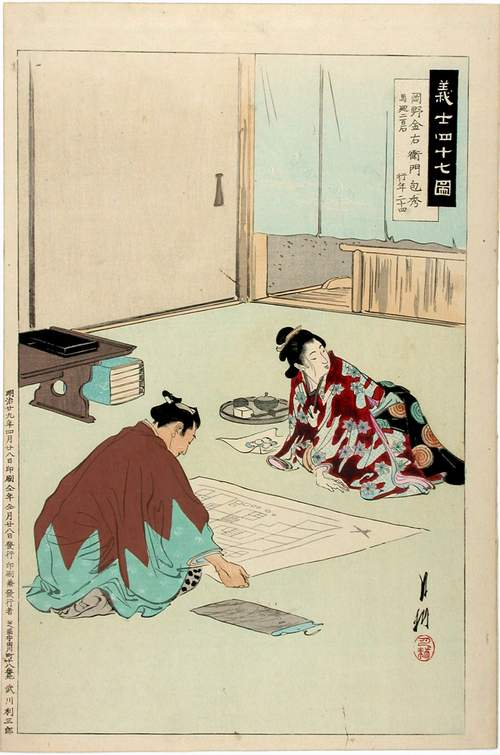
絵図面を見る岡野金右衛門（尾形月耕画）

四十七士の一人である岡野金右衛門は吉良邸の絵図面を手に入れるため、吉良上野介の屋敷の普請を請け負っていた大工の棟梁の娘である「お艶」と恋人になる。
しかし岡野はやがて本当にお艶に恋するようになり、彼女を騙して絵図面を手に入れたことに自責の念を感じ、忠義と恋慕の間で苦しむ。討ち入り後、泉岳寺へ向かう赤穂浪士を見守る人々の中に涙を流しながら岡野を見送る大工の父娘がいた。

#### 史実
この話は何の根拠もなく史実ではない。
史実では堀部安兵衛、大石瀬左衛門が1つ、潮田又之丞が1つ絵図面を手に入れているが、いずれも古いのが難点であった。
浪士たちはさらに毛利小平太を吉良邸に送り込み、中を調査させている。
風説では吉良邸は討ち入りに備えて改造していたというが、小平太が調べた限りでは普通の作りだった。

#### 創作物において
この話は『赤穂精義参考内侍所』にすでに載っており、ここでは艶は吉良の用人鳥居利右衛門の娘で、その伯父が吉良邸の普請をしたので岡野は計略のために艶と親しくなり伯父に金子を渡して吉良邸の絵図面を得る。討ち入りのあと、艶は岡野の素性を知って病気になり、岡野が切腹するとそのまま死んだ。
『赤穂義士伝一夕話』や『正史実伝いろは文庫』にもこの話は登場する。

#### 『忠臣連理廼鉢植』
天明8年（1788年）3月大坂北堀江市ノ側芝居で公開された『義臣伝読切講釈』（通称『忠臣連理廼鉢植』、『植木屋』）では千崎弥五郎（史実の神崎与五郎）が絵図面を取る話を伝えている。
本作では千崎弥五郎が植木屋に扮して高師直（史実の吉良）の屋敷に潜入して、女中のお高という娘と親しくなる。お高は千崎の正体を見抜き絵図面を取る手助けをしようとするも、女中の身分では絵図面を取ることはできない。そこでお高は変装して高師直の妾になり絵図面を手に入れる。そして絵図面を千崎に渡したあと自害する。
なお、その前年の天明7年に義士を描いた人形浄瑠璃『廓景色雪の茶会』の第5に、おさみ（小紫）が操を犠牲に敵の屋敷から絵図面を得る場面があり、『義臣伝読切講釈』の原拠になっている。

### 天野屋利兵衛

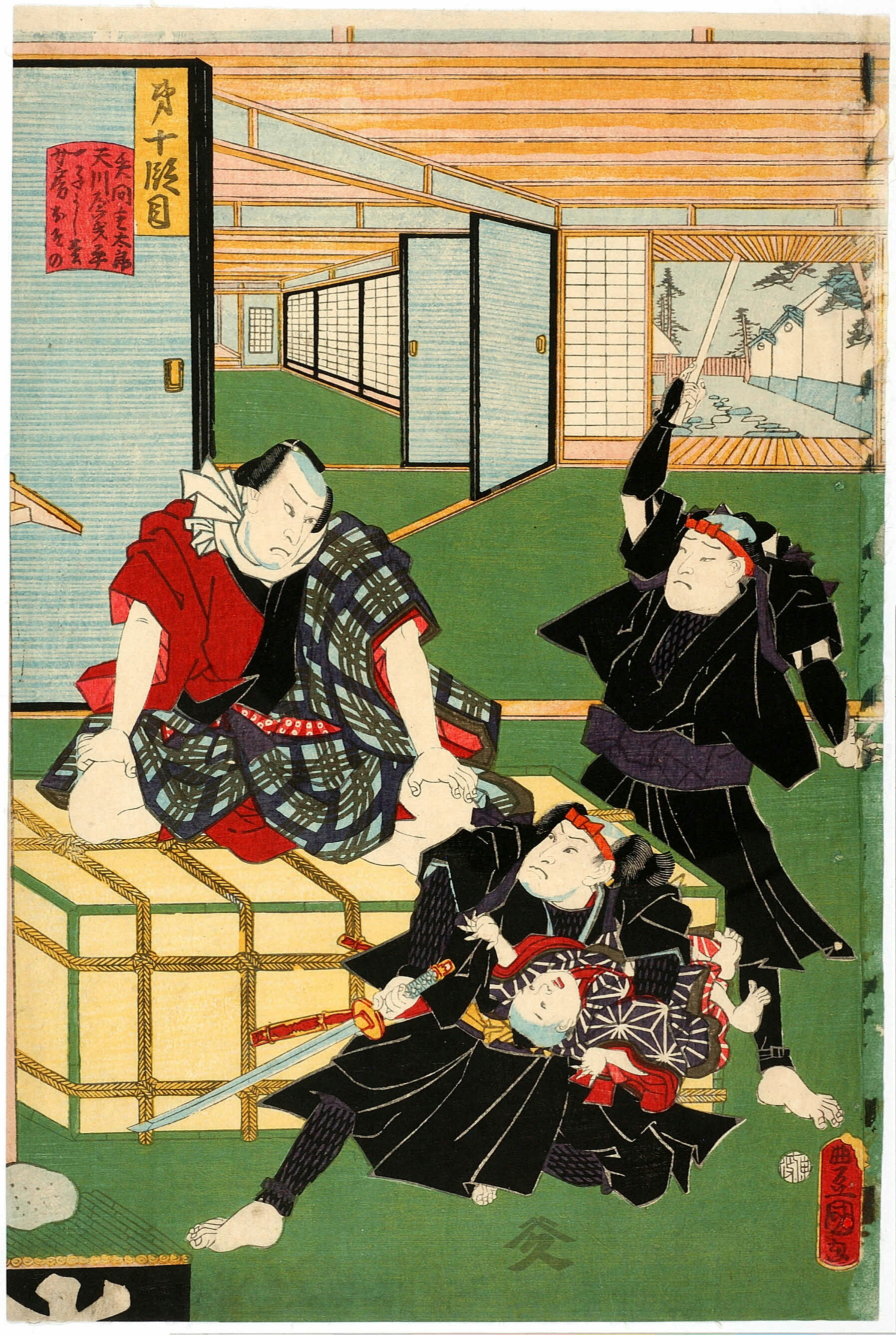
仮名手本忠臣蔵十段目。三代目歌川豊国画。天川屋義平（八代目片岡仁左衛門）、矢間十太郎（五代目市川雷蔵）

町人・天野屋利兵衛は赤穂浪士に肩入れし、浪士達が討ち入りに使うための武器を調達して長持ちに保管していた。
このことが奉行の耳に入ると、奉行は利兵衛を拷問し、武器の入った長持ちの鍵を渡すように言った。
しかし利兵衛は拷問に耐え抜き、利兵衛の態度に感心した奉行は、武器の準備の件を不問に付す。

#### 史実
天野屋利兵衛は、大坂の惣年寄を勤めた実在の人物「天野屋理兵衛」のことだとする説もある。
しかしこの人物は赤穂藩とは無関係であるため、上記の話は史実としては疑問が残る。松島栄一は、天野屋利兵衛が芝居で扱われたのはあるいは芝居と特別な関係にあるスポンサーだったのではないかと想像している。
また京都一条大宮鏡石町の呉服屋で、赤穂浪士を援護した綿屋善右衛門をモデルにしているとも言われる。

#### 創作物において
討ち入りのあった年である元禄15年12月に出た『赤穗鐘秀記』には町名主の「天野屋次郎右衛門」について書かれている。 次郎右衛門は赤穂浪士のために槍二十本を鍛冶に鍛えさせたことが、町奉行の耳に入り詰問されたが、白状せず牢に入れられる。そして赤穂浪士の討ち入りの話を聞くと、初めて事実を自白したという。
その後『忠誠後鑑録或説』や『參考大石記』でもこの話は書かれ、前者では名前が既に「天野屋理兵衛」になっている。

#### 『仮名手本忠臣蔵』の十段目
寛延元年（1748年）8月には人形浄瑠璃『仮名手本忠臣蔵』の十段目としてこの物語は描かれている。当時は実在の人物を芝居にするのに規制があったため、作中では「天河屋義平」という名前で登場する。
本作では捕り手たちが天河屋の息子を人質に取り、息子の喉元に刀を置いて天河屋を脅迫する。
しかし天河屋は 「天河屋の義平は男でござるぞ。子にほだされ存ぜぬ事を、存じたとは得申さゆ」といい、これを突っぱねる。
この話の落ちは、実は捕り手は大星由良助（史実の大石内蔵助）率いる四十七士がなりすましたもので、天河屋を試すためにこのようなことをしたのだという。大星は天河屋の忠義に礼をし、討ち入りの際の合い言葉を天河屋にちなんで「天」、「河」にする。

### 大高忠雄と宝井其角

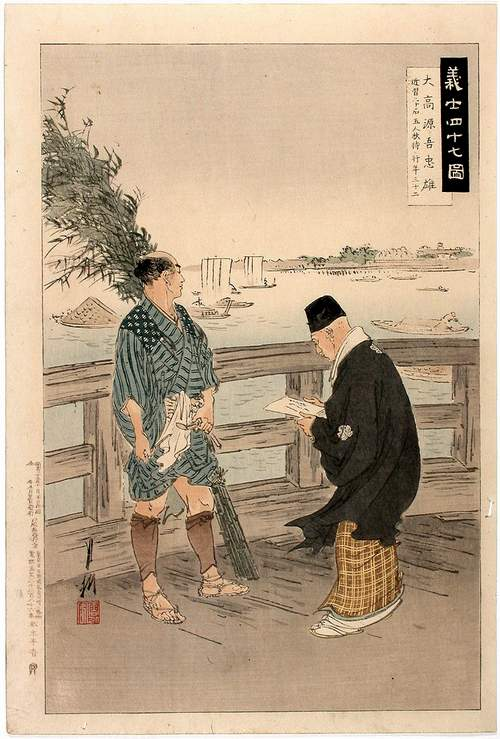
大高源五と宝井其角。尾形月耕画

大高源五は、子葉の俳号を持ち、俳人としても名高い赤穂浪士である。俳人の宝井其角とも親交があった。
討ち入りの前夜、大高は煤払竹売に変装して吉良屋敷を探索していたが、両国橋で宝井其角と出会った。其角はさっそく「年の瀬や水の流れも人の身も」と発句し、大高はこれに「あした待たるゝその宝船」と返し、仇討ちをほのめかす。
宝井其角と大高源五が両国橋で会う話は安政3年に森田座で初演された瀬川如皐の『新舞台いろは書始』で登場しており、これが後年『松浦の太鼓』になり、さらにそれが中村鴈治郎の『土屋主税』になった。

#### 史実
史実でも大高は「子葉という俳名をもつ水間沾徳（宝井其角の高弟）の門下の俳人である」。
また、大高は俳人で茶人の山田宗偏の弟子でもあり、討ち入りの日に吉良が茶会が開かれる情報を掴んだのは、大高と大石三平（同じく宗偏の弟子）であった 。ただし、大高が茶会の情報をつかんだ件は『江赤見聞記』に記されているものの、宮澤誠一は、俳人として人気の高かった大高に活躍の場を与えるための初期の実録書以来の俗説として退けている。

しかし中央義士会は「大高源五と宝井其角とのエピソードは後世に作られた話である」としている。さらに史実の松浦侯こと松浦鎮信（重信）は、確かに本所吉良邸の隣人ではあったものの、彼はむしろ吉良贔屓だったことが知られている。
なお、宝井其角のものとされる手簡（偽書）に其角が吉良邸の隣の土屋主税の俳席にまねかれ一泊したところ、１２月１４日の暁のころに門を叩く物があり、起き出してみたら大高源五だったと書かれている。

### 赤埴源蔵、徳利の別れ

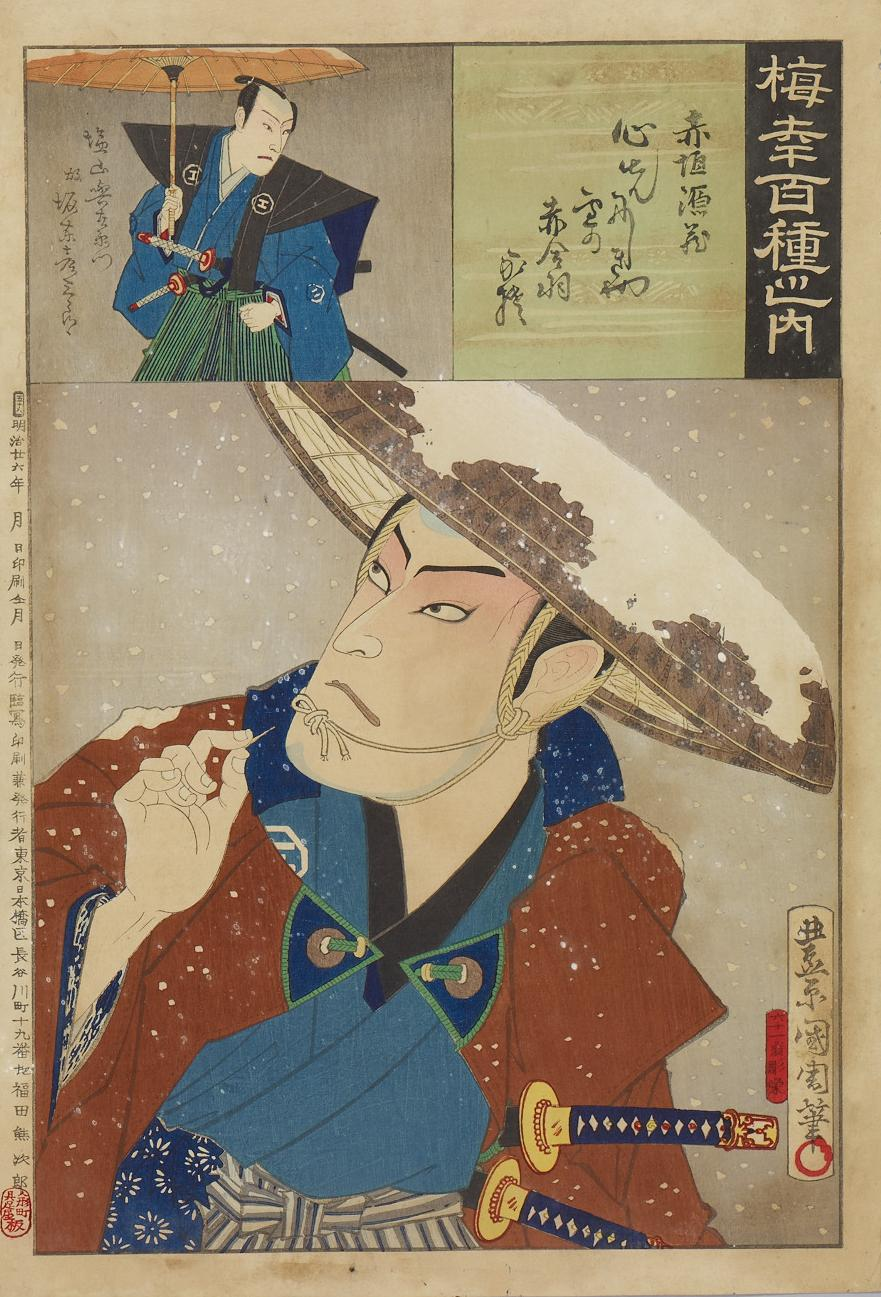
梅幸百種。 赤垣源蔵（五代目尾上菊五郎）。塩山与左衛門（五代目坂東彦三郎）

赤埴源蔵は討ち入り直前にこれまで散々迷惑をかけた兄に今生の別れを告げようと兄の家を訪れた。しかし兄は留守であった。義姉もどうせ金の無心にでも来たのだろうと仮病をつかって出てこない。
やむなく源蔵は兄の羽織を下女に出してもらって、これを吊るして兄に見立てて酒をつぎ、「それがし、今日まで兄上にご迷惑おかけしてきましたが、このたび遠国へ旅立つこととなりました。もう簡単にはお会いできますまい。ぜひ兄上と姉上にもう一度お会いしたかったが、残念ながら叶いませんでした。これにてお別れ申し上げる」と兄の羽織に対して涙を流しながら酒を酌み交わし、帰って行く。
その後帰宅した兄は下女から源蔵の様子を聞いて、もしや源蔵はと思いを巡らせる。そして12月15日、吉良義央の首をあげて泉岳寺へ進む赤穂浪士の中に弟源蔵の姿があった。

#### 史実
この話はもともと天保年間の講釈師初代一立斎文車が語ったものだという。
史実では赤埴には兄はおらず弟と妹がいるだけである。
史実において赤埴は元禄15年12月12日に妹の夫である田村縫右衛門のもとを訪ねている。その日赤埴が普段より着飾っていたことに関して縫右衛門の父から苦言を呈されたが、赤埴は苦言に感謝の意を述べ、一両日中に遠方に参るためあいさつに来た旨を述べた。そして縫右衛門と杯を交わして別れている。

### 俵星玄蕃

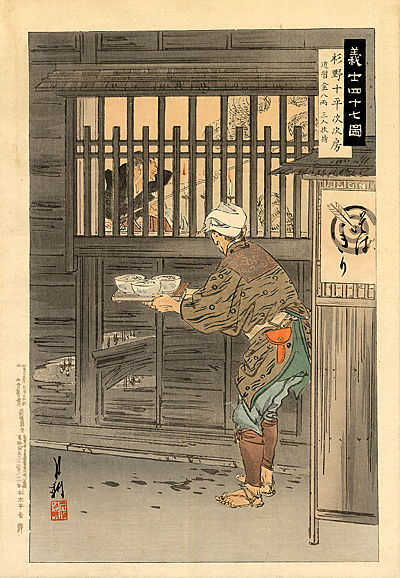
杉野十平次の蕎麦屋。格子の向こうには俵を突き上げる玄蕃とおぼしき人物が描かれている。尾形月耕画

四十七士のひとり杉野十平次は「夜泣き蕎麦屋の十助」として吉良邸の動向を探っていた。やがて俵星玄蕃という常連客と親しくなった。
かねてより浅野贔屓であった玄蕃は、12月14日、赤穂浪士たちが吉良邸へ向けて出陣したことを知ると、ぜひ助太刀しようと吉良邸へ向かった。両国橋で赤穂浪士たちと遭遇したが、大石には同道を断られた。しかしその中に蕎麦屋の十助がいる。そして二人は今生の別れを交わした。その後玄蕃はせめて赤穂浪士たちが本懐を遂げるまでこの両国橋で守りにつこうと仁王立ちになった。

#### 史実

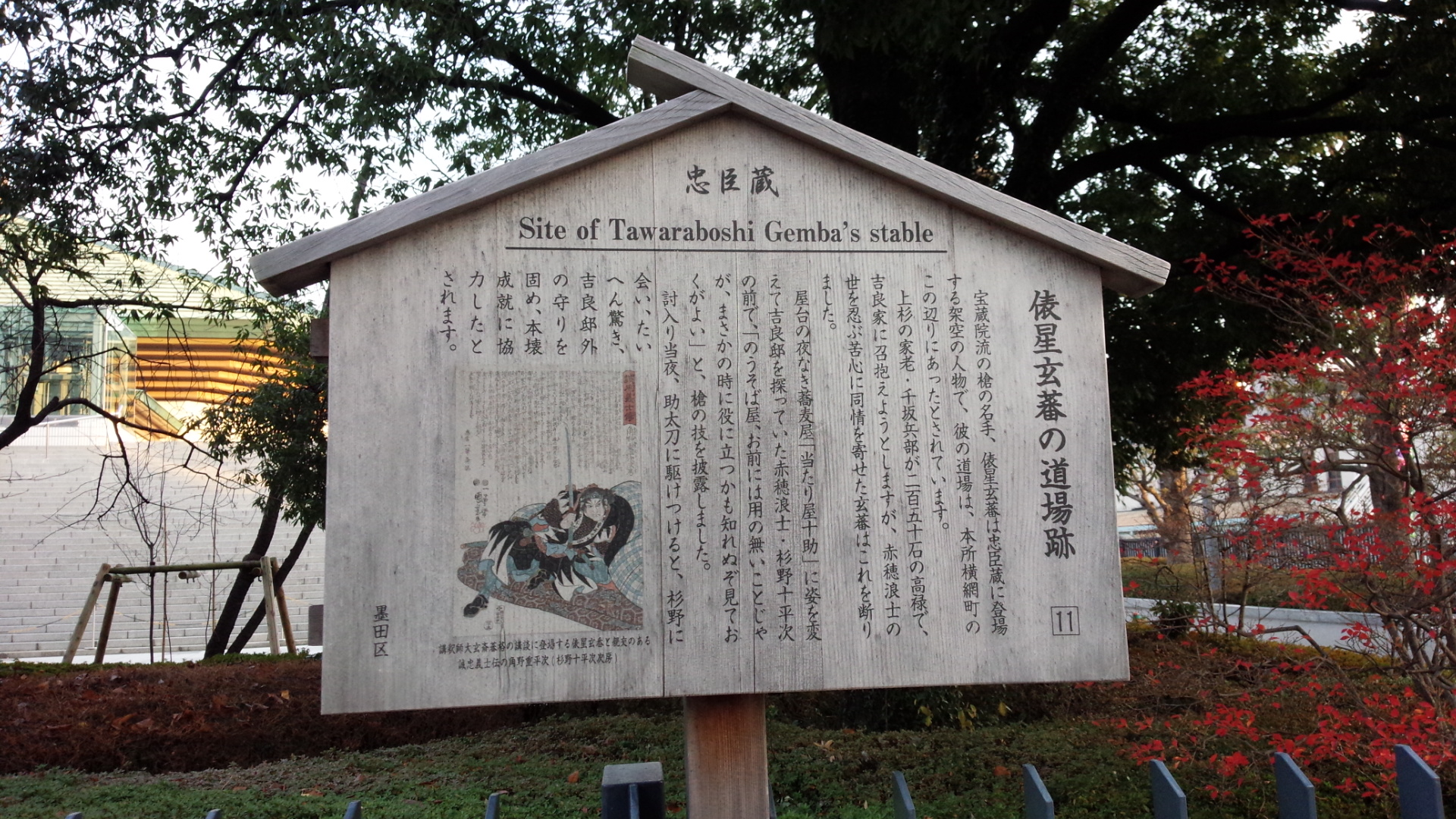
講談において俵星玄蕃の道場があったと伝えられる両国における玄蕃道場跡の看板

文化2年（1805年）の『江戸名釈看板』の中の「雪の曙 誉の槍」に俵星玄蕃の名前が出ており、当時からこの話は有名になっていたものと思われる。
「俵星」の名は槍で米俵も突き上げるという話と「仮名手本忠臣蔵」の主人公大星由良助（大石良雄がモデル）の「星」を組み合わせたものであろう。
またこの話は講釈師大玄斎蕃格により語られており、大玄斎蕃格が創作されたとされる。

#### 題材にした作品
- 元禄名槍伝 豪快一代男 - 1955年の映画作品。松竹制作。演:近衛十四郎。
- 血槍無双 - 1959年の映画作品。東映制作。演:片岡千恵蔵。
- 槍一筋日本晴れ - 1959年の映画作品。東宝制作。演:加東大介。
- 俵星玄蕃  - 1964年の三波春夫の楽曲。
- 俵星玄蕃  - 2023年の新作歌舞伎。演:尾上松緑（初演）。

### 南部坂雪の別れ

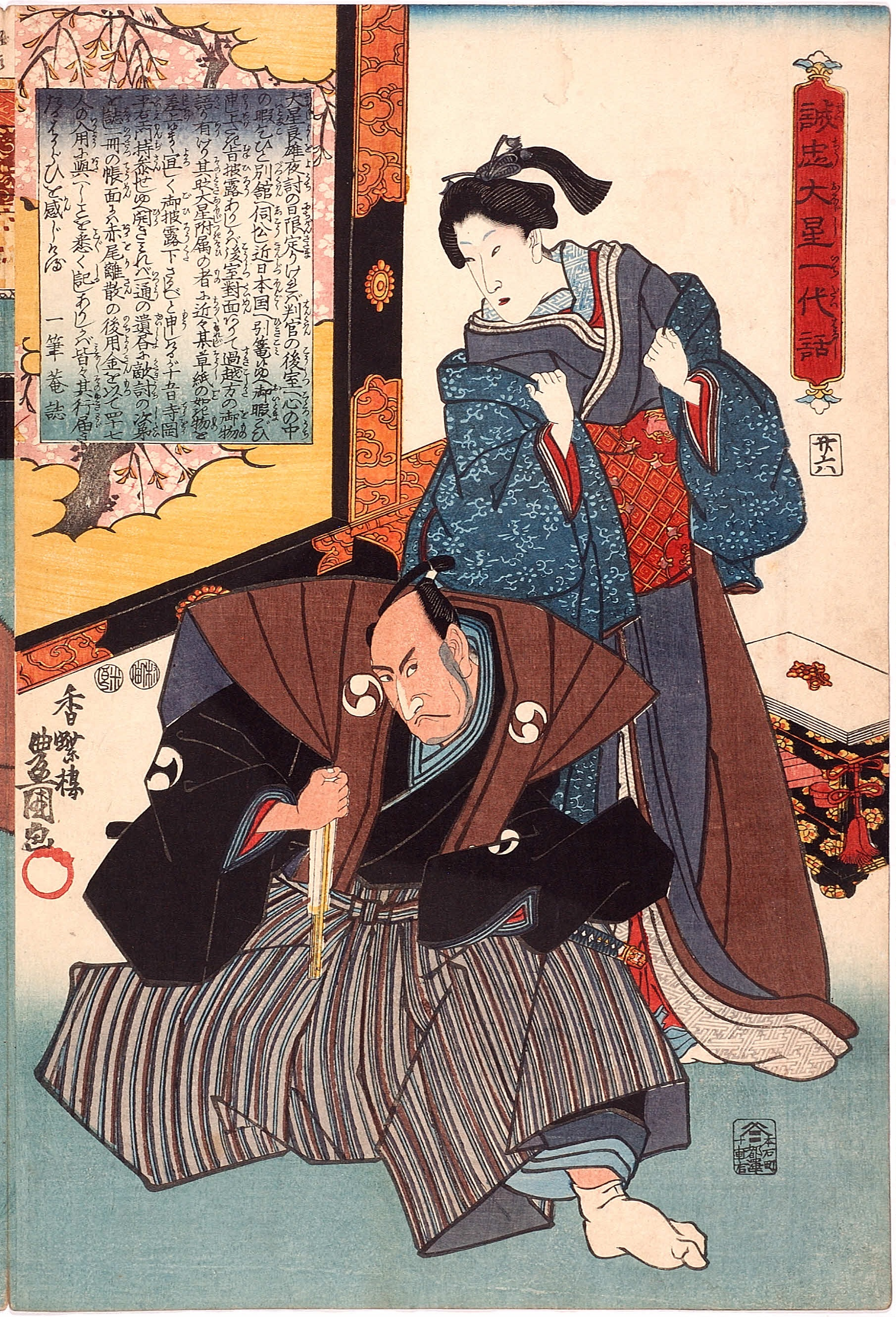
『誠忠大星一代話廿六』、三代目歌川豊国画。嘉永元年（1848年）の泉岳寺の開帳にあわせてつくられた35枚組の1つで今日でいう「南部坂雪の別れ」を描く。本国に帰る暇乞いに来たという大星（史実の大石）は葉泉院（史実の瑤泉院）と去りし日の話をする。 葉泉院は翌日寺岡（史実の寺坂吉右衛門）の報告で討ち入りを知る。

討ち入り直前、大石内蔵助は赤坂・南部坂に住む浅野内匠頭正室・瑤泉院のところへ最期のあいさつへ向かう。しかし吉良の間者と思しき女中が聞き耳を立てていたので、大石は仇討ちの意思はないと瑤泉院に嘘をつく。討ち入りを期待する瑤泉院はこの言葉に激昂するが、大石は本心をひた隠しにして去っていくしかなかった。

#### 創作物における歴史
元禄16年に書かれた『赤穂鍾秀記』にはすでに大石と瑤泉院の別れの場面が描かれている。
『赤穂鍾秀記』によれば、瑤泉院のもとに内蔵助がやってきて「近々遠国へ行くために御暇乞いの挨拶に来た」と言い、昔のことを話して帰っていった。去り際に内蔵助は瑤泉院お付きの侍に歌書が入っていると称する一封を渡していった。12月15日、まだ討ち入りについて知らないうちに封書をあけると、中には瑤泉院から預かった金子七千両の使い道を書いた書類が入っていた。
天保7年 - 明治5年（1836年 - 1872年）に書かれた為永春水の『正史実伝いろは文庫』の第七回にもすでにこの話が載っている。
また明治4年（1871年）10月16日守田座初演の左団次一座による河竹黙阿弥作『四十七石忠箭計（しじゅうしちこくちゅうやどけい）』でもこの場面は描かれている。
『南部坂雪の別れ』はその後桃中軒雲右衛門の口演により浪花節の人気演目をになり、明治45年（1912年）には口演の筆記本も出ている。
さらに同じく明治45年（1912年）には立川文庫の本にもこの話は収録され、 1910 - 1917年の尾上松之助による忠臣蔵の映画にもこの場面は登場する。
また昭和13年（1938年）11月には、今日でも上演される真山青果の元禄忠臣蔵の一編として『南部坂雪の別れ』が歌舞伎座で上演されている。
戦後の忠臣蔵映画を調査した谷川建司によると、映画やドラマにおける「南部坂雪の別れ」の瑤泉院の描写は時代により変化しているという。今日のドラマでは、瑤泉院は大石が本心を偽っていることに気づかずに大石を罵るいわば「浅はかな女」という「ネガティブな」描かれ方をされるが、これは映画忠臣蔵黄金期末期にあたる1962年に公開された『忠臣蔵 花の巻・雪の巻』以降、忠臣蔵の主力がテレビドラマに移ってからの描かれ方で、それ以前の映画では、口には出さずとも大石の真意に気付く映画もあり、本心に気付かなかった詫びに討ち入り後の内蔵助に会いに雪の中を駆けつけるものもある。

#### 脚色
ドラマなどではこの場面に以下のような脚色がつくことが多い。
- 今日のドラマでは大石は瑤泉院に「他家に仕官が決まった（から最後の別れにきた）」と嘘をつくものが多い。しかし古くは町人になる（『正史実伝いろは文庫』、『四十七石忠箭計』）、大阪で小間物屋を始める（桃中軒雲右衛門の浪花節）という嘘であった。
- 瑤泉院に仕える「戸田の局」が登場することもあり、大石は瑤泉院にはもちろん彼女にも真意を秘密にする。
  - 『正史実伝いろは文庫』では女中は「松島」という名前だが、『四十七石忠箭計』や桃中軒雲右衛門の浪花節ではすでに「戸田の局」という名前になっている。また彼女が小野寺十内の妹だという設定も後者に出ている[94][95]。
- 大石は最後に亡き殿に御焼香したいと願い出るが、激昂した瑤泉院はそれすら許さない。
  - すでに『元禄忠臣蔵』にこのエピソードが見える[99]
- 大石は激昂した瑤泉院から文鎮（『正史実伝いろは文庫』）や亡き殿の位牌（『四十七石忠箭計』）で叩かれる。
- 大石は去り際に何らかの書類をおいて帰る。それを女中に扮して潜り込んだ吉良の間者が奪い去ろうとするも家人に見つかり、曲者として捕らえられる。騒ぎに駆けつけた瑤泉院はこの時初めて書類を見て大石の真意を知り、先の行動を後悔する。
  - 今日のドラマでは書類の中身は同志の連判状とするものが多い。
- 今日のドラマでは間者の名前は「お梅」、「紅梅」など。『四十七石忠箭計』ではすでに「お梅」の名になっている。
- 『四十七石忠箭計』には清水大学（史実の清水一学）が登場する。間者のお梅は清水に大星（史実の大石）には仇討ちする気がない旨を報告し、清水は大星に直接会ってその腑抜けぶりを確認する。

#### 史実
南部坂雪の別れは創作である。史実では11月29日に大石は「『金銀請払帳』を届け、討ち入りのことを瑤泉院の用人、落合与左衛門には伝えている。ただしこれは手紙を送っただけで直接には行っていない」。
また、当時瑤泉院がいた三次藩浅野家の藩邸は南部坂ではなく、赤坂今井町（現在の赤坂氷川神社）にあった。なお、笠間藩（その前は盛岡藩。南部坂の由来）以来あった南部坂の大名屋敷は当時更地になっている。

### 討ち入りの際の逸話

#### 討ち入り蕎麦
元禄15年12月14日の深夜に四十七士が両国の蕎麦屋の二階に全員集結し、蕎麦を肴に最後の宴を開いてから討ち入りにでかけたという話。

#### 創作物において

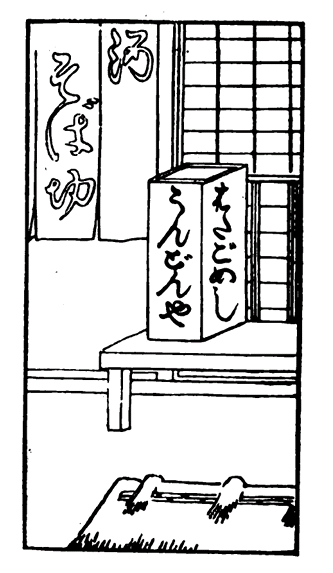
饂飩屋久兵衛の店。『正史実伝いろは文庫』二十一回の挿し絵

『泉岳寺書上』には討ち入りの日に楠屋十兵衛というものに手打ち蕎麦五十人前を作らせ、義士たちが皆で泉岳寺を詣でたあとに楠屋に集結したと書かれている。しかしこの文献は浅野内匠頭の亡霊が登場するなど怪しげな内容のものであり、偽書とされる。
また『泉岳寺書上』には「手打ち蕎麦」を食べたとあるが、「手打ち蕎麦」という言葉は宝暦以後のもので、元禄の頃は「蕎麦切り」といっていたはずである。したがってドラマなどで見られる浪士たちが吉良を「手打ち」にする蕎麦を食べてげんを担いだとする話は史実ではない。
元禄16年3月に書かれた『易水連袂録』の「ウドン屋久兵衛口上書の事」には「ウドン屋久兵衛」の店に皆で集まりうどん、そば切り、酒肴を食べたとある。
また創作物ではあるが、『正史実伝いろは文庫』の第二十一回には、赤穂浪士二十四、五人が饂飩屋久兵衛の店に集まり蕎麦きりを食べたとある。

#### 史実
史実においても討ち入り前日の12月13日の夕方には同志たちで酒肴を用意して今生の暇乞いの盃を交わした。
討ち入り当日の14日は吉田忠左衛門、原惣右衛門、吉田澤右衛門ら6、7人が両国橋向川岸町の亀田屋という茶屋でそば切りなどを注文してゆっくり休息したと『寺坂信行筆記』にある。

#### 当日の天気
忠臣蔵もののドラマでは雪が降りしきるなか討ち入りに行くものが多いが、史実では数日前に降った雪が積もっていたものの、討ち入り当日は晴れていた。また空には月が輝いていた。
月は満月に近いが、討ち入りの時刻には月は大分西の空の低い場所にあったため、月齢から考えるほど明るくはなかった。

#### 山鹿流陣太鼓

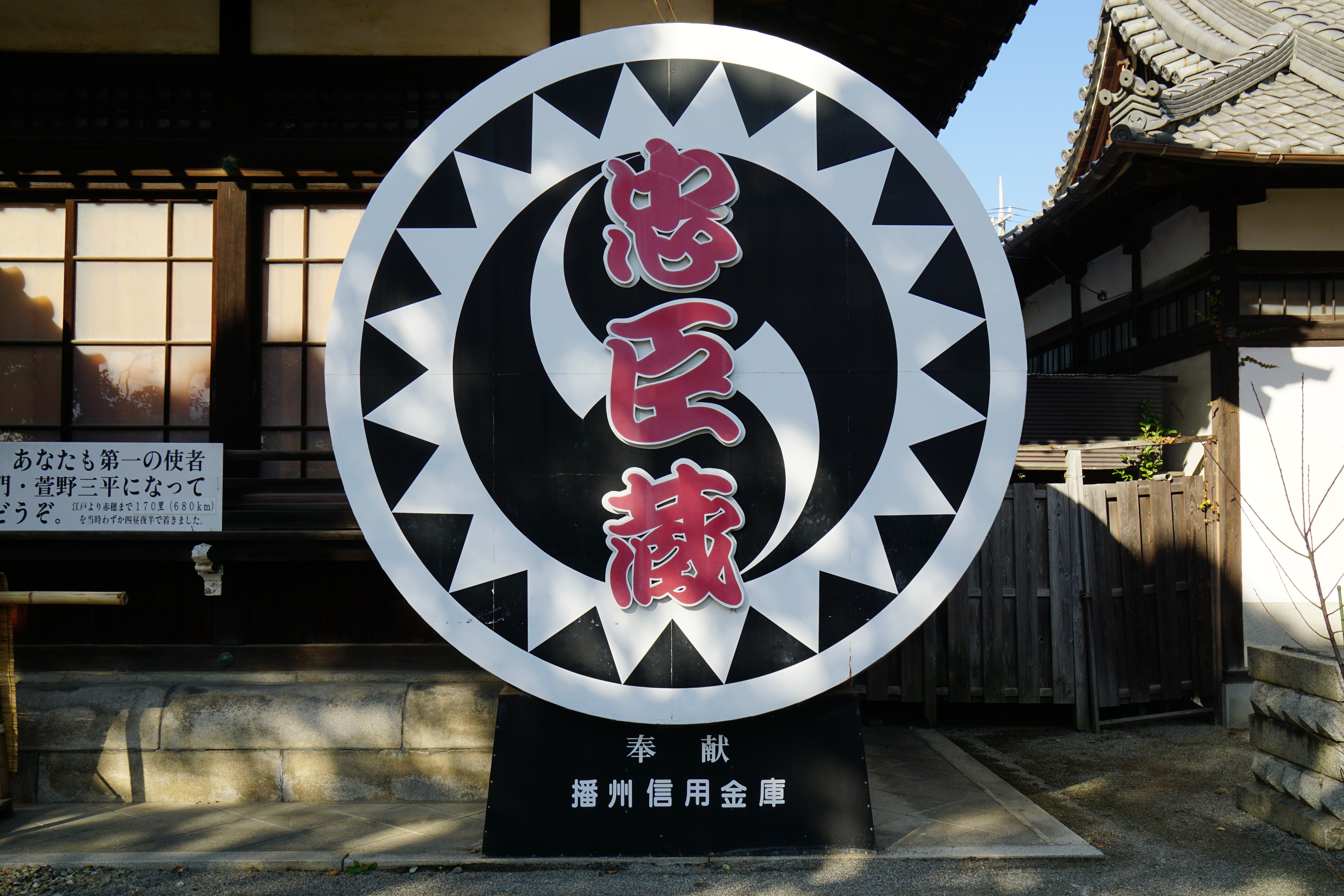
山鹿流陣太鼓。赤穂市大石神社

討ち入りの際、大石内蔵助が「一打ち三流れ」（ひとうちみながれ）の山鹿流陣太鼓（越後流の働事太鼓）を打ち鳴らす、というもの。
討ち入りの際太鼓を打ち鳴らしたという俗説は、浪士切腹後二か月で世に出た『易水連快録』にすでに載っており、他にも『浅野仇討記』や『泉岳寺書上』にもこの話は載っている。
「仮名手本忠臣蔵」は暦応元年（1338年）の設定なので、当然、室町時代に山鹿流は出現しておらず「陣太鼓」の記述はない。

#### 史実・資料における記録
四十七士側の史料である『人々心覚』、『寺坂信行筆記』、『富森筆記』には、笛や鉦を持参した話は載っているが、太鼓を用意したとは書かれていない。
現実問題として、太鼓を叩いては奇襲が意味をなさなくなるので、浪士たちは太鼓を叩いていないであろう。
しかし吉良義周の口上書には赤穂浪士が「火事装束」で「太鼓」などを叩いて切り込んできたとあるし、上杉家の資料や『桑名藩所伝覚書』、『浅野浪人敵打聞書』などにも太鼓について触れられている。
当時太鼓といえば火事を連想するものであったので、火事装束のような姿で侵入した浪士たちに気が動転する吉良側が扉を打ち壊す際の音を火事太鼓と聞き間違えたのではないかと宮澤誠一は推測している。
史実としては山鹿素行の山鹿流は朱子学を基礎に哲学を主とし政治学や陰陽思想を加えたもので、実際の兵法は二次的なものにすぎないという意見もある。
また、押太鼓というのは広い戦場での合図のために用いるため、川中島絵巻や屏風（山鹿流では「車懸りは敵方の備え立て三段四段なるに用ふれば功大なり」と記す）に描かれているような「長胴太鼓」で非常に大きい。とても一人の人間が左手だけでぶら下げて持てるものではない。また、実践では大将は指図はするが、自分で太鼓を叩いたりはしない（「旗本や諸手の可作法の事」）。赤穂義士側の史料では討ち入りでは「太鼓はなく鉦が鳴らされた」と書かれている。
石岡久夫という弓道家は菅谷政利が山鹿流を学んだとしているが、菅谷に関する資料は殆ど無く、赤穂市史編纂室は石岡の主張を疑問視し、菅谷を「もっとも行動や考えのわかりにくい一人である」としている。菅谷は、素行が赤穂藩を致仕した年と同年の生まれであり、流罪を許された年には、政利はすでに勘当されており赤穂に不在である。
同様に同市編纂室は「一次資料である山鹿素行日記・年譜に全く記載がない」事を理由に大石良雄や大石良重が山鹿素行から山鹿流を学んだとする説をも記してない。さらに、堀部武庸が残した『堀部武庸日記』には、多くの義士たちが儒学者・細井広沢や大太刀の堀内正春ら著名な学者や剣豪に師事した記録が詳細に書かれているが、山鹿素行に関しての記述は見られない。
しかし、浅野長直は赤穂に流刑時代の素行お預かりを担当しており、承応2年（1653年）に築城中であった赤穂城の縄張りについて山鹿素行が助言したともいわれ、これにより二の丸門周辺の手直しがなされたという説があり、発掘調査ではその痕跡の可能性がある遺構が発見されている。
素行の嫡男・山鹿政実に学んだ津軽政兕は赤穂事件の直後に、真っ先に家臣らと吉良邸に駆けつけ、義央の遺体を発見し負傷者の救助に協力した。また赤穂浪士らは黒石津軽家と弘前藩津軽家からの討手の追い討ちを警戒し、泉岳寺まで最短距離ではない逃走ルートを、かなりの早足で撤退したと伝わる。この様子は同じく山鹿流が伝わる平戸藩にも記されている。 ゆっくり移動し、途中で振る舞われた粥ばかり食べていたとするのは史実ではない。
素行の子らは、津軽藩の山鹿嫡流と女系二家による計三氏、平戸藩の山鹿傍系と庶流男系の両氏で続いた。現在のところ、広島藩や森家赤穂藩で山鹿流の記録は発見されていない。のちに津軽からは山鹿素水が出て長州藩らによる維新回天を生む。
平戸山鹿氏と松浦家は、『山鹿語類』に「復仇の事、必ず時の奉行所に至りて、殺さるるゆゑんを演説して、而して其の命をうく。是れ古来の法也」とあるを論拠として、「大石の輩は公儀の免許も得ず徒党を組み、火事と偽りて闇討ちにて押入るのであるから、素行の思想からすれば許すべからざる暴挙なり」と元禄赤穂事件を批判している。山鹿光世もこれに倣う。
一方、幕府兵学の大家・窪田清音が、安政2年（1855年）幕府が開設した講武所の頭取兼兵学師範役に就任したことで、山鹿流は幕府兵学の主軸となった。
山鹿流を軸に甲州流軍学、越後流、長沼流を兼修した窪田清音の兵学門人は三千人、清音はじめ佐藤一斎に師事した若山勿堂の門下から、勝海舟、板垣退助、土方久元、佐々木高行、谷干城ら幕末、明治に活躍した逸材が輩出されている。

#### 装束

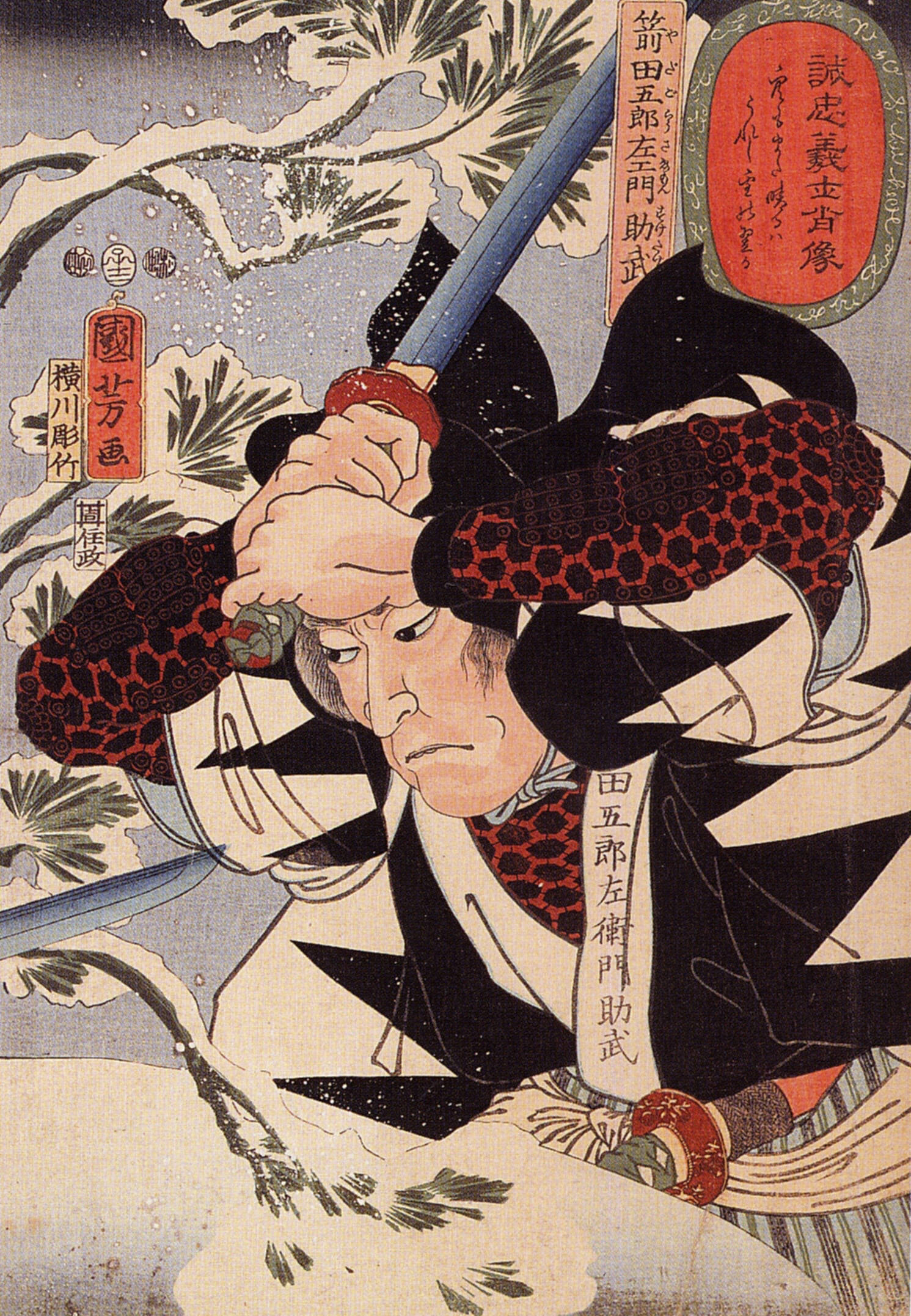
討ち入り装束に身を包む箭田五郎左ェ門（史実の矢田五郎右衛門）。歌川国芳画

討ち入りの際、四十七士は全員、服装を黒地に白の山形模様のついた火事場装束のような羽織に統一した、というもの。
史実では11月初めの覚書ですでに「黒い小袖」に「モヽ引、脚半、わらし」に決まっており、あとは思い思いの服装でよかった。全員が一様であったのは定紋つきの黒小袖と両袖をおおった合印の白晒くらいである。衣類の要所要所には鎖を入れて防備を固めた。
全体として火消装束に近いスタイルであったが、人生最期の晴れ舞台であったこともあり、火事装束よりはもっと派手だった。
火事羽織からの連想からか元禄16年に書かれた『赤穂鍾秀記』ではすでに「黒い小袖」が「黒い羽織」に代わっている。黒地に白の入山形は宝永7年（1710年）6月の『鬼鹿無佐志鐙』に原型があり、『仮名手本忠臣蔵』で広く知られるようになった。浪士の名前を書いた左右の白襟は片島武矩の『義士伝』に端を発し、幕末の浮世絵師の一勇斎国芳画『誠忠義士伝』で形作られ、明治にかけて一般化した。

#### 上杉家の忠臣
討ち入りを聞いた上杉綱憲が実父・吉良上野介を助けるため出陣しようとするものの、幕府に睨まれるのを避けるために家老にとめられたというもの。この家老は千坂兵部もしくは色部又四郎だとされる。また、千坂高房は山鹿流の達人であるという設定がなされ、大石内蔵助と頭脳戦を展開する創作もみられる。
赤穂事件があった当初からこのような風説は存在し、元禄16年3月に書かれた『赤城士話』には、上杉綱憲が討ち入り後の赤穂浪士を討つべく泉岳寺に派兵しようとしたが家老たちに止められたという風説を記しており、同書によればこれを聞いた国家老の長尾権四郎が激怒したという。

#### 史実
史実において綱憲は討ち入り当日病気であったが、藩士を派遣しようとした。しかし高家の畠山下総守がやってきて、「江府の騒動」になるのは畏れ多いので討手を出さないようにという老中の言葉を伝えたため、幕命に背く事ができず藩士を送らなかったのだという（『上杉家年譜』）。
また佐々木杜太郎は、討ち入りの人数が多数であるように見せかけた赤穂浪士の戦術が功を奏して、その場に侍が30～40人しかいなかった上杉家は兵を出せなかったのではないかと述べている。
いずれにせよ史実としては上杉家が派兵しなかった理由は家老の諌止ではないにもかかわらず、なぜ諌止説が語り継がれてきたかというと、そもそもなぜ上杉家が派兵しなかったのだろうという疑問に答える必要があったためであろう。
なお、史実においても赤穂浪士たちは引き上げの際、上杉の追手が来たと思い戦闘の準備をしている(『義士実録』)。
また史実において事件当時千坂兵部はすでに死んでおり、家老は色部又四郎であった。また色部は父が11月に亡くなったことにより討ち入りがあった夜は出仕していなかったともいう

#### 浅野内匠頭が切腹に用いた刀で吉良を討つ
浅野内匠頭が切腹に用いた刀で吉良を討ったとする逸話はすでに『仮名手本忠臣蔵』に登場している。

#### 内匠頭の遺品
泉岳寺の住職・酬山が義士の遺品を無断売却したが、売却後の長矩の遺刀については動向がまったく不明。一方、間が切腹に使用した「国助 短尺・脇差」および間家伝来「同 二尺二寸・小刀」は銘柄まで判明している。
現存する浅野長矩の遺品はたつの市にあり、浅野氏の散逸責任を理由に赤穂市への返還も一般公開もされていない 。

### 討ち入り後の逸話

#### 大石の和歌
大石内蔵助が泉岳寺において「あら楽し思ひは霽るる身は捨つる浮き世の月に翳る雲なし」という和歌を詠んだというもの。
泉岳寺における赤穂浪士の言動を記した『白明話録』には、木村岡右衛門の和歌、大高源吾の俳句、武林唯七の漢詩が書きとめられているにもかかわらず、大石の上記の和歌は載っていないため、この和歌は後世の偽作なのだと思われる。
「武士の 矢並つくろふ 小手のうへに あられたはしる 那須のしの原」という和歌が接待役の堀内が受けとった大石直筆の辞世として現存するとするものもあるが、これは正しくは金槐和歌集の源実朝の和歌である。

#### 琴の爪
赤穂浪士達が切腹する当日、四十七士の一人礒貝十郎左衛門が討ち入り直前に付き合い始めた許嫁の「おみの」が人目を忍んでやってくる。
「礒貝は仇討ちの作戦に利用するために、自分と付き合っただけなのではないか」そんな疑念を抱いていたおみのは、最後に真実を知りたかったのだ。
礒貝は本心ではおみのに恋心を抱いていたのだが、おみのを前にして「そんな女は知らぬ」と嘘をついて取り合わない。
だがその場に居合わせた大石内蔵助は、礒貝がおみのの琴の爪を肌身はなさず持っていたことを告げる。
おみのは礒貝の本心を悟って喜び、礒貝の後を追って自害する決意を固める。
そして礒貝と大石は切腹の場へと赴く。
この話は真山青果の新歌舞伎『元禄忠臣蔵』の一編『大石最後の一日』に登場する逸話で昭和9年（1934年）2月に歌舞伎座で初演された。
本作はその後二度にわたり映画化されている（1942年の『元禄忠臣蔵後編』と1957年の『「元祿忠臣蔵・大石最後の一日」より 琴の爪』）。

#### 史実
礒貝が切腹の時に琴の爪を持っていたとする逸話自身は史実であり、『堀内覚書』に「死を賜ふの後紫縮緬の袱紗に包みたる鼻紙袋中に琴の爪一つありたり」とある。
史実によれば磯貝は能と鼓が堪能であったが、浅野内匠頭が嫌いであったからこれをやめたという。しかし弾琴は続け、それゆえ切腹時に琴の爪を持っていたのである。
創作物においても嘉永7年（1854年）に書かれた山崎美成の『赤穂義士伝一夕話』の四巻に磯貝が切腹時に琴の爪を持っていた琴がでてくる。
しかしここでは「おみの」は登場せず、礒貝が風流であることを示す逸話として討ち入りに琴の爪を持っていたことが語られるのみである。
なお『元禄忠臣蔵』では大石内蔵助は皆の切腹を見届けた後、最後に切腹しているが、史実では最初に切腹している。

#### 徂徠豆腐
徂徠豆腐は落語と講談の共通演目である。

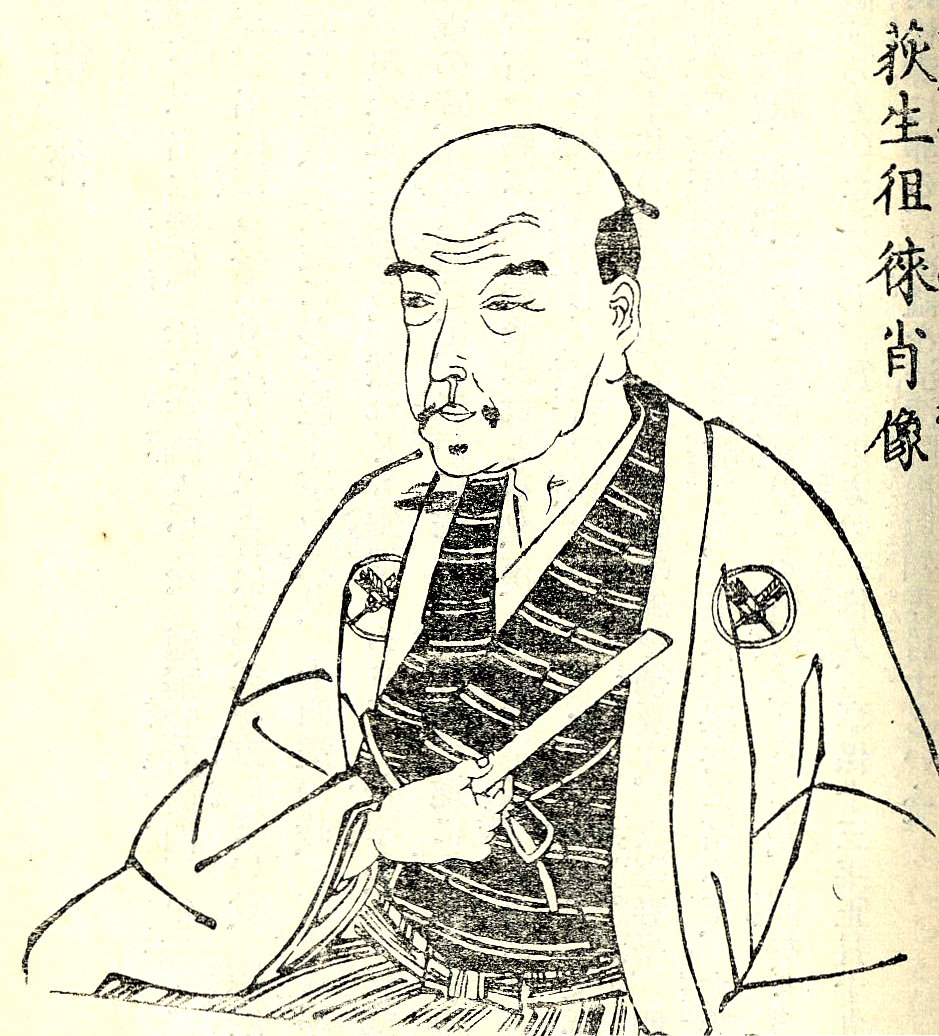
荻生徂徠

儒学者の荻生徂徠は若いときには貧しく、食費に困り豆腐屋でおからをめぐんでもらって生活していた。
赤穂事件が起こると、幕府では浪士たちの処分を巡り議論が紛糾していた。そこへすでに名をあげていた徂徠が登場し、「すでに死を覚悟している浪士達を助けるのは彼らの忠義に反する。彼らに切腹させるべきだ」と理を解き、浪士たちの切腹が決まる。
一方、徂徠が若き日にお世話になった豆腐屋は火事で家を焼かれ困り果てていたが、徂徠は昔のお礼にと豆腐屋に金子を渡す。
豆腐屋は嬉しさのあまり「先生が私のために自腹を切ってくれた」と言う。

#### 『祇園可音物語』
大石内蔵助の下僕であった半右衛門は呉服屋の茶屋宗古という男と懇意になる。
半右衛門は宗古から、自分の嫡男の嫁を見つけるよう依頼され、半右衛門は一人の娘を紹介する。
祝言の前日には、三百人もの腰の者がついて来たので、娘は裕福な身の上であることが想像されるが、半右衛門は娘の素性をいっさい明かさない。
祝言をすませると、夜中に半右衛門が突然切腹する。不振に思った周囲の者が娘に問いただすと、娘は自分が大石内蔵助の姫なのだと明かした。
半右衛門は内蔵助の姫を預かっていたため、討ち入りにも参加せずにこれまでむなしく生きてきたが、無事祝言もすませたので、主人の後を追って殉死したのだ。

#### 史実
この話は大田南畝が『半日閑話』の中で 宝永6年（1709年）4月上旬の聞書きという体裁で『祇園可音物語』（ぎおんかねものがたり）の名のもとに書き留めたものである。
しかしこれは史実ではなく、大石には二人の娘がいたものの長女クウは14歳で夭折しているし、次女ルリは進藤源四郎のもとへ養子に行った後浅野長十郎へ嫁いでいる。
また大石が赤穂時代に妾と作った子供も元禄15年に夭折しているし、山科で妾と作った子供は『半日閑話』が書かれた時点でまだ7歳である。

### 遺児の処分と歓迎
15歳以上の男子は4人（吉田伝内、中村忠三郎、間瀬惣八、村松政右衛門）おり、彼らは処分にしたがって遠島に処せられたが、赤穂浪士の名声は伊豆大島まで届いていた為、彼らの待遇は良かったと伝えられる。

#### 放免運動と遺児三人の赦免
間瀬惣八のみ伊豆大島で病死したが、残りの3人は浅野内匠頭の正室・瑤泉院をはじめとした旧赤穂藩の関係者の働きかけにより、宝永3年に赦免された。他の遺児たちも綱吉が死去した宝永6年に大赦とされた。

#### 大野九郎兵衛
芝居などで悪名高い大野九郎兵衛は実は逃げたわけではなく、大石が吉良を討ち漏らした場合に備え、米沢藩へ逃げ込むであろう吉良を待ちうけて山形県の板谷峠に潜伏していたという逸話がある。明和6年（1769年）にたてられた板谷峠近くの馬場の平に残る大野九郎兵衛の供養碑にその旨を記載されている。峠に隠れ棲むも「吉良方に斬殺された」、あるいは「討ち入り後に自害した」など複数の由来伝承がある。
また群馬県安中市には、その周辺にある吉良家の飛び領地に上野介が逃れてくると予想して、大野が手習い師匠をしながら潜伏していたという伝説がある。山梨県甲府市東光寺町の能成寺には、大野九郎兵衛が甲府藩主である柳沢吉保を頼って甲斐に移り住んだという伝説がある。

#### 不義士の逸話
奥野将監にも別働隊を率いていたとか、浅野内匠頭の姫を密かに育てたという逸話がある。
『江赤見聞記』には「討ち入りは失敗するだろうから自分が第二陣になる」という趣旨のことを述べて奥野将監が脱盟したとあるが、「これは信じられない」。同書には進藤源四郎も第二陣になると述べた旨が書かれている。
創作物ではあるが、人形浄瑠璃の『忠臣後日噺』では進藤源四郎が第二陣であったとされているし、為永春水の『正史実伝いろは文庫』には、奥野将監、小山源五右衛門、進藤源四郎、佐々小左衛門、毛利小平太が第二陣であった旨が記載されている。

#### 大野九郎兵衛の娘

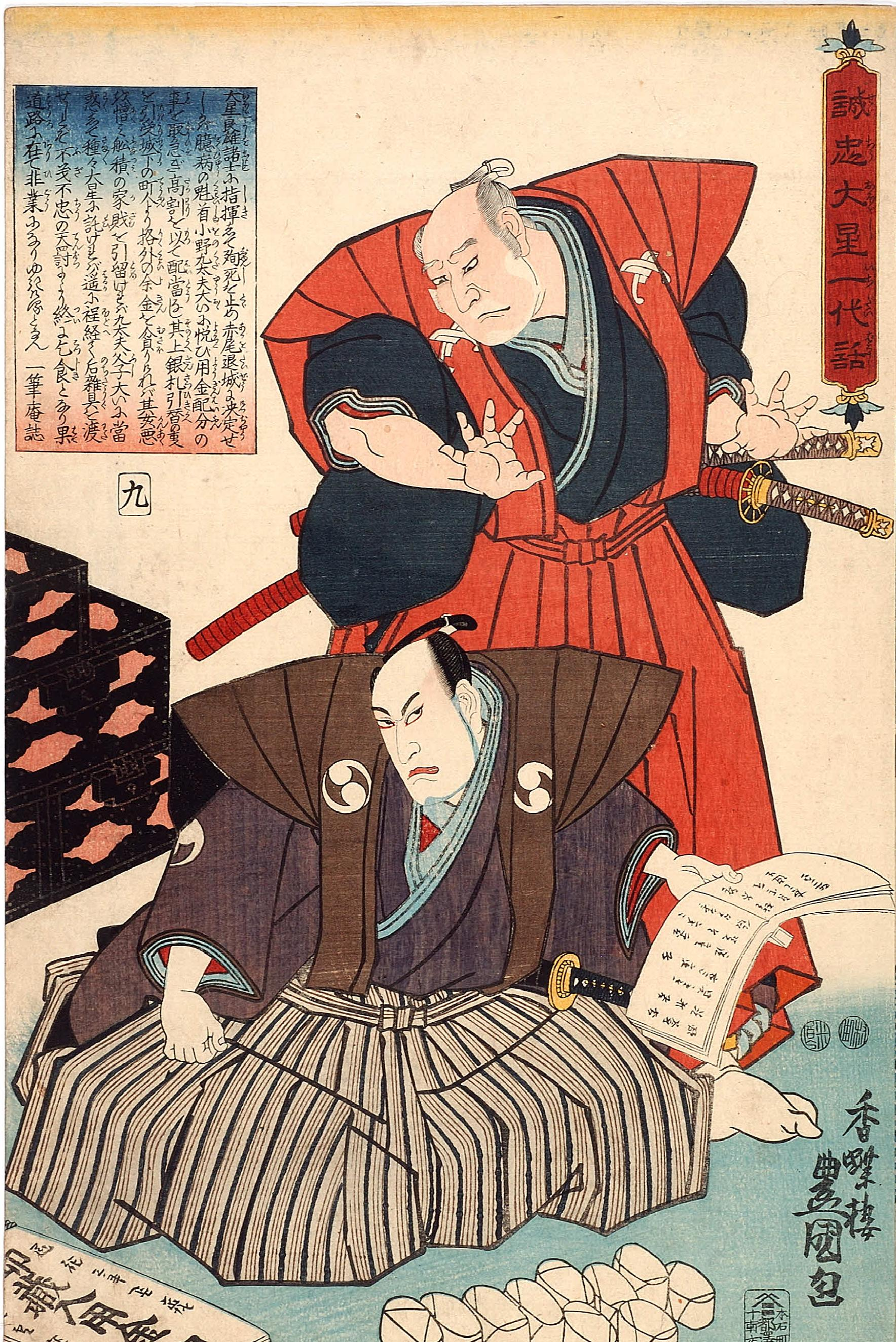
誠忠大星一代話九。下は大星（史実の大石内蔵助）、上は小野九太夫（史実の大野九郎兵衛）。左上の説明よれば、「臆病の首魁」である小野は城引き取りの際、藩の用金を多く受け取り銀札引き換えで町人から余金を受け取ったが、「不忠の天罰」で乞食になり果てた。

伴蒿蹊の『閑田次筆』に次のような逸話が収められている。
大野九郎兵衛は赤穂を出奔するとき、娘を置いて逃げた。
置いていかれた娘は、父・九郎兵衛が出奔したのは、敵を欺くための計略だろうと信じていた。
しかし赤穂浪士たちの討ち入りについて記した瓦版を読んでも父の名はなく、打ちひしがれて寝込んだ。
この娘の夫・梶浦は事態を知り、「九郎兵衛の娘と連れ添っているのは武士の道にもとるので、お前とは縁を切る。行くところもないだろうから裏の隠居所で暮らせ」と言う。
娘に罪があるわけではないので、夫の梶浦は妾を持つこともなく、やもめとして一生を終えた。
『赤穂義士伝一夕話』にも同じ話が載っている。
史実においても大野九郎兵衛は出奔の際娘や荷物を置いていった。荷物は没収されたが困窮した九郎兵衛の申し出により後で返還された。その後の九郎兵衛の消息は不明だが、名を変えて世を忍んでいたという伝承がある。

#### 吉良の怨霊と義士の悪夢
討ち入りから1年弱経った元禄16年（1703年）の元禄大地震とそれの6日後に起きた大火で吉良邸があった周辺の武家地や町人地は壊滅状態になり、人々は吉良の怨霊が現世にとどまり祟りをなしたと噂した。
史実でも、その復興のときに吉良邸跡の中島伊勢（小林央通の曾孫・葛飾北斎の養父）の拝領地に吉良義央の鎮魂と供養のために吉良神社が建てられている。
一方、将軍綱吉の夢に地獄が出現し、「我らを誰と思う。浅野内匠頭とそれに従う四十六人なるぞ。大樹も疾く此方へ参れ」と赤穂義士主従が綱吉の裁断に怒りを述べ呪い殺そうとした。
実際には、宝永6年（1709年）、綱吉の通夜で転寝した寵臣の松平輝貞が見たと周囲に話した夢を、綱吉が見たものと変えた創作（曹洞宗で自殺が大罪とされている点を踏まえて脚色した物語）である。赤穂義士も大正元年に完成した赤穂大石神社に祀られている。

### 義士銘々伝

#### 大石内蔵助は養子
講談では大石内蔵助はもともと備前岡山の城主池田宮内大輔の家老池田玄蕃の次男で久馬という名前であったが、養子になって大石内蔵助良雄という名前になったのだという。しかしこれはもちろん史実ではない。
なお、史実において大石は妻のりくに当てた手紙に「池田久右衛門」という偽名で署名している。
人形浄瑠璃においても寛政10年に上演された『忠臣一力祇園曙』で足軽寺岡平吉が養子に入って大星由良之助（史実の大石内蔵助）が養子になるというエピソードがある。
それより早く寛政4年に上演された歌舞伎の『忠臣双葉蔵』でもやはり養子のエピソードがあったらしい。

#### お薬献上
13歳の池田久馬（後の大石内蔵助）は病気になった藩主池田宮内大輔に薬を飲ませる役を仰せつかった。
しかし宮内大輔は薬嫌いであったため一筋縄ではいかない。
そこで久馬はあえて宮内大輔を怒らせ、「手打ちにする」と追ってくる宮内大輔から逃げ回る。
そのうち宮内大輔が疲れてお湯を持ってくるようにいうと、久馬は薬を溶かしたお湯を渡す。
疲れていた宮内大輔はこれを飲み干す。
このことが評判になり、久馬は大石家の養子に迎えられ、大石内蔵助良雄と名を改めた。

#### 向島の花見
28歳の内蔵助は下僕の勝助とともに向島に花見に行った。
そこで勝助が三人の侍に泥をはねたことから口論となり、侍たちは勝助を斬ると刀を抜く。
しかし内蔵助が刀を持った三人を素手で倒し、事なきを得る。
たまたまこれを見ていた石塚源五兵衛は内蔵助を気に入り、これが縁となって内蔵助は源五兵衛の娘のりくと結婚することになった。

#### 松山城受け取り
備中松山の水谷家では藩主が死に世継ぎもなかったため、水谷家は藩主の舎弟の主水に召し上げられ、松山城は没収されることになった。
その際、松山城の受け取り役を34歳の大石内蔵助が申しつけられた。
松山城の藩士たちは城を枕に籠城討死の覚悟であったが、大石は松山城にたった一人で乗り込んでいき、城代の鶴見内蔵助と会う。
そして大石は「藩主への忠義から籠城しているのかもしれないが、城を枕に戦えば藩主の舎弟の主水公に迷惑がかかるのでかえって不忠ではないか」と理を説いた。
これに感服した鶴見は松山城を無血開城する。この功で大石は幕府から加増され、大石の名は全国にとどろいたというのが講談のストーリー。

#### 史実
備中松山で大石の評判はよろしくなく、城受け渡しの様子で「人々あれが赤穂の家老ぞと云ひて指さし、女共まで嘲笑す」と悪口が記されている。

#### 粗忽の権化
武林唯七は気の短い粗忽者であった。
講談では唯七は主君・浅野内匠頭の乳兄弟ということになっており、その縁であるとき唯七は内匠頭から月代を剃るように頼まれた。
しかし唯七は頭を湿らせることなく剃刀で剃り、内匠頭は痛い思いをした。
さらに剃っているうちに剃刀の柄が外れてきてしまったので、柄の部分を内匠頭の頭に叩きつけて直した。
かなり無礼な行為であったが、内匠頭は唯七の粗忽ぶりを知っていたので笑って許した。
またあるとき唯七は芸州浅野本家に使いに行く事になった。
ところが途中で堀部安兵衛に剣術の稽古に誘われ、稽古に熱中しているうちに使いのことを忘れる。
やっと使いのことを思い出してまず馬に乗ろうとするが、間違って前後反対に乗り「馬に首がない」と驚く。
その後使いにいくが間違って浅野本家ではなく黒田家に入ったことに気づく。
仕方がなく「腹が減ったから黒田家に一食一飯をご無心にきた」と言ってごまかし、食事だけもらって黒田家を出る。
そしてとうとう浅野本家に到着するが、ここで初めて使者の口上を聞き忘れたことに気づく。
帰り道に杜若を内匠頭に持っていくよう頼まれるが、鉄砲州の屋敷近くが火事になっているのを見て慌てて、馬を走らせようと杜若で馬を叩く。そのために帰り着いたとき、杜若には茎しかなかった。
前半の剃刀の話は『赤穂精義参考内侍所』に大高源吾の父・大高源右衛門の話として載っている。最後の杜若の話も同書にある。
使いの話は落語の「粗忽の使者」の類話である。

#### 安兵衛の生い立ち
堀部安兵衛の父・中山安太郎は色男で、親が決めた許嫁の「おみつ」がいるのに、芸妓の「小菊」と仲良くなり子供の安之助を作る。この安之助が後の堀部安兵衛である。
安之助ができたことに安太郎の父の中山安左衛門は激怒し、安太郎を勘当して家から追い出す。
その後小菊は若くして亡くなり、安太郎も病気になる。
あるとき、宿場にいた老武士が薬を持っていることにきづいた安之助は父・安太郎のために薬を盗むが、安之助は老武士につかまる。この老武士は実は祖父の安左衛門であった。ここに祖父と孫は運命的な再開を果たすことになる。
一方、安太郎の許嫁であった「おみつ」は、安太郎が勘当されていなくなってからというもの、安左衛門の世話をしながらずっと安太郎のことを待っていた。
このことを安左衛門の下僕から聞いた安太郎は申し訳なさに人知れず自害する。
安之助はおみつに引き取られ、以後中山家の一員として暮らしていくことになる。それ以後剣術に励み、めきめきと腕を上達させる。
安之助は16歳で元服し、名を安兵衛武庸に改める。

#### 最初の仇討ち
中山安兵衛（のちの堀部安兵衛）は義理の母おみつと祖父の安左衛門に育てられていたが、安兵衛が元服するとすぐに安左衛門が亡くなり、安兵衛が家督を継ぐことになる。
この頃、安兵衛の義母のおみつは黒田郷八という男から言い寄られていたが、ある日酒に酔った郷八がおみつから冷たくされると、もみ合いのすえにおみつを殺す。
そこへ帰ってきた安兵衛が郷八を一刀両断にする。これが安兵衛最初の仇討ちであった。

#### 高田馬場の決闘

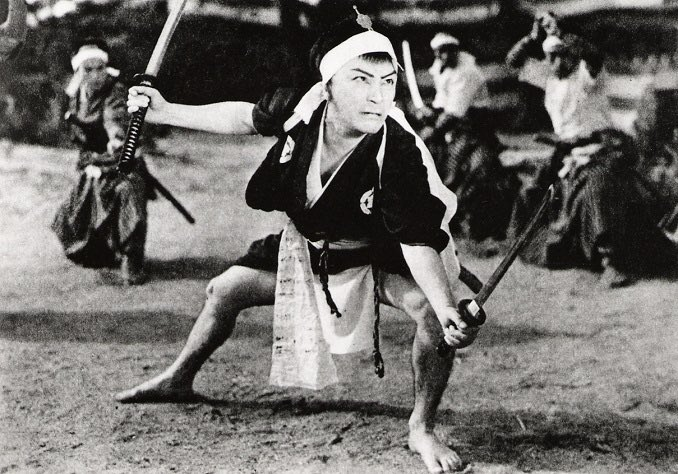
映画『血煙高田の馬場』における中山安兵衛（阪東妻三郎演）。両肩に白いたすきが見える

義母が亡くなったので、中山安兵衛（後の堀部安兵衛）は伯父の菅野六郎左衛門を頼って江戸に出てきた。
するとある日安兵衛が喧嘩の仲裁をしたことから安兵衛はすぐに江戸の有名人となり、「喧嘩安兵衛」という仇名がついた。
また安兵衛はいつも飲んでいることから「呑兵衛安兵衛」、赤鞘の大小を指していることから「赤鞘安兵衛」、葬式について呑みに行くことから「葬式安兵衛」などとも呼ばれた。
ある日のこと、安兵衛の伯父の菅野六郎左衛門が、試合で村上庄左衛門、三郎右衛門の兄弟を打ち負かしたところ、村上兄弟から恨みを買い、決闘を申し込まれる。
村上兄弟は助っ人22人を連れて決闘の場に現れ、対する菅野六郎左衛門はたった一人で決闘の場に現れた。
このことを知った安兵衛は伯父の六郎左衛門に助太刀すべく決闘の場所である高田馬場へと走っていったが、
着いた時にはすでに伯父は事切れていた。
そこで安兵衛はその場にいた敵全員を斬り倒す。
この高田馬場の決闘で安兵衛は江戸で名を挙げることになった。
また決闘に助太刀する前にたすきが切れたため、そばにいた女からしごきを借りてたすきにした。
この女は堀部弥兵衛の娘で、これが縁となり安兵衛はこの娘と結婚。堀部家に養子になり、堀部安兵衛と名乗ることとなった。
高田馬場の決闘それ自体は史実であるが、ここでの記述はあくまで講談で語られている話で、史実とは限らない。

#### 神崎与五郎の生い立ち
神崎与三衛門の息子・与太郎は愚か者で、与三衛門は実子の与太郎がいるのに養子を探すほどだった。
ある日、与太郎が釣りをしていると、自分は全然釣れないのに、近くで釣りをしていた太郎作という少年はずいぶん釣れていたのに腹を立て、二度とここで魚釣りをしないよう太郎作に言う。
太郎作は魚釣りで盲目の祖母を養ったので、与太郎に食い下がると、与太郎は抜刀して太郎作に斬りかかる。
しかし与太郎は足を滑らせて自らの刀で自分を刺し、そのまま死ぬ。
太郎作は名主のもとに自首する。しかし与太郎が自業自得で死んだことを知った与太郎の父・与三衛門は、太郎作を養子として養うことにする。こうして太郎作は神崎与五郎を名乗って神埼家を継ぐことになった。
『赤穂精義参考内侍所』にこの話が載っている。ただし神崎与五郎当人の話ではなく、与五郎の息子の話ということになっている。 『赤穂義士伝一夕話』にも神崎与五郎の息子の話として載っている。

#### 前原伊助の生い立ち
原田次郎吉（のちの前原伊助）は7年ほど剣術を習っていたが、あるとき下坂十太夫という男が次郎吉の習っていた剣術の流派を馬鹿にしたため口論になる。怒った次郎吉は十太夫に試合を申し込み、叩きのめす。試合に負けたことで下坂十太夫は殿様の不興を買い、下坂家は断絶。これによりいづらくなった次郎吉は地元の姫路から江戸に出る。
ここで次郎吉は疱瘡にかかり、一命は取り留めたものの、左目はつぶれ、髪の毛は薄くなり、顔にはあばたが残った。
仕方がないので大名の中間奉公をしようと、名を伊助と改めて赤穂藩浅野家に仕える。
ある日伊助は、月岡十郎左衛門という侍のお伴を命じられるが、月岡は馬に乗るのが下手で、いつまで経っても前に進まない。
そこで伊助は茶屋で少し休憩を取っていたが、その間に月岡の馬は泥をはね、泥が近くにいた別の侍にかかる。
これが原因で口論になり、月岡はその侍に切り殺される。
そこへ駆けつけた伊助は侍を倒して月岡の仇を討つ。これが評判になり伊助は士分に取り立てられ、名字も母方の前原を名乗るようになった。

#### 乞食の姉弟
あるとき前原伊助は、乞食の姉弟・小雪と庄太郎がいじめられているところに出くわす。伊助は姉弟を助け、姉弟の面倒をみてやることにする。
しかし姉弟の話を聞いて、伊助は驚いた。聞けば姉弟はその昔伊助が倒した下坂十太夫の子供で、父・十太夫の仇である「原田次郎吉」（伊助の前名）を探しているのだという。
伊助は自分がその原田次郎吉当人だということは隠して姉弟を育てる。
赤穂が断絶すると、伊助は吉良邸へと討ち入りに行くことになる。そのとき伊助は姉弟に手紙を残し、自分が原田次郎吉だという事を明かした。
そして伊助が切腹する日、伊助は姉弟を呼びだし、親の仇である自分の首をはねるように言う。恩人の伊助の首は切れないという姉弟だったが、伊助はそれをしかりつけ、切腹後、首を切らせる。
『正史実伝いろは文庫』の六十回には類話が載っており、ここでは牛尾田主水（史実の潮田又之丞の父）の話ということになっている。

#### 放蕩指南
横川勘平は浅野内匠頭刃傷のあと、伯母の家に世話になっていた。勘平は討ち入りに参加したかったのだが、伯母が勘平を養子にしたいと言い出す。
勘平が大石内蔵助に相談したところ、内蔵助はわざと放蕩して伯母から愛想を尽かされれば養子に行かなくてよいのではないかという。
そこで勘平は呑めない酒を無理やり呑んだり遊郭に行ったふりをしたりするが、伯父が「若い男が酒を飲んだり遊郭に行ったりするのは付き合いもあるからいいことだ」と理解を示すので、一向に愛想を尽かされない。
そうこうするうちに討ち入りの日がやってくる。そこで勘平が外出しようとすると、伯母が怪しんで外出させてくれない。
そこで勘平は下女に酒を買いに行かせ、その下女に言う事があるのだといって無理やり家から出て、先に外に出た下女を突き飛ばして吉良邸へと急ぐ。
すでに同志は集まっており一番後から来た勘平だったが、そのまま梯子に上り吉良邸に一番乗りして名を残す。
『赤穂義士伝一夕話』でも横川勘平は伯母の家に住んでいるが、12日の段階で家から出ている。

#### 間十次郎の妻子
間十次郎は妻子とともに江戸に住んでいたが、浅野内匠頭の刃傷が起こると赤穂に行き、その際妻のていと子供の十太郎を植木屋の六三郎に預けた。六三郎は昔、浅野内匠頭の秘蔵の盆栽を手折って手討ちになりそうになったとき、間十次郎がとりなしたことがあるので、妻子の世話を快く引き受けた。
しかし六三郎の妻おとらは、「十次郎の妻子」と称する母子は実は六三郎の妾とその子供なのではないかと疑っており、六三郎が仕事で長期に家を空けなければならなくなると、おとらは十次郎の妻子に米や味噌を送るのをやめたため、十次郎の妻子は困窮する。
討ち入りの当日、間十次郎は物乞いをしている息子十次郎をみかけ、はじめてその困窮ぶりを知る。十次郎は仇討ちのことを隠しながらも、妻子をなぐさめるため、来年には仕官するからそれまで辛抱してほしいと言って去る。
討ち入りを期待する十次郎の妻子は、十次郎を鼓舞するため自害する。胸騒ぎがして帰っていた十次郎は妻子の自害を知り、討ち入りのことを話すべきだったと後悔する。
そして十次郎は吉良邸に向かい、吉良の首を取るという功名をあげた。

#### 村松喜兵衛、堪忍の木刀
村松喜兵衛は吉良邸に潜伏しようと、按摩になりすまして吉良邸周辺をうろついていたが、吉良邸からは按摩を頼む声がかからない。
ある時、近所の煙草屋・与助から按摩を頼まれる。しかし喜兵衛の按摩があまりに下手なので、与助から「（按摩の）流派は何か」と聞かれるが、喜兵衛は「一刀流です」と剣術の流派を答える。
喜兵衛の按摩が全然効かないと与助から不平が出るので、喜兵衛は腹を立てて柔術の必殺技「肋三枚正風の殺」を与助に極める。
これには与助も参るが、これも何かの縁だと喜兵衛と雑談を始め、喜兵衛に身の上を聞くと、喜兵衛は「仔細あって浪人しており、按摩になったからかくも卑しき煙草屋の肩を揉み…」とか「世が世なら下手くそなどと無礼を言われれば手討ちにするのに…」などと言い出す。
しかし与助は面白がってそれからも喜兵衛を按摩に呼ぶ。
討ち入り当日、喜兵衛は与助のもとに暇乞いにいき、「人切れば私も死なねばなりません。そこでご無事と木脇差さす」という狂歌を刻んだ木刀を渡す。聞けばこの狂歌の意味は「木刀なら人を斬ることもない。人を斬りそうな時も堪忍が大事だ」というものだそうである。
討ち入り後、与助の煙草屋には喜兵衛の木刀を見にくる客が大勢現れ、大いに繁盛した。

#### 一夜に討つ君父の仇
菅谷半之丞の父・半右衛門は、若くて美しい後妻「お岩」をもらったが、お岩はたちのよくない性格で、美少年だった半之丞の悪口を半右衛門に讒訴する。これを信じた半右衛門は半之丞を勘当し家から追い出す。
半之丞は手習い師匠をして生計を立て、無事結婚して一子をもうけたが、ある日のこと、半之丞は父・半右衛門が死んだという話を聞く。聞けば半右衛門はお岩とその情夫・大須賀次郎右衛門に毒殺されたのだという。
その後、浅野内匠頭の刃傷が起こり、半之丞も同志の一人に加わる。
ある日半之丞は吉良邸からお岩が出てくるのを見かける。お岩の情夫・大須賀次郎右衛門が上杉家に仕官がかない、付人として吉良邸にきていたのだ。
討ち入りの夜、半之丞は父の仇である大須賀次郎右衛門を突き殺し、お岩も討ち取る。
中央義士会は「政利が美少年だったので継母から懸想されたというのは史実ではない」とし、実際は醜男で容貌魁偉といわれている。

#### 老人の屈死
大石内蔵助が遊郭で放蕩するのを見かねた老人・岡野金右衛門は、内蔵助を切り殺そうと、息子の九十郎とともに内蔵助の住む山科へと乗り込む。
大石内蔵助が放蕩する様子を裏庭に隠れて窺う金右衛門親子だったが、内蔵助にまったく隙がなく斬り込めない。
そんな内蔵助のもとに内蔵助の息子・主税が現れ、仇討ちもせずに遊んでいる内蔵助に見かねたから切腹すると言い出す。
さすがに内蔵助は主税を止め、本心では仇討ちしようと思っているが、敵の間者の目を欺くためにあえて放蕩しているのだと伝える。
これを裏庭で聞いていた金右衛門は、あまりの驚きにその場で死亡（屈死）する。
そして金右衛門の息子の九十郎が金右衛門の名を継ぎ、父の遺志を継いで討ち入りに参加することになった。

#### 不破数右衛門の浪人

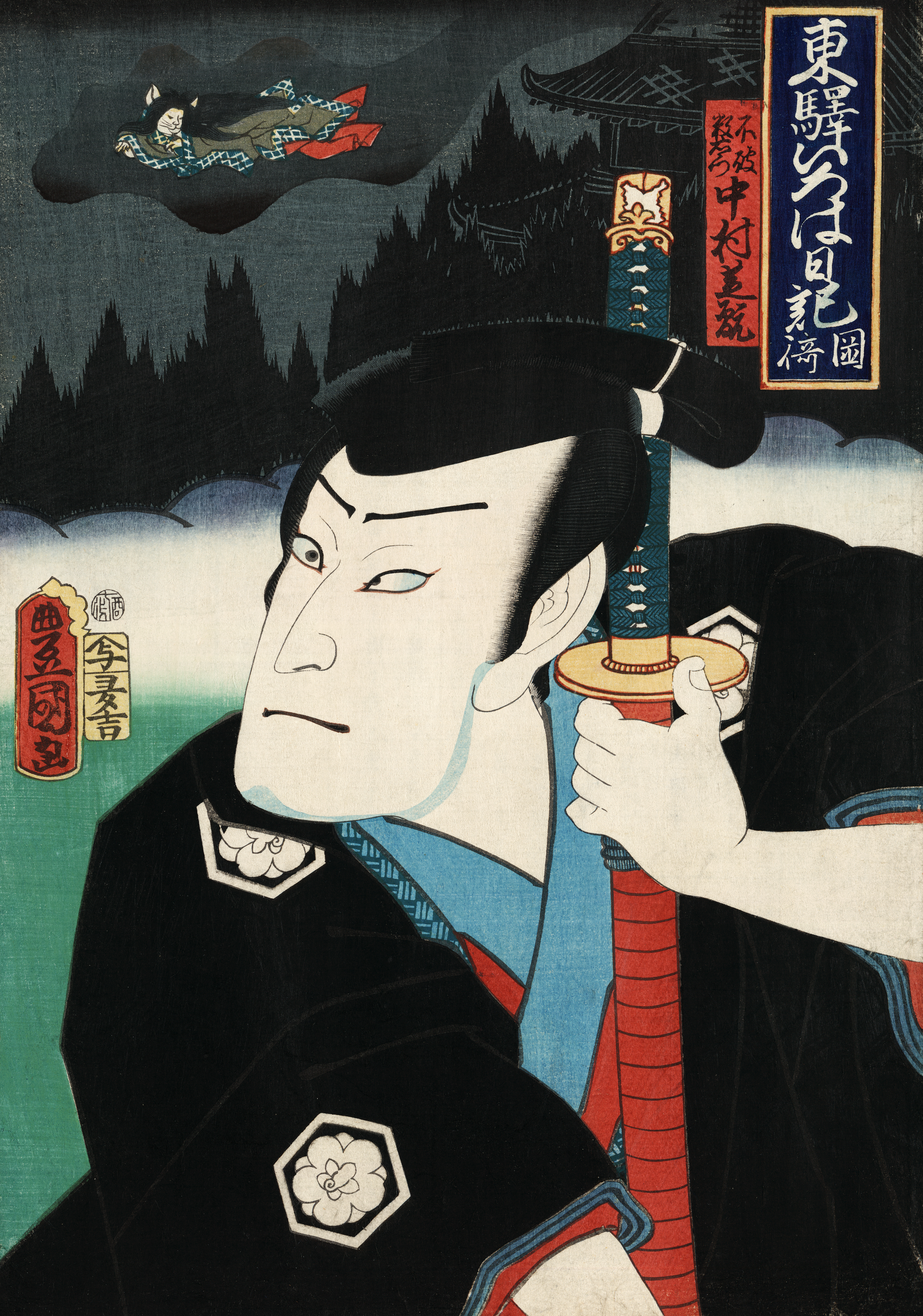
『東驛いろは日記』における不破数右衛門（四代目中村芝翫）

翁草巻之七に次の話が載っている。不破数右衛門は刀剣の試し切りが好きで墓地の死体を掘り返しては試し斬りをしていたが、ある時家中の茶坊主の母親の死体を切り散らかして帰ったところ、茶坊主がこれを問題視。切り散らかした犯人が不破数右衛門であるという噂がたったため、浅野内匠頭は数右衛門の身を案じ、他に事を寄せて暇を取らせ、路銀まで渡して浪人させた。
野口(2015)はこの話を史実として扱っているが、それに対し山本(2012b) では史実では単に不破数右衛門は浅野内匠頭の「勘気をこうむって」浪人したとしており、この話については触れていない。

#### 不破数右衛門の芝居見物
数右衛門が浪人中に浅野内匠頭の刃傷事件が起こる。数右衛門は吉良を討ちに行かねばと思うが、聞けば赤穂城は無血開城したというし、内匠頭の後室・瑤泉院は境町の中村座で芝居見物に明け暮れているという噂である。まずは瑤泉院に諫言せねばと思い、数右衛門は中村座に瑤泉院を探しに行く。
そのとき中村座でやっていたのは、『東山栄華舞台』という演目。これは小栗判官が横山大善を斬る所を描いた芝居だったが、内容はどう見ても先日起こったばかりの浅野内匠頭の刃傷事件を扱っていた。実在の事件を扱うと公儀がうるさいので、浅野内匠頭を小栗判官に見立てて刃傷事件を描いているのだ。
舞台では役者の中村伝九郎扮する荒獅子男之助が、小栗の一門の者は無気力な不忠ものばかりだと面々を罵っている。
これを聞いた数右衛門はカッとなって舞台に上がり、中村伝九郎を殴りつける。舞台はめちゃくちゃになったが、これがかえって評判になり、連日大入りとなる。
この件を聞いた大石内蔵助は、数右衛門の忠義は本物だと思い、浪人中の数右衛門を許して同志の一人に加えた。

史実では数右衛門は同士に加えるよう大石のもとに直談判しにいくが、大石は「亡君の御在世に勘気を蒙った者」を自分の一存で許すわけにはいかないと渋る。しかし数右衛門の決意が固かった為大石も考えを改め、同士に加えた。

#### 女武芸者
赤穂の片原村の郷士、日下部嘉兵衛の娘「おたま」は薙刀の使い手で「自分より強い人としか結婚しない」と言っており、父・嘉兵衛が結婚には千両の持参金を付けると言っていたので、多くの男性が彼女に挑戦しては破れていた。
これを聞いた大石瀬左衛門は、傲慢無礼な話だと憤り、彼女に挑戦し、勝ってしまう。瀬左衛門にはおたまと結婚する気はなかったが、おたまの方が瀬左衛門にいれあげてしまい、結婚を申し込む。
しかし瀬左衛門は彼女と結婚すると、千両の持参金目当てで結婚したように取られてしまって面目ない、身一つで来るなら結婚すると言い出す。
これを聞いたおたまの父・嘉兵衛は名刀・正宗一振りだけを持たせておたまを嫁に出す。瀬左衛門も武士の魂の刀であればとこれを受け取り、二人は結婚することになった。
『正史実伝いろは文庫』の第四十七回～四十九回に類話が載っているが、そこでは瀬左衛門はお綾という女性に挑戦するが勝てず、六年もの修行をつんでやっと彼女に勝って結婚している。

#### 寺坂吉右衛門の生い立ち
吉田忠左衛門はあるとき捨て子を見つける。寺の前の坂で拾ったので、寺坂という姓を付け、行く末吉き事を願い、吉右衛門という名前をつけて里子に出し、長じると忠左衛門の所に武家奉公させた。
しかし寺坂は忠左衛門の下女「おたね」と密通して子をなすという武家の法度を犯す。武家奉公の身では夫婦にしてやることも許されず、忠左衛門は仕方なしに寺坂を解雇する。おたねも何も持たされず襦袢一枚で忠左衛門の家を追い出されたが、襦袢を調べてみると中に五十両が縫い付けてあった。忠左衛門が二人を心配して縫い付けてくれたのだ。二人は八百屋をして生計を立てることにする。
それから十三年後、寺坂は忠左衛門と再会。聞けば忠左衛門は播州浅野家に仕官が決まったが、鎧を買うための五十両がなくて困っているという。
ある日忠左衛門のもとに寺坂がやってきて、豆煎りの入った袋を置いて帰る。忠左衛門が豆を食べようと袋を開けると、中には五十両が入っていた。寺坂夫婦は昔の恩返しにと、娘の「お軽」を女衒に売ることで五十両を得て、それをそっと忠左衛門に渡したのだ。
しかし急に五十両が手に入ったことが災いして忠左衛門は泥棒と勘違いされてつかまる。しかも忠左衛門は五十両は自分が盗んだものだと自白する。忠左衛門はこの五十両は寺坂が盗みをはたらいて得たものだと勘違いし、寺坂をかばうために自白したのだ。
そこで寺坂はさっそく奉行所にかけつけ、五十両は娘を売って得た金であることを詳言する。そこで奉行所が女衒を調べると、女衒が寺坂に払うべきお金の一部を着服していたこと、盗難の犯人は女衒の仲間であることなどが分かった。
これで無事忠左衛門は釈放され、寺坂の娘のお軽も孝行が神妙だという事で親元の寺坂の所へ返され、奉行所の口添えで寺坂も浅野家に奉公できることになった。
関根黙庵の『講談落語今昔譚』によれば、この話は松崎堯臣の『窓のすさみ』に登場する「向坂次郎右衛門」の話を寺坂吉右衛門の話に焼きなおしたものだという。

### 義士外伝

#### 忠僕直助
大野九郎兵衛は古物商の橘屋儀右衛門と計り、藤原定家の色紙の贋作を浅野内匠頭に売りつけようとした。しかし家臣の岡島八十右衛門に鑑定の才能があったので、八十右衛門は色紙が贋作だと見抜き、事なきを得る。八十右衛門はこれが原因で大野九郎兵衛から恨みを買う。
大野九郎兵衛は八十右衛門に仕返しをしようと、八十右衛門に刀を見せるように言う。貧乏で名刀など買えない八十右衛門は冴えない鈍刀を刺していたので、大野九郎兵衛に馬鹿にされる。
八十右衛門の下僕の直助はこの話を聞いて発憤。直助は刀鍛冶の所に行って修行を積み、「津田助直」という名前で有名になるほどになった。
直助こと津田助直は自身が打った名刀を八十右衛門に渡す。そして大野九郎兵衛に拝謁し、九郎兵衛の刀が真剣勝負の役に立たないものだと皆の前でけなしてその証拠に刀を簡単に折る。大野九郎兵衛は名高い津田助直に代わりの刀を懇願するが、もちろん助直は断る。
腹を立てた大野九郎兵衛は助直に斬りかかろうとするが、周りに止められる。しかもどさくさにまぎれて皆に殴られる。
皆、普段から大野九郎兵衛に不満がたまっていたのだ。その後津田助直は名巧として名を残し、八十右衛門は助直の打った名刀を持って討ち入りに参加した。

#### 和久半太夫
和久半太夫（わくはんだいふ、はんだゆう）は上杉家に仕えたとされる剣客（本当は実在しない）。
和久半次郎（のちの和久半太夫）は12歳のときから作州津山の森大内記（）に仕えていた。あるとき、大内記が小姓たちを集めて肝試しをしようと、打ち首にした悪人五人のさらし首に印をつけてくるものは誰かいないかと言った。
半次郎はこれに志願。褒美の脇差を先に貰って、さらし首の元へと赴き、さらし首に印として1つ1つ煎餅をくわえさせていく。しかしさらし首の数は5つと聞いていたのになぜか6つあり、しかも最後の1つの首は煎餅を食べて「もうひとつ煎餅をよこせ」と言い出した。半次郎は妖怪の類だと思い、首を斬りつける。
実は6つ目のさらし首は半次郎のことを妬んだ長澤繁松という男が、半次郎を脅かそうとさらし首のふりをしているだけだった。半次郎に斬りつけられた繁松は、三日後に死んだが、この件は繁松の不心得だという事で半次郎にはお咎めがなく、むしろ度胸を示した半次郎の名があがった。
その一年後、半次郎の父・半十郎が何者かに斬り殺されてしまう。半次郎は頼る者も無かったので母とともに江戸に出てきて、剣術指南の看板を出して生計を立てたが、何分半次郎がまだ子供だったため、習いにくるものは少なかった。
江戸に出てからというもの、半次郎の母「おみさ」に徳右衛門という浪人が懸想していたのだが、ある時おみさが徳右衛門になぜ浪人したのかと聞いてみたところ、徳右衛門は「昔、半十郎（つまり半次郎の父）という男を斬り殺したために国に入れなくなり浪人したのだ」と答えた。国から遠く離れた江戸でまさか半十郎の親族に会うとは思わず、つい話したのだ。聞けば徳右衛門は半次郎に斬られた長澤繁松の父に頼まれ、半十郎を斬り殺したのだという。
おみさからこの話を聞いた半次郎は、徳右衛門を一刀両断して仇討ちを遂げる。これにより半次郎の名は高まり、半次郎の道場は入門者であふれかえった。
半次郎はこの頃名前を半太夫に名を改める。
その後半次郎改め半太夫は、四谷寺町付近に現れた妖怪を一刀両断する。妖怪の正体は小牛ほどもある大きな狐だった。
こうして名を高めた半太夫は上杉家に召抱えられ、吉良家の付き人になった。
そして赤穂浪士討ち入りの夜、半太夫は奮戦した後、武林唯七に討ちとられた。

#### 梶川与惣兵衛
梶川与惣兵衛は浅野内匠頭の刃傷に立ち会い、吉良に斬りかかる浅野内匠頭を抱きとめ、それがために内匠頭は吉良を仕留めそこなった。
これは神妙ということで公儀は与惣兵衛に加増した。
一方、やはり刃傷に立ち会った坊主の関久和（せききゅうわ）は内匠頭の小刀を奪い取ったとしてやはり公儀から加増を仰せつけられたが、久和はこれを断った。あとで考えてみれば内匠頭の無念を慮って吉良を討たせるべきだったと久和は後悔していたのだ。
こうした久和を見た周囲は久和のことをほめたたえたが、一方の与惣兵衛の名は地に落ちた。浅野内匠頭の不幸が原因で加増されたのに、これを断らなかったからである。
皆は与惣兵衛が家にくると、仇討ちで有名な『曽我物語』の富士の巻狩りの場面を描いた掛け軸をかけ、与惣兵衛を説教した。富士の巻狩りの掛け軸攻めに懲りた与惣兵衛は、早々に隠居した。
隠居後与惣兵衛は、隣家の下僕に化けた四十七士の一人大石瀬左衛門に討たれて最期を遂げる。

#### 小田小右衛門
元禄16年2月4日、細川家に預けられていた大石内蔵助も切腹をするが、介錯したのは小田小右衛門（）という10石2人扶持の足軽であった。大石といえば1500石の家老でしかも主君の仇を取った立派なお方。一方自分は取るに足らない足軽。切腹の際に大石から身分を問われ、つい細川家で500石取りの物頭だと嘘をつく。大石は納得するが、介錯などしたことのない小田は失敗し、二度斬りで大石は壮絶な最期を遂げる。
まったく同じ内容で講談『荒川十太夫』という話がある。切腹するのが堀部安兵衛、介錯人が荒川十太夫と人物の名が異なるだけで変わらない。一龍斎や神田は『荒川十太夫』を、それ以外の流派や上方では『小田小右衛門』を読むことが多い。
史実では、細川家で大石らお預かり義士の世話をしたのは堀内伝右衛門。自身の代で士分に取り立てられた成り上がりで、無神経な言動が多かった。酒の肴や下戸向けの菓子を「忘れた」と言って出そうとしなかったり、切腹の上意がある当日には義士を放置して帰宅したりする（さすがに同僚が馬で連れ戻した）。
細川綱利の「義士は堀内のような一代で武士になった出来星でなく、身分のある上士に介錯させるべし」との意向で、大石良雄は細川譜代家臣・安場久幸の介錯で切腹している。なお、堀内は抜擢してくれた綱利の死後、家老たちによって処罰され帰農したが、義士お預かりを書き留めた『堀内伝右衛門覚書』が史料として今に残る。

### その他

#### 中村仲蔵
『中村仲蔵』は落語と講談の共通演目。

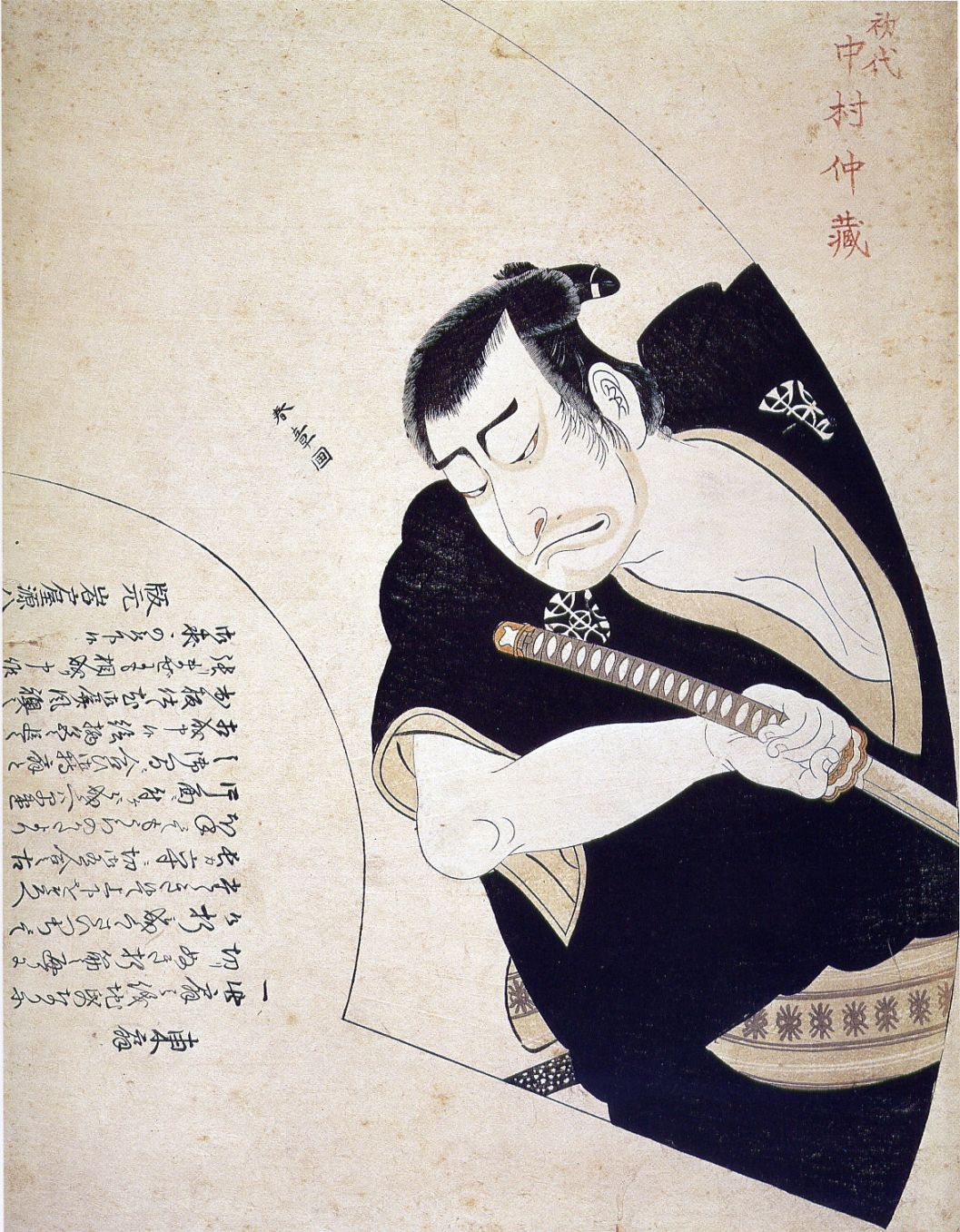
初代中村仲蔵の斧定九郎。勝川春章画。

初代中村仲蔵は人気の歌舞伎役者であったが、ある時座元と揉め、それが原因で主要な役は仲蔵に回ってこなくなり、『仮名手本忠臣蔵』の五段目の端役「斧定九郎」が割り当てられる。
しかし仲蔵は浪人ものの斧定九郎を演じるため、本物の浪人を観察して写実的な演出で定九郎を演じる。
これが大評判となってそれ以降斧定九郎は人気の役どころになり、仲蔵も人気役者として名を残した。

#### 淀五郎
『淀五郎』は落語と講談の共通演目。
若手の役者・澤村淀五郎が『仮名手本忠臣蔵』の塩冶判官の役に抜擢された。抜擢したのは大星由良助の役を勤める座頭の市川團蔵である。
しかし團蔵は四段目「判官切腹の場」における淀五郎の演技が気に入らず、淀五郎が切腹の演技をしても花道で止まり舞台に出てこない。そんなことが何日も続いたため評判が悪くなる。
淀五郎は舞台で團蔵を刺し殺し自分も死のうと決心し、最後の挨拶に先輩の役者・初代中村仲蔵を訪ねるも、仲蔵に真意を悟られ、翻意させられた上に徹夜で芝居の稽古をつけてもらう。
その甲斐あって淀五郎の演技は見違えるようにうまくなり、淀五郎が切腹の際、初めて團蔵の由良助が舞台に登場した。
そして淀五郎は「うむ、待ちかねた」と言う。

## 赤穂事件を題材とした歌舞伎と人形浄瑠璃

### 初期の芝居
浅野内匠頭の刃傷が起こると、元禄15年3月にはこの事件が江戸の山村座で『東山栄華舞台』として取り上げられたという。そして赤穂浪士が切腹すると、元禄16年2月16日から江戸の中村座で『曙曽我夜討』を上演して当時活躍中の中村七三郎らが曾我兄弟の仇討ちという建前で赤穂浪士の討入りの趣向を見せたものの、3日で上演禁止とされたという。しかし『東山栄華舞台』の上演に関しては『歌舞伎年表』にも『歌舞妓年代記』にも載っていないため疑問が残るし、『曙曽我夜討』の上演に関しては宝井其角の書簡に載っているものの、この書簡には史料的に疑問が残るとされている。
また元禄15年10月の大坂竹本座『傾城八花形』の第一段に浅野内匠頭の刃傷を仕込んだともいわれ、翌16年1月に江戸の山村座で上演された『傾城阿佐間曽我』にも大詰に集団の討ち入りを仕組んでいた。同じく元禄16年1月には京都の早雲万太夫座で上演された近松門左衛門作の『傾城三の車』に討ち入りの場面が仕込まれているのも、赤穂浪士の討ち入りの影響とされている。しかしこれらの上演は、幕府から差し止められたという。実際、元禄16年2月には堺町と木挽町（いずれも当時の芝居町）で「近き異時」（最近の事件）を扱ってはならないという幕府の禁令が出ている。このためしばらくは赤穂事件を扱った芝居は上演記録は残っていない。

### 『仮名手本忠臣蔵』まで
赤穂事件を題材にした演目は数多いが、以下代表的なものを紹介するに留める。

#### 『碁盤太平記』
討入りから4年後の宝永3年（1706年）の6月に、赤穂事件に題材をとった近松門左衛門作の一段だけの人形浄瑠璃『碁盤太平記』が竹本座で上演されている。これは（前述の禁令により赤穂事件を直接扱う事はできないので）太平記の世界に擬して赤穂事件を取り扱ったもので、同じく太平記に擬して赤穂事件を扱う『仮名手本忠臣蔵』に影響を与えている。とくに、大石内蔵助に相当する人物が『仮名手本忠臣蔵』と同じく大星由良之助（）という名前で初めて登場していることは特筆に値する。時は暦応年間、大星は鎌倉の同志から密書を集め、荒法師の吉田兼好が大暴れ、力弥に討たれた塩冶の足軽平右衛門が死に際に碁盤に碁石を並べ高師直の邸内図としている。

#### 『鬼鹿毛無佐志』
浅野内匠頭の17回忌にあたる正徳3年の12月には大阪の豊竹座で紀海音作の人形浄瑠璃『鬼鹿毛無佐志（むさし）鐙』が上演されている。これは宝永7年に大阪の篠塚庄松座で上演された吾妻三八作の『鬼鹿毛武蔵鐙』に負う所が大きいもので、内蔵助は『鬼鹿毛武蔵鐙』と同じく大岸宮内という名である。この作品では赤穂事件を『太平記』に仮託しつつ、そこから離れて足利義政の時代の事件の小栗判官と照手姫の物語も取り上げられている。
本作は構成上の不備がある、討入りや義士たちをまったく賞賛してはいないなど、傑作とは言いがたい面があるが、『仮名手本忠臣蔵』の七段目に影響を与えるなど、義士劇の系譜の上では重要な位置を占める。
この作品は近松門左衛門のライバルであった紀海音であり、内容的にも近松門左衛門の『碁盤太平記』を意識したものになっている。
この『鬼鹿毛無佐志鐙』（とその前作『鬼鹿毛武蔵鐙』）は近松門左衛門の『碁盤太平記』と並び、『仮名手本忠臣蔵』につらなる源流の一つで、この作品で出てきた大岸宮内、小栗判官といった名前は後の作品にも頻出する。

#### 『忠臣金短冊』
浅野内匠頭の33回忌にあたる享保17年の10月には豊竹座で並木宗輔らの作による人形浄瑠璃『忠臣金短冊（こがねのたんざく）』が上演されているが、これは『碁盤太平記』の系譜と『鬼鹿毛無佐志鐙』の系譜を妥協・融和させて描かれている。
作者の一人である並木宗輔は後に「並木千柳」と名をかえ、のちに『仮名手本忠臣蔵』の作者の一人になっている。それゆえ『仮名手本忠臣蔵』の7段目や9段目に受け継がれた趣向も多い。

#### 『大矢数四十七本』
そして翌延享4年（1747年）には京都の中村粂太郎座で、沢村宗十郎の自作自演による『大矢数四十七本』（延享3年のものと同じ外題）が上演された。
この『大矢数四十七本』は『仮名手本忠臣蔵』の粉本になったことで知られ、大石内蔵助に相当する大岸宮内の役を沢村宗十郎が演じ、祇園町で生酔する演技をしたところ大当たりを取った。後の『仮名手本忠臣蔵』において大星由良之助（大石内蔵助に相当）が遊興する場面は宗十郎のこの演技を真似たものである。

### 『仮名手本忠臣蔵』
赤穂浪士の討ち入りから47年目にあたる寛延元年（1748年）の8月14日に、大坂道頓堀の竹本座で、二代目竹田出雲・三好松洛・並木千柳合作の人形浄瑠璃『仮名手本忠臣蔵』が上演され、連続4か月にわたって上演するほどの大当たりとなった。同年12月には大坂の嵐座で歌舞伎でも上演されている。歌舞伎では興行上の気付薬「独参湯」と呼ばれるほどの人気を博し、不入りが続くとこの演目を出すといわれた。
伊原青々園の『歌舞伎年表』によれば、慶応3年までに江戸だけで89回上演され、それに大坂、京都、その他での上演を加えると179回にもなる。
人形浄瑠璃のほうでも、黒木勘蔵の『近世邦楽年表・義太夫節之部』には70回上演されたと記されている。

#### 忠臣蔵事件
『仮名手本忠臣蔵』の上演に絡んで、竹本座で内紛があった。上演開始から二か月ほど経った十月に人形遣いの吉田文三郎から、九段目の段取りが詰まりすぎているところを少し変えてほしい旨の要望が座頭の竹本此太夫に対して出されたのだが、此太夫がこれを断ったところ、両者とも引き下がらず、どちらかが竹本座を辞めねばならぬところまで事態は発展した。座元の竹田出雲は文三郎を失わないよう、此太夫を引かせることにし、此太夫以下四人が竹本座を辞して豊竹座に行った。代わりに政太夫他3人が豊竹座から竹本座に招かれた。この事件のため、『仮名手本忠臣蔵』の公演を続けることができなくなり、十一月で公演を終えている。（この年は閏十月があったため、興業期間は4か月）。
文三郎の工夫で今日まで残っているものとして、由良之助の衣装に文三郎の家の家紋である「二つ巴」をつけたことがあるといわれている。

### 『仮名手本忠臣蔵』以後
『仮名手本忠臣蔵』以外にも赤穂事件を題材にした演目は作られ続け、『歌舞伎年表』に載っているものだけでも85個もある。
その中でも特に有名なのは人形浄瑠璃の『太平記忠臣講釈』（明和3年竹本座初演、近松半次ら6人の合作）で、本作は『仮名手本忠臣蔵』に次ぐ名作と名高く、それまでの義士劇の集大成的な面があるが、第十段「討ち入り」が実は夢であったという落ちで終わる。本作は『歌舞伎年表』に載っているだけでも前者は56回、後者は13回も上演されており、特に8段目は近代まで上演されていた。
歌舞伎の『義臣伝読切講釈』も『歌舞伎年表』に載っているだけでも13回上演されており、本作には今日も上演される『忠臣連理廼鉢植』の段がある。
寛政期の大坂で上演された奈河七五三助作の『いろは仮名四十七訓』は『泰平いろは行列』と『大矢数四十七本』を合わせて作り直したものと言われ、6幕目が能狂言の『鎌腹』の換骨奪胎である「弥作の鎌腹」であり、今日も上演される。また8幕目は今日でいう「鳩の平右衛門」で、寺岡平右衛門が仇討に行く最中、逢坂山で鳩の親子の愛情を見て、引き返して母親に討ち入りの話を明かし、母親が寺岡を激励するため自害する。8幕目はのちに書き換えられて『稽古筆七いろは』になり、今日では前述のように『鳩の平右衛門』という演題で上演される。3幕目も明治時代まで上演されていた。
文政8年に初演された四代目鶴屋南北の『東海道四谷怪談』は、『仮名手本忠臣蔵』と同時上演され、『仮名手本』の裏で起こっている事件として描かれている。
同じく鶴屋南北は他にも、四十七士の不破数右衛門が猟奇殺人鬼として登場する一種のパロディ作品『盟三五大切』や、『仮名手本』の悪役の斧定九郎を主人公とし、定九郎とその父の九郎兵衛が実は忠臣であったとする奇作『菊宴月白浪』を書いている。
天保年間に上演された『裏表忠臣蔵』には、蜂の巣の乱れで大事を知って寺岡平右衛門が江戸へと急ぐ「蜂の平右衛門」が含まれている。
またこの演目が天保4年3月に河原崎座で上演された際には、三升屋二三治が市川海老蔵(後の7代目団十郎)と3代目の尾上菊五郎のために清元の「道行旅路之花聟」が書き下ろされており、これが現在では歌舞伎の『仮名手本忠臣蔵』に取り込まれている。
安政期に書かれた『新舞台いろは書初』には現在でいう「松浦の太鼓」が含まれている。
また黙阿弥の『仮名手本硯高島』には「徳利の別れ」が含まれており、『忠臣後日建前』はいわゆる「女定九郎」の物語であり、鶴屋南北の草双紙を題材に黙阿弥が仕上げたものである。

### 明治以後
明治元年閏4月には大阪堀江の芝居で奈川七五三助作の忠臣蔵もの『武士鏡忠義の礎』が初演され、明治2年3月には大阪筑後の芝居で同じく奈川七五三助の『仮名手本四十七文字』が初演されている。
同じ年の5月には河竹黙阿弥の『名大星国字書筆』が市村座初演された。これは脱盟者・小山田庄左衛門の遊蕩が実は家宝の金の鶏を詮議するためのものであったという筋で、このとき大星由良助を演じたのは、のちの「劇聖」九代目市川団十郎であった。
続けて明治4年には黙阿弥の『四十七石忠箭計』という、討ち入りの一日を十二時に分けて演じる趣向の演目が初演されており、「南部坂の別れ」など実録所や講談で有名な場面がふんだんに取り入れられた。
明治6年には「義平拷問」、「山科閑居」、「島原遊興」に今日も演じられる「清水一角」を取り合わせた『忠臣いろは実記』が初演されている。江戸時代までは幕府の禁令により、歌舞伎狂言で実在の人物を扱うときは名前は仮名にする必要があったが、本作では忠臣蔵ものとしては初めて、実在の人物の名前を本名のまま用いている。
明治7年には、桜田門外の変を忠臣蔵に仮託して描いた『讐怨（かたきうち）解雪赤穂記』が沢村座で初演されている。
明治期の歌舞伎の潮流のひとつは、これまでの歌舞伎の荒唐無稽な所を排して史実をそのまま描く活歴物が台頭してくることだが、忠臣蔵ものの歌舞伎にも活歴の影響が出ている。
前述した明治4年の『四十七石忠箭計』ではすでに九代目市川団十郎が大星由良助を実録風に演じていたが、他の場面では従来の歌舞伎の味を残したものになっておりやや不調和であった。
明治23年には『実録忠臣蔵』という、その名の通り実録風の忠臣蔵ものが作られたが、不評であった。ただしこの中の「土屋主税」の場面は後まで残り雁次郎の当たり役となった。
明治35年にも活歴物の福地桜痴作『芳哉（かんばやし）義士誉』が初演されているが不評だった。講演には興行主が二の足を踏んでいたのに、活歴好みの団十郎があえて上演したという。
大正10年には二代目市川左團次一座の『忠義』が上演され好評を取った。この作品は、イギリスの詩人ジョン・メイスフィールドが膠着した西部戦線における連合軍の指揮を鼓舞するために忠臣蔵を翻案した『The Faithful』を日本に逆輸入して小山内薫が翻訳したものである。『The Faithful』も再三上演され、『忠義』も築地劇場で再演されるなど好評であった。
昭和3年（1928年）8月には旧ソ連において二代目市川左團次らが史上初の歌舞伎の海外公演が行っており、その時の演目が『仮名手本忠臣蔵』であった。
昭和9年には今日でも上演される真山青果の連作『元禄忠臣蔵』の最初の作品である「大石最後の一日」が歌舞伎座で二代目市川左團次により上演されている。ただし、「史実と異なる」「大石の作中言動は有り得ない」との批判が上演当時からあり、真山は自ら反論も述べたが受け入れられなかった（詳細は後述）。

### 戦後
第二次世界大戦後の1945年（昭和20年）9月22日、連合国軍最高司令官総司令部は日本の民主化と軍国主義化の払拭する理由から、「封建的忠誠」や「復讐の心情に立脚する」する演目の上演を禁じた。そのなかでも特に『忠臣蔵』は危険な演目であるとして目をつけられ、これも上演が禁止されていたのである。
昭和22年（1947年）7月その禁は解かれ、同年11月には空襲の難を逃れていた東京劇場で『仮名手本忠臣蔵』は上演された。この上演には「歌舞伎を救った男」フォービアン・バワーズの助力があったとされるが、近年の研究ではこれを否定するものもでている（詳細はフォービアン・バワーズの項目を参照）。
戦後の歌舞伎においても『忠臣蔵』は人気演目の一つで、1945年から2015年7月現在までに主要な劇場で歌舞伎の『仮名手本忠臣蔵』は213回も上演されており、真山青果の『元禄忠臣蔵』も66回上演されている。
1960年6月には、『仮名手本忠臣蔵』が初めて海外に渡り、ニューヨークの大劇場シティー・センターで上演され、大好評を博した。このとき外務省が切腹の場面を懸念したが、前述のフォービアン・バワーズが問題ないと太鼓判を押したという。
戦後の歌舞伎では新作の上演は少なくなっているものの、舟橋聖一作『瑤泉院』（1959年）、『続・瑶泉院』（1962年）、三代目市川猿之助による2003年の『四谷怪談忠臣蔵』（1980年の『双絵草紙忠臣蔵』を改作）など、わずかながら忠臣蔵ものの新作も作られ続けている。

## 講談における赤穂事件
講談（講釈）の世界においても、事件当初から「赤穂義士伝」が好んで読まれた。赤穂義士伝は赤穂事件全体の流れを述べる「赤穂義士本伝」、個々の義士の逸話を述べる「赤穂義士銘々伝」、義士以外の関連人物を対象とした「赤穂義士外伝」に分かれるが、この区分ができたのは近世中期である。
幕末ごろに徳川幕府が衰微すると「将軍家や諸大名家を名指しすることの禁制がだんだんゆるみ、明治以後は全面的に解禁された出版事情の変化に助けられて、講談や浪曲といった大衆文芸の中でドンドン成長していった」。

大正13年発行の『講談落語今昔譚』によれば、19世紀前半に田辺南窓（のちに柴田南窓を名乗る）という博覧強記な講釈師が義士伝を得意とし、大正13年当時の義士銘々伝はおおむね南窓のものを稿本にしているという。
その後講談は幕末に大いに流行し、明治初期に黄金期を迎える。忠臣蔵がらみでは三代目一龍斎貞山は大石内蔵助を日本一の忠臣として尊敬し、赤穂城明け渡しでは聴衆を泣かせたという。
明治初期の講談の黄金期は講談の内容を書き記した「講談速記本」が登場したことの影響が大きい。忠臣蔵がらみでは桃川如燕の『二十三品義士の遺物』や、『文芸倶楽部』に発表された『講談忠臣蔵』（1899年）や『義士講談　雪の梅』（1900年）などがある。
1913年には文部省・宮内省の呼びかけで発足した組織「通俗教育普及会」の要請により、『通俗教育叢書　赤穂誠忠録』が書かれその中で講釈師の桃川如燕・若燕に義士伝を語らせている。
しかし講談はその後、浪曲や大衆小説の登場により衰微していく。人間国宝の講談師・神田松鯉は著書で「師匠の神田山陽は赤穂義士伝は流行らない」と、外伝を含めると五十段を超す連続ものの演目指導を渋られたと回想している
松鯉の弟子・伯山（松之丞）も、義士伝について（自身にも複数の「持ちネタ」があるものの）「今の世の中にそれだけのニーズがあるとは思えない」「『徳川天一坊』や『天保六花撰』などのほうがまだ魅力的で、連続物としてやる価値がある」と発言している。本記事の講談の項目ではそのごく一部を記す。

## 歌舞伎・講談以外の創作物と受容史

### 江戸時代
正徳元年（1711年）には『忠義武道播磨石』（『武道忠義太平記』とも）という実録風の読本が出ており、赤穂事件を鎌倉期の出来事に仮託して描いている。
そして享保2年にはこれを模倣した『近士忠義太平記大全』がでている。
これらは『鬼鹿毛無佐志鐙』から『仮名手本忠臣蔵』までの人形浄瑠璃や歌舞伎に影響を与えているであろう。
さらに時代が下ると、安政8年の『案内手本通人蔵』のような『仮名手本忠臣蔵』を前提とした洒落を効かせた本も登場する。
また寛政11年には忠臣蔵を水滸伝に当てはめた山東京伝の黄表紙読本『忠臣水滸伝』が描かれた。京伝には義士の前世が泥棒や猫だったとする『忠臣蔵前世幕無』、四十七人の料理人が炭小屋の殿を美味い料理でもてなす『忠臣蔵即席料理』、天野屋ならぬ高麗屋が登場する『座敷芸忠臣蔵』といったパロディ作品もある。
天保の頃から開港時期にかけて「義士研究」がさかんになり、特に開国直前の嘉永4、5年には、赤穂事件関連の史料を数十年がかりで集めた『赤穂義人纂書』が登場している。
19世紀中葉は「義士伝集成時代」ともいうべき義士ブームの時代で、天保7年には四十七士の銘々伝が書かれた為永春水の『正史実伝いろは文庫』が登場し、安政期には山崎美成が銘々伝的な逸話を集めた『赤穂義士一夕話（いっせきわ）』や『赤穂義士随筆』を書いている。この時期には全国各地の義士の遺跡に記念碑が続々と建てられ、忠臣蔵の芝居も続々と作られた。弘化・嘉永の頃には一勇斎国芳の武者絵『誠忠義士伝』が出て江戸中で大評判になった。
天保の頃には泉岳寺に詣でる客も多く、泉岳寺の近くには『仮名手本忠臣蔵』にちなんだ名前がそこかしこにあり、たとえば一力茶屋、大星力弥、天河屋義平にちなんだ「一力」ののれん、「力弥豆」、「天川白酒」などがあったという。
嘉永元年には泉岳寺で開帳があり、義士ブームの頂点に達した。これにあわせ一陽斎豊国の芝居絵『誠忠大星一代噺』が描かれている。
泉岳寺の開帳の際には奉納者を募り義士の木像が作られた。奉納者には一般の町人や武士のほか、講釈師や芝居関係者、やくざの親分や首切り浅右衛門などがいたという。
しかしこの木像を無料で拝観させようとしたところ、幕府から差し止められた。
忠義ものであっても罪人である赤穂浪士たちの木像を公開して騒ぎ立てるのはよくないというのが理由であった。
幕府は最後まで赤穂浪士を罪人として扱い続けたのである。
宮澤(2001)によれば、幕末に安政の大獄が起こると、水戸藩の浪士たちは赤穂事件を研究し、桜田門外の変に生かしたという。一方、桜田十八士の一人、海後宗親の遺稿である襲撃の一部始終を伝える『春雪偉談』や『潜居中覚書』にはまったく赤穂事件に関する記述がない。

### 明治維新の批判
宮澤誠一によると、明治以降の忠臣蔵物の特徴として、欧化主義の時代には「義士」としての四十七士像は批判され、国粋主義・日本回帰の時代には「義士」は賛美される傾向にあるという。
明治元年11月5日には、明治天皇が泉岳寺の大石らの墓に対して、勅使を遣わし、勅旨を述べ、金幣を届けさせた。
松島栄一によれば、この件は四十七士が義士であるという論功行賞になったという。
この件は四十七士の義士像を天皇の公認のものとし、それはそのまま明治政府公認の立場ととらえられ、義士を賛美・称揚する人に利用されることになる。
そして同時に、君主・浅野内匠頭に対する義士の忠誠が、天皇や国家に対する忠誠にすり替えられる原因ともなった。
一方、文明開化の影響による封建思想への批判もあり、たとえば福沢諭吉は『学問のすゝめ』で「義士」を批判している。福沢によれば内匠頭にしろ四十七士にしろ、刃傷や仇討ちに及ぶのではなく時の政府である江戸幕府に訴えを起こすべきだったとしている。
歴史学の立場からは明治22年に重野安繹の『赤穂義士実話』が登場し、ここにはじめて、赤穂事件は近代歴史学の俎上にのった。重野は文献実証主義の立場から、『江赤見聞記』など数十点に及ぶ出典に基づいて芝居などの「忠臣蔵」における虚説を排したが、人々が慣れ親しんできた忠臣蔵のイメージを損ねたので重野は世間の憤激を買った。
その後、信夫恕軒により、赤穂事件を講談のように面白く物語る『赤穂義士実談』が出ている。『赤穂誠忠録』には吉良家の忠臣や、義周以降の吉良氏の活躍（七代家継の治世）についても記されている。
総じて、忠臣蔵にとって明治時代は不遇の時代であったとされ、泉岳寺も荒廃の時期だったと回想している。同様に大石神社も、創建が許可されたのは1900年（明治33年）になってからであり、建築の募金も集まらず難航、神社完成は大正を待たねばならなかった。

### 日露戦争から大正時代

#### 日露戦争後の忠臣蔵ブーム
日露戦争後、国家主義思潮の高揚にともない、明治維新後最初の忠臣蔵ブームが起こる。その起爆剤になったのが、桃中軒雲右衛門の浪花節と近代の忠臣蔵物の原点となる福本日南の『元禄快挙録』であり、それらの背後には国家主義的な政治結社玄洋社の後援があった。
浪曲師桃中軒雲右衛門は玄洋社の後援で「義士伝」を完成させ、武士道鼓吹を旗印に掲げ、1907年（明治40年）には大阪中座や東京本郷座で大入りをとっている。
雲右衛門の義士伝はレコードという新しいメディアを利用することで爆発的な人気を呼んだ。
また浪曲師二代目吉田奈良丸も『大和桜義士の面影』で大高源吾と宝井其角の出会いを歌って大ヒットを呼び、「奈良丸づくし」と称して演歌にまでなった。このことが大高源吾の笹売り伝説の普及に一役買った。
1909年（明治42年）には、玄洋社系の新聞九州日報の主筆兼社長である国粋主義者の福本日南著『元禄快挙録』のような、「義士」の犠牲精神を強調し、国民統合を目指した言説が登場し、洛陽の紙価を高めるような評判をとった。 この本によって戦前の近代日本における忠臣蔵の見解が示されたといっても過言ではない。これは時を同じくして国民道徳としての武士道が高揚されたことと無関係ではない。
活動写真もこの頃「忠臣蔵」を普及させたメディアの一つで、最初の忠臣蔵映画は、1907年に歌舞伎の仮名手本忠臣蔵の五段目を撮影したものである。
またこのころの忠臣蔵映画の代表作の一つに、1912年（明治45年/大正元年）の横田商会による牧野省三監督作品『実物応用活動写真忠臣蔵』全47場があり、主人公の尾上松之助が大石内蔵助、清水一学、浅野内匠頭の三役を演じている。この映画はその2年前に作成された松之助最初の全通し42場の『忠臣蔵』をもとにしたて村上喜剣の話などを付け加えたもので、「実物応用」というのは活動写真の合間に俳優が実演する映画のことである。この頃の忠臣蔵映画では、浪花節が口演されたりレコードで流されたりすることがあった。
この後も忠臣蔵映画は作られ続け、御園京平の調査によれば、明治期から昭和戦中までに作られた忠臣蔵映画は、分かっているだけでも114本に及ぶ。

#### 大正デモクラシー
大正デモクラシーのころには忠臣蔵もその影響を受け、忠義よりも人間的の自然な感情や抵抗の精神を重視した研究も生まれてくる。
1913年（大正2年）に刊行した司馬僧正の『拙者は大石内蔵助ぢや』とその続編『赤裸々の大石良雄』は、忠臣蔵に自然的な手法を持ち込み、英雄大石内蔵助といえど内面は凡人と変わらぬ事を説こうとしたが、それは伝統的な儒教道徳の禁欲倫理の裏返しに過ぎないなどの限界があり、近代的自我に目覚めつつある当時の知識人の期待に応えるものではなかった。
1917年（大正6年）には吉良低討ち入り後に細川屋敷に預けられた大石内蔵助の内面に初めて近代文学の光を当てた芥川龍之介の短編『或日の大石内蔵助』が登場している。同時に当該作では、不義士たちも俎上にあげられ非難されている。

#### 大正デモクラシー衰退期の忠臣蔵ブーム

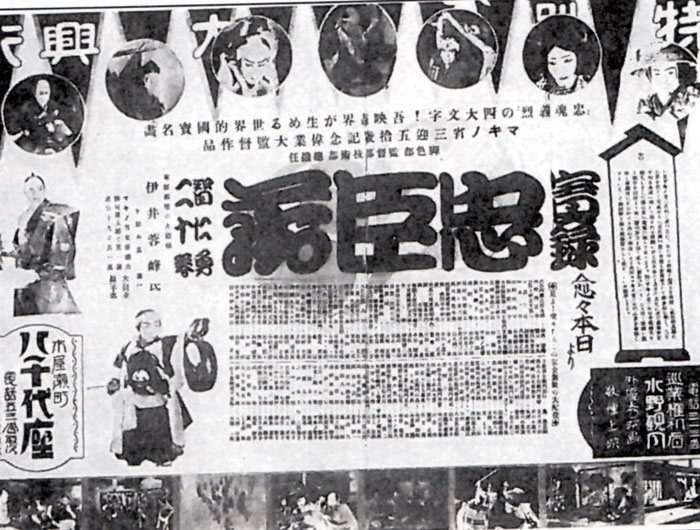
映画『忠魂義烈 実録忠臣蔵』（1928年）の広告。尾上松之助と袂を分かったマキノ省三監督が新派の俳優伊井蓉峰を主演・大石内蔵助にして撮ったもの

大正デモクラシーの衰退期には明治維新後第二の忠臣蔵ブームが起こり、1916年（大正5年）に福本日南が中心となって設立した中央義士会がの活発な活動や、忠臣蔵の講談や浪花節がラジオで活発に放送された。
1921年（大正10年）には朝鮮でも忠臣蔵の芝居が上演され、パンソリと呼ばれる伝統芸能にも取り入れられている（『京城日報』）。

### 戦前昭和

#### 昭和初期の好景気
しかし1920年代には同時に、忠君愛国的な「義士」像に対する批判や、人間的政治的視点を盛り込んだ小説も登場している。
1926年（大正15年/昭和元年）、野上弥生子は『大石良雄』において、そのときどきの感情に突き動かされ、最終的に復讐を義務・責任と感じる内蔵助像を描くことで内蔵助の偶像化を否定した。これは近代的精神が抑圧され挫折させられた大正末期の知識人の屈折した内面を表現したものであろう。
また1927年から新聞連載された大佛次郎の『赤穂浪士』は昭和の金融恐慌にはじまる社会不安を背景として書かれ、腐敗した封建的な官僚主義政治に対抗する大石内蔵助像（作中で「悪人」と表現した箇所がある）や、吉良方の猫兵部（千坂高房）と堀田隼人を描いてベストセラーになった。1930年（昭和5年）には森田草平の『吉良家の人々』が発表されている。
1920年代は、ほぼ毎年のように各映画会社が忠臣蔵を題材にした映画を製作した。
1927年（昭和2年）に至っては松竹、帝国キネマ、マキノ・プロダクションの三社が製作に当たっている（ただしマキノ・プロによる『忠魂義烈 実録忠臣蔵』は翌年に不完全な形で公開）。

#### 金融恐慌から満州事変以降
1932年（昭和7年）に発生した五・一五事件の首謀者達は自分たちの行動を桜田門外の変に見立てていたが、三上卓は朝鮮との関係が強く古賀清志は泉岳寺前の小屋に集結する、東京憲兵隊本部に自首している、など永井荷風は「彼らは忠臣蔵をも意識した行動をとっていた」と述べている（ただし、古賀清志は自著で「泉岳寺の小屋の二階に当日タクシーで運転手を脅し行った」と記すのみで赤穂義士や赤穂事件に全く言及していない）。また彼らに対する論告求刑文においても、山本検察官が赤穂事件に対する荻生徂徠の論説を引き、もし首謀者達を無罪にすれば後の禍根になる旨を述べた。
左翼の間で忠臣蔵が流行し、共産党が支援する農民運動に加わった田村栄太郎が、1934年（昭和9年）に『忠臣蔵物語』を刊行した。マルクス主義の観点で羽仁五郎が論文『大石良雄の場合』を掲げ、反ファシズムの論客として知られる長谷川如是閑は『唯物史観赤穂義士』で討ち入りを義士の貧窮と就職問題として論じた。
1936年（昭和11年）に発生した二・二六事件では首謀者たちが忠臣蔵を想起したと思われる言動は見られないが、岡田啓介首相の生存が報道されると、吉良上野介のように炭小屋に隠れていたのではないかというデマが流れた。
1932年、1937年、1940年には、それぞれ宝塚少女歌劇団が忠臣蔵を上演している。この他、大阪松竹歌劇団でも日舞レビューの場面として用いた。

#### 日中戦争前後の忠臣蔵ブーム
昭和10年代前半の日中戦争前後の頃の日本回帰に伴い、第三の忠臣蔵ブームが起こる。
この頃の忠臣蔵の特色は、天皇制の問題が色濃く反映していることである。たとえば真山青果の『元禄忠臣蔵』は、大石が皇室に対して絶対的な尊崇をしており、「元禄時代の人間がこのような発想をするわけがない。時局に迎合して故意に話を皇室に結び付けたのだ」と本作発表当時から批判された。真山は識者や大衆の批判に遂に屈し、「戦争が終わったら書き直したい」と娘に語ったという。
吉川英治の『新編忠臣蔵』においても、多門伝八郎が元禄の華美な生活は「永遠の皇国」に「亡国の禍根」を残すのではないかと嘆くなど、皇室制度を意識して書かれている。
日中戦争がはじまって1年経つと、中国大陸で戦っている将兵のために中央義士会は『元禄義挙の教訓』を出版し、国家総力戦になった現在、義士精神は全ての国民が見習うべき道徳的規範だと主張している。そして義士の犠牲的精神を強調し、赤穂事件が忠孝一致の日本精神を体現するものだという論説を展開した。

#### 太平洋戦争と軍部当局の批判
1941年（昭和16年）12月、日本が米英と開戦する（当時大東亜戦争、現太平洋戦争）と、さらに中央義士会は義士精神を米英打倒の精神の模範とすべきとする論を張る。
だが軍部当局の方は、赤穂浪士の討ち入りは一封建的領主に対する忠義すなわち「小義」であり、日本古来の皇室に対する忠義である「大義」とは異なるものであるうえに、何よりも内匠頭が勅使饗応を放棄して不敬なので、これを推奨するのは好ましくないという意見が強く、国定歴史教科書でも赤穂事件の記述は縮小もしくは割愛される。
太平洋戦争末期になると、軍部もこのような小義と大義の区別にこだわっていられず、国民講談振興会の強い要請を受け、「定本国民講談」の刊行を許可している。そこでは義士達の仇討ちを米英に対する「国民的仇討ち」に転化して天皇国家への絶対的忠誠に結び付けている。

### 占領下の規制
第二次世界大戦における日本の敗戦により、忠臣蔵の位置づけも戦中とは大きく変化する。
下村定陸軍大臣は「陸軍軍人軍属に告ぐ」という放送で、大石内蔵助の赤穂城明け渡しの立派さを例に挙げて天皇の命令に従っておとなしく武器を捨てるように言い、石原莞爾陸軍中将も毎日新聞でやはり大石を例にして同様のことを述べている。
戦後米軍が日本を占領すると、GHQの下部組織CIEが日本の映画会社各社に推奨すべき映画と作成を禁止すべき映画の指針を通達し、禁止事項の中には「仇討ちに関するもの」と「封建的忠誠心または生命の軽視を好ましいこと、また名誉なこととしたもの」という項目があり、これにより忠臣蔵映画の上演は不可能になった。
フォービアン・バワーズによれば、1943年（昭和18年）11月には雑誌『LIFE』に忠臣蔵から日本人の「血に飢えた」メンタリティを分析する論考が載っており、GHQの上層部はこれを読んで前述した禁止事項を入れたのかもしれないとしている。もしそうだとすれば、GHQは忠臣蔵を狙い撃ちして禁止したことになる。
実際占領期間中には、中山安兵衛（堀部安兵衛）を人の命を奪うことのむなしさに悩む男として描いた『「高田馬場」より　中山安兵衛』（1951年3月公開）を唯一の例外として、本伝はもちろん外伝ものすら忠臣蔵映画の上演は許可されていない（なお『忠臣蔵余聞　四十八人目の男』の再演も、正確な上映期間が分からないものの、占領下の1951年4月に行われた可能性がある）。
ただし1949年の映画『青い山脈』は共産党主導の労働組合の影響下にあった東宝が忠臣蔵を換骨奪胎して作り上げたものだとこの映画のプロデューサーの藤本真澄が証言しており、また、左翼運動の経験者で脚本を担当した今井正も「青い山脈は忠臣蔵の第十二段」と位置付けている。その意味ではこれを占領期間中に作られた数少ない忠臣蔵映画とみなすこともできる。

### 戦後の人気と1970年代の衰退
1952年（昭和27年）4月に日本が主権を回復すると、毛利小平太、小山田庄左衛門、寺坂吉右衛門ら脱落者を描いた『元禄水滸伝』を皮切りに、同年だけで7本もの忠臣蔵映画が作られている。
この頃の忠臣蔵映画は、まだGHQに対する遠慮があったのか、どれもアンチ仇討ち、アンチ忠臣蔵というスタンスで描かれていた。前掲の宝塚映画製作所『元禄水滸伝』では、瑤泉院が事件後に「少しもかっこいいことではないので、ほかで討ち入りを吹聴するな」と寺坂に釘をさす場面がある。
だが、1954年の『赤穗義士』（大映）と同年の『忠臣藏（花の巻・雪の巻）』（松竹）から戦後忠臣蔵映画の黄金期に突入し、その後1962年まで、毎年数本もの忠臣蔵映画が作られ続けている。当時の忠臣蔵映画は、自社の巨匠監督を使って豪華な俳優をオールスターで使った大作が多く、いわば俳優の顔見せ的な役割を担っていた。1956年の『赤穂浪士（天の巻・地の巻）』（東映五周年記念作品）では、当時の時代劇スターである月形龍之介が吉良上野介に扮しており、クレジットは市川右太衛門（大石内蔵助）より先になっている。
一方小説は1950年（昭和25年）の榊原潤の『生きていた吉良上野介』を皮切りに、村上元三の『新本忠臣蔵』（1951年/昭和26年）、大佛次郎の『四十八人目の男』など友情や恋、自立などを描いた忠臣蔵ものが発表され、その後も舟橋聖一の『新・忠臣蔵』（1956年～）、山田風太郎の『妖説忠臣蔵』（1957年/昭和32年）、五味康祐の外伝物『薄桜記』（1959年）、尾崎士郎の『吉良の男』（1961年/昭和36年）など続々と忠臣蔵ものが書かれている。風太郎には上杉家の能登忍者たちが大野・田中・奥野・小山・進藤と赤穂義士を一人ずつ倒していく『忍法忠臣蔵』や義央が生き残る『生きている上野介』など、一連の反忠臣蔵ものがあり映像化もされている。
東京五輪開催年である1964年（昭和39年）になるとNHK大河ドラマ『赤穂浪士』（ただし、原作や映画化での主人公は吉良・上杉方の堀田隼人と千坂兵部。大河では大石内蔵助を主役に換えている）が最高視聴率53.0%に達するなど国民的にヒットし、忠臣蔵の主力が映画からテレビへと移る。その後は年末になると毎年のようにテレビで忠臣蔵ものの新作の放映もしくは再放送が行われるようになった。
高度成長末期から1970年代には娯楽の多様化もあり、いったん人気が衰退する。一本も忠臣蔵の映画が作られない年が続いた。
小林秀雄においては『考えるヒント』で「尾形光琳や俵屋宗達が日本文化の典型として尊重され、「忠臣蔵」などは一笑に付す傾向は気に食わぬ」と反発した。
一方で、1971年（昭和46年）にはドナルド・キーンが忠臣蔵を『Chushingura：The Treasury of Loyal Retainers, a Puppet Play』として翻訳した。同著でキーンは、日本庭園や富士山に代表される「わび」や「奥床しさ」「水に流す潔さ」といった日本人の精神や日本文化とは逆の、「fanatic」な「bloodshed」が見られる「imaginary story」として紹介している。

### 80年代の多視点化とバブル時代の斜陽
1980年代になると再び忠臣蔵の関心が高まり、1982年にはNHK大河ドラマ『峠の群像』が作られ、また森村誠一が浪士たちの人間的な側面を強調した『忠臣蔵』を描き、ブームの一翼を担った。森村には、吉良が昵懇だった隣の本多邸に逃れ天寿を全う、高田ら第二陣の討ち入りも本多邸前で全滅する『真説忠臣蔵』、義央を守る武士（義士）と広島・米沢の改易を狙う柳沢を描く『吉良忠臣蔵』もある。
80年代末から90年代にかけ、アンチ・ヒーロー的な忠臣蔵ものが作られており、井上ひさしや小林信彦もそれぞれ脱落者を描いた『不忠臣蔵』、赤穂事件の不条理な面を浮き彫りにした『裏表忠臣蔵』を書いている。八木康夫のTBSドラマ『忠臣蔵』でも再仕官のため吉良を打ち取り名を上げたい四十七士と、彼らに流されるままに討ち入りに参加する小心・臆病な内蔵助（演：ビートたけし）が描かれた。
同時期に丸谷才一の『忠臣蔵とは何か』で忠臣蔵を御霊信仰と結び付けた論考に端を発するいわゆる「忠臣蔵論争」が起り、諏訪春雄が『忠臣蔵の世界』、『聖と俗のドラマツルギー』で丸谷の説に反論するなどした。
バブル期の『キネマ旬報』には「いま忠臣蔵では映画館に客を呼べない」という記事が載っている。

### 平成令和の低迷とマルチメディアによる復興運動
1990年（平成2年）、多摩美術大学の荒川法勝は『異説忠臣蔵』を発表、吉良が昵懇の隣家屋敷に逃げ、京で鷹司家に庇護されているのを第二陣が狙う不死説を扱った。
1992年（平成4年）には池宮彰一郎による『四十七人の刺客』が登場する。本作では吉良暗殺の「刺客」としての赤穂浪士を描き、たとえば吉良による浅野のいじめはなく、赤穂浪士側の捏造したブラックプロパガンダとするなど、情報戦としての側面も描かれた。池宮は「赤穂義士は英雄視されず罪人として扱われた」と同作中で持論を述べている。1994年には同じく池宮彰一郎の『最後の忠臣蔵』が書かれ、討ち入り後の世界を舞台に寺坂吉右衛門や脱盟者などのその後を描いた。また、同年には宝塚歌劇団が『忠臣蔵〜花に散り雪に散り〜』（脚本：柴田侑宏）を上演し、世界初のミュージカル化を行った。
1997年（平成9年）、三枝成彰作曲のオペラ『忠臣蔵』では「赤穂義士の真の仇は浅野長矩」「吉良は長矩を救助しようとしていた」「大石が吉良義央に謝罪」といった前代未聞の演出を挿入した。
1999年（平成11年）には『新・忠臣蔵』を原作としたNHK大河ドラマ『元禄繚乱』が放送された。当該作品では従来の悪役俳優でなく、石坂浩二・宅麻伸・滝沢秀明といった二枚目やアイドルに吉良三代を演じさせた。一方、1994年（平成6年）のTBS大型時代劇『大忠臣蔵』では女性的な池畑慎之介 (ピーター）が上杉綱憲に扮した。
2000年代以降は史実の研究が進んだことから従来の「仇討ち」を全面に打ち出した作品は少なくなり、様々な視点から描いた作品も登場するようになったが、忠臣蔵を題材にした映画・TVドラマ・小説の作品発表は全体的に減少傾向にあり、冬の風物詩としての姿を緩やかに消しつつある。架空戦記や歴史シミュレーションで知られる作家集団・霧島那智には『忍術忠臣蔵外伝』があり、歴史IFもの『忠臣蔵釣客伝』で長辻象平は、津軽家による救援で吉良の生存と赤穂義士の失敗を描く。 芦辺拓は『一月半遅れの忠臣蔵』で吉良遺臣が大石の預けられた細川邸に討ち入る架空後日談を、『笑う忠臣蔵』で鯨統一郎は、討ち入りの目的が吉良暗殺ではなく他（強盗）にあったとする仮説を描いている。
2009年（平成21年）、国際通信社からシミュレーションゲーム『討入忠臣蔵 ～元禄太平記～』が発売、吉良方と大石方で遊ぶ2人用の戦術級ボードゲームとなっている。升目はSLG特有のヘックスでなく正方形。
2013年（平成25年）にはハリウッドで忠臣蔵を換骨奪胎したファンタジー映画『47RONIN』が公開されたが、雑誌『バラエティ』は、「忠臣蔵が日本でなじみ深いものであるにも拘わらず、興行は芳しくないものである」と評した。
また、毎年恒例だったテレビでの年末時代劇や長時間時代劇をはじめとする「忠臣蔵」制作・放送は、平成後半からすっかり影を潜めている。2019年（令和元年）の『決算!忠臣蔵』は赤穂義士がコミカルな三枚目（人気お笑い芸人を登用）で滑稽な演出がなされている。
2021年（令和3年）には宝塚歌劇団により、忠臣蔵をモチーフとしつつ大胆な翻案を行ったミュージカル『元禄バロックロック』（作・演出：谷貴矢）が上演された。同年、斜陽となった浪曲の復権を試みる玉川太福は、新作浪曲『サカナ手本忠臣蔵』で登場人物を魚介類になぞり、若年層への関心喚起の一助としている。

### 歴史に関する文献
- 松島栄一『忠臣蔵―その成立と展開』岩波書店〈岩波新書〉、1964年（昭和39年） エラー: 日付が正しく記入されていません。（説明）。ASIN B000J8T3SI。
- 赤穂市総務部市史編さん室『忠臣蔵第一巻-第七巻』兵庫県赤穂市、1989年（昭和64年）-2014年（平成26年） エラー: 日付が正しく記入されていません。（説明）。
- 野口武彦『忠臣蔵―赤穂事件・史実の肉声』筑摩書房〈ちくま新書〉、1994年（平成6年） エラー: 日付が正しく記入されていません。（説明）。ISBN 978-4480056146。
- 野口武彦『花の忠臣蔵』講談社、2015年（平成27年） エラー: 日付が正しく記入されていません。（説明）。ISBN 978-4062198691。
- 田口章子『おんな忠臣蔵』筑摩書房〈ちくま新書〉、1998年（平成10年） エラー: 日付が正しく記入されていません。（説明）。ISBN 978-4480057808。
- 宮澤誠一『赤穂浪士―紡ぎ出される「忠臣蔵」』三省堂〈歴史と個性〉、1999年（平成11年） エラー: 日付が正しく記入されていません。（説明）。ISBN 978-4385359137。
- 谷口眞子『赤穂浪士の実像』吉川弘文館〈歴史文化ライブラリー〉、2006年（平成18年） エラー: 日付が正しく記入されていません。（説明）。ISBN 978-4642056144。
- 田原嗣郎『赤穂四十六士論―幕藩制の精神構造』吉川弘文館〈歴史文化セレクション〉、2006年（平成18年） エラー: 日付が正しく記入されていません。（説明）。ISBN 978-4642063036。
- 林田明大『陽明学と忠臣蔵』徳間書店、1992年（平成11年）。
- 山本博文『これが本当の「忠臣蔵」赤穂浪士討ち入り事件の真相』小学館〈小学館101新書〉、2012年（平成24年） エラー: 日付が正しく記入されていません。（説明）。ISBN 978-4098251346。
- 山本博文『「忠臣蔵」の決算書』新潮社〈新潮新書〉、2012年（平成24年） エラー: 日付が正しく記入されていません。（説明）。ISBN 978-4106104954。
- 山本博文『赤穂事件と四十六士』吉川弘文館〈敗者の日本史〉、2013年（平成25年） エラー: 日付が正しく記入されていません。（説明）。ISBN 978-4642064613。
- 山本博文『知識ゼロからの忠臣蔵入門』幻冬舎、2014年（平成26年） エラー: 日付が正しく記入されていません。（説明）。ISBN 978-4344902886。

### 創作物
- 『文芸叢書 忠臣藏文庫』博文館、1912年（明治45年） エラー: 日付が正しく記入されていません。（説明）。　近代デジタルライブラリー Google Books
  - 『正史実伝いろは文庫』、『忠臣水滸伝』、『仮名手本忠臣蔵』、『四十七石忠箭計』を収録。
- 『日本戯曲全集 第十五卷』春陽堂、1928-1933年（昭和3年） エラー: 日付が正しく記入されていません。（説明）。 近代デジタルライブラリー
  - 『太平記忠臣講釋』、『菊宴月白浪』、『忠孝兩國織』、『いろは假名四十七訓』、『義臣傳讀切講釋』、『繪本忠臣藏』、『假名手本忠臣藏』を収録。
- 『日本戯曲全集 第四十卷』春陽堂、1928-1933年（昭和3年） エラー: 日付が正しく記入されていません。（説明）。 近代デジタルライブラリー
  - 『忠臣蔵後日建前』、『武士鏡忠義の礎』、『真写いろは日記』、『新台いろは書始』、『仮名書吾嬬面視』、『いろは仮名随筆』、『仮名手本拙書添』、『忠臣蔵増補柱礎』、『いろは歌誉桜花』
- 片島深淵子『赤城義臣伝』。 近代デジタルライブラリー
- 『赤穂精義参考内侍所』。 近代デジタルライブラリー
- 山崎美成『赤穂義士伝一夕話』。 近代デジタルライブラリー
- 『赤穗復讎全集: 全』博文館。 Google Books
  - 『赤穂義士伝一夕話』、『忠臣武道播磨石』、『忠臣藏當振舞』、『俳諧忠臣藏』、『長門本忠臣藏』、『忠臣藏岡目評判』、『繪本忠臣藏』、『いろは文庫』を収録
- 『忠臣藏淨瑠璃集』博文館、1896年(明治29年) エラー: 日付が正しく記入されていません。（説明）。 Google Books
  - 『碁盤太平記』、『忠臣金短冊』、『假名手本忠臣藏』、『難波丸金鶏』、『いろは歌義臣鍪』、『太平記忠臣講釋』、『躾方武士鑑』、『いろは藏三組盃』、『忠臣伊呂波實記』『廓景色雪の茶會』、『忠義墳盟約大石』、『忠臣一力祇園曙』、『忠臣後日噺』を収録
- 真山青果『元禄忠臣蔵（上・下）』岩波書店〈岩波文庫〉、1982年（昭和57年） エラー: 日付が正しく記入されていません。（説明）。
- 『講談全集 3』大日本雄弁会講談社、1929年（昭和4年） エラー: 日付が正しく記入されていません。（説明）。
- 『定本講談名作全集 第7巻』講談社、1971年（昭和46年） エラー: 日付が正しく記入されていません。（説明）。
- 『赤穂義士銘々伝』講談社〈講談名作文庫〉、書籍版1976年（昭和51年）kindle版2014年(平成26年) エラー: 日付が正しく記入されていません。（説明）。

### 創作物に関する文献
- 関根黙庵『講談落語今昔譚』雄山閣、1924年（大正13年） エラー: 日付が正しく記入されていません。（説明）。 近代デジタルライブラリー Google Books
- 江崎政忠『天野屋利兵衛伝』1940年（昭和15年） エラー: 日付が正しく記入されていません。（説明）。 近代デジタルライブラリー
- 今尾哲也『吉良の首　忠臣蔵とイマジネーション』平凡社〈叢書 演劇と見世物の文化史〉、1987年（昭和62年） エラー: 日付が正しく記入されていません。（説明）。ISBN 978-4582260182。
- 宮澤誠一『近代日本と「忠臣蔵」幻想』青木書店、2001年（平成13年） エラー: 日付が正しく記入されていません。（説明）。ISBN 978-4250201509。
- 谷川建司『戦後「忠臣蔵」映画の全貌』集英社クリエイティブ、2013年（平成25年） エラー: 日付が正しく記入されていません。（説明）。ISBN 978-4420310680。
- 渡辺保『忠臣蔵　もう一つの歴史感覚』講談社〈講談社学術文庫〉、2013年（平成25年） エラー: 日付が正しく記入されていません。（説明）。ISBN 978-4062922036。白水社・白水叢書（1981年）の新版
- 稲田和浩『忠臣蔵はなぜ人気があるのか』彩流社「フィギュール彩」、2014年（平成26年） エラー: 日付が正しく記入されていません。（説明）。ISBN 978-4779170188。

### その他
- 重野安繹『赤穂義士実話』大成館、1889年（明治22年） エラー: 日付が正しく記入されていません。（説明）。 近代デジタルライブラリー
- 福本日南『元禄快挙録』啓成社、1909年（明治42年） エラー: 日付が正しく記入されていません。（説明）。 近代デジタルライブラリー。『元禄快挙録』岩波文庫（全3巻、改版1982年）で再刊
- 三田村鳶魚『元禄快挙別録』啓成社、1910年（明治43年） エラー: 日付が正しく記入されていません。（説明）。近代デジタルライブラリー。中公文庫「鳶魚江戸文庫」で再刊
- 福本日南『元禄快挙真相録』東亜堂書房、1914年（大正3年） エラー: 日付が正しく記入されていません。（説明）。 近代デジタルライブラリー Google Books
- 徳富蘇峰『近世日本国民史 第18 元禄時代 中巻（義士篇）』民友社、1925年（大正14年） エラー: 日付が正しく記入されていません。（説明）。近代デジタルライブラリー。講談社学術文庫「近世日本国民史　赤穂義士」で再版
- 三田村鳶魚『横から見た赤穂義士』民友社、1930年（昭和5年） エラー: 日付が正しく記入されていません。（説明）。近代デジタルライブラリー、Google Books。中公文庫「鳶魚江戸文庫」、河出文庫「赤穂義士 忠臣蔵の真相」で再刊
- 尾崎秀樹『考証 赤穂浪士』秋田書店、1974年（昭和49年） エラー: 日付が正しく記入されていません。（説明）。ASIN B000J9GDUI。
- 斎藤茂『赤穂義士実纂』赤穂義士実纂頒布会、1975年（昭和50年） エラー: 日付が正しく記入されていません。（説明）。ASIN B000J9F0HK。
- 佐々木杜太郎、赤穂義士顕彰会『赤穂義士事典―大石神社蔵』新人物往来社、1983年（昭和58年） エラー: 日付が正しく記入されていません。（説明）。ISBN 978-4404011367。
- 渡辺世祐、井筒調策校訂『新版 正史赤穂義士』光和堂、1998年（平成10年） エラー: 日付が正しく記入されていません。（説明）。ISBN 978-4875381174。
- 元禄忠臣蔵の会『元禄忠臣蔵データファイル』新人物往来社、1999年（平成11年） エラー: 日付が正しく記入されていません。（説明）。ISBN 978-4404028105。
- 佐藤忠男『忠臣蔵－意地の系譜』朝日新聞社〈朝日選書〉、2003年（平成15年） エラー: 日付が正しく記入されていません。（説明）。ISBN 978-4925219457。初版1976年のオンデマンド版